# لوور

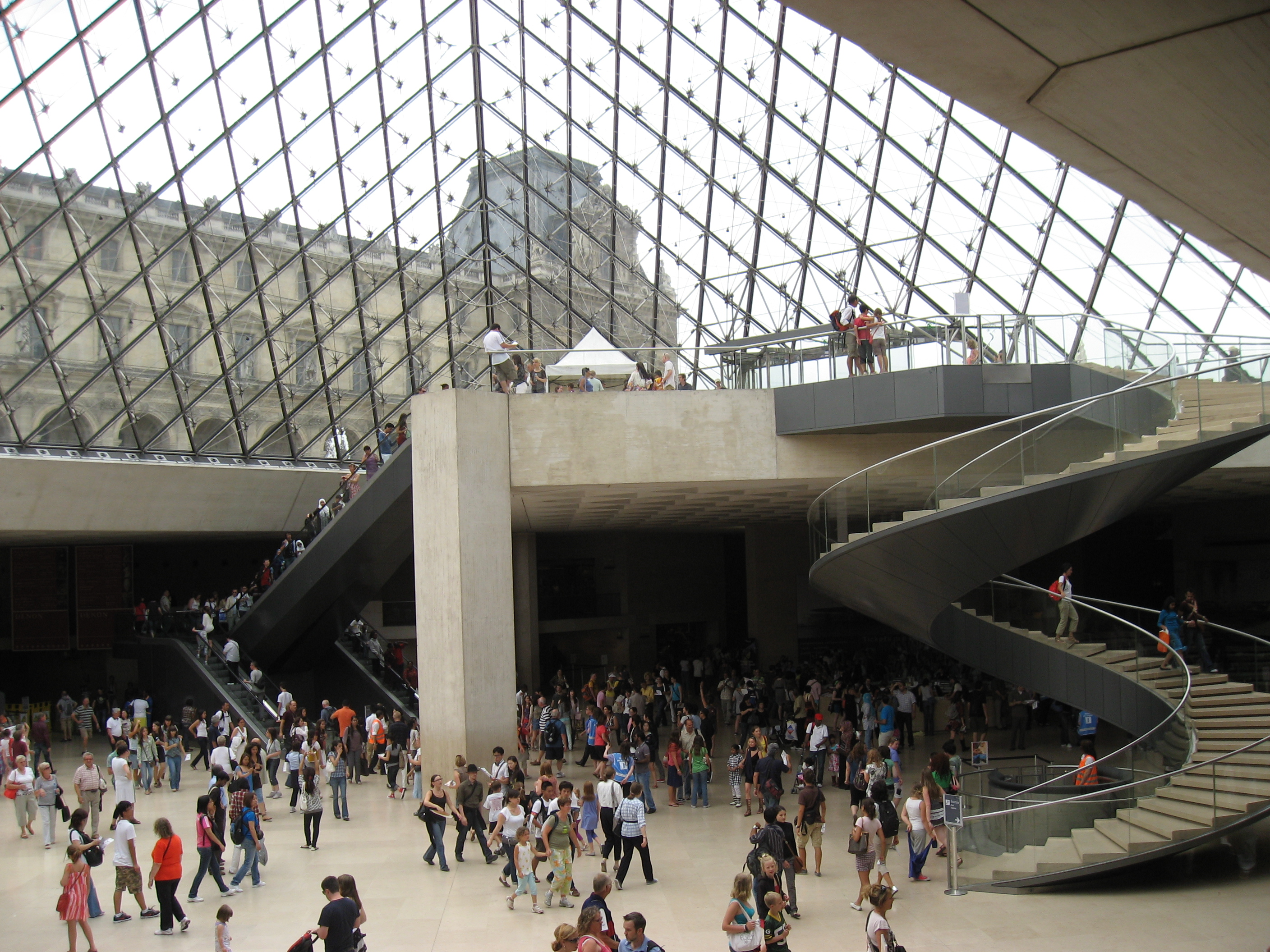
زیر هرم لوور، هرم شیشه‌ای ورودی اصلی موزهٔ لوور

موزهٔ لووْر (به فرانسوی: Musée du Louvre) (به انگلیسی: The Louvre Museum) بزرگترین موزهٔ هنر و یک بنای تاریخی در مرکز شهر پاریس در کشور فرانسه می‌باشد. این موزه یکی از شاخصه‌های مشهور فرانسه و پاریس است که در سمت راست رودخانه سن، در منطقه ۱ شهر پاریس واقع گردیده است. در این موزه، بالغ بر ۳۸۰۰۰۰ اثر هنری، مربوط به پیش از تاریخ تا سده ۲۱ میلادی در فضایی بالغ بر ۷۲۷۳۵ متر مربع جمع‌آوری و در معرض دید قرار گرفته است. از ۳۸۰۰۰۰ اثر هنری ۳۵۰۰۰ اثر نمایش داده می‌شود. در سال ۲۰۱۷ میلادی، موزه لوور، با ۸/۱ میلیون بازدید کننده، در فهرست پربازدیدترین موزه‌های جهان قرار گرفت.
موزه در حقیقت در کاخ لوور واقع شده که در اواخر سده ۱۲ تا اوایل ۱۳ میلادی، ساخت استحکامات آن به فرمان فیلیپ دوم آغاز گردید. امروزه نیز باقی‌مانده‌های این استحکامات و قلعه در زیرزمین موزه قابل مشاهده است. با توجه به گسترش شهر و همچنین همجواری این مکان، از اهمیت تدافعی قلعه لوور کاسته و در سال ۱۵۴۶ تبدیل به محل اقامت فرانسوای اول گردید که سرآغاز تغییر کاربری آن و تبدیل شدن به محل اقامت اصلی پادشاهان فرانسه بود. کاخ لوور فعلی، ساختمانی است که چندین مرتبه گسترش یافته. در سال ۱۶۸۲، لوئی چهاردهم، کاخ ورسای را مکان اصلی اقامت خود قرار داد و این مکان را تبدیل به محلی برای نمایش شکوه و عظمت سلطنتی نمود که از جملهٔ آنها می‌توان به نمایش مجموعهٔ عتیقه و باستانی یونان و روم اشاره داشت. از ۱۶۹۲ میلادی، این ساختمان تحت تملک فرهنگستان کتیبه‌شناسی و زبان‌های باستانی فرانسه و فرهنگستان سلطنتی نقاشی و مجسمه قرار گرفت که به عنوان نخستین مجموعه‌دار این سالن‌ها شناخته می‌گردند. فرهنگستان‌های موصوف بالغ بر ۱۰۰ سال است که هنوز در موزه باقی مانده‌اند. در طول دوران انقلاب فرانسه، مجلس مؤسسان تصمیم گرفت که لوور را به عنوان محلی برای نمایش شاهکارهای کشور مورد استفاده قرار دهد.
موزه لوور از سال ۱۷۹۳ میلادی تا امروز به عنوان «موزهٔ عمومی» فعال بوده‌است. تمرکز موزهٔ لوور روی هنر، تاریخ بشر و فرهنگ است و آثار بسیاری در این زمینه‌ها در این موزه جای گرفته‌اند که از آن جمله می‌توان به لوح حمورابی، تابلوی بانوی صخره‌ها و تابلوی مونالیزا اثر لئوناردو داوینچی اشاره کرد. ساختمان موزه به‌طور کلی دارای ۳ بال و ۵ طبقه است.

## پیشینه

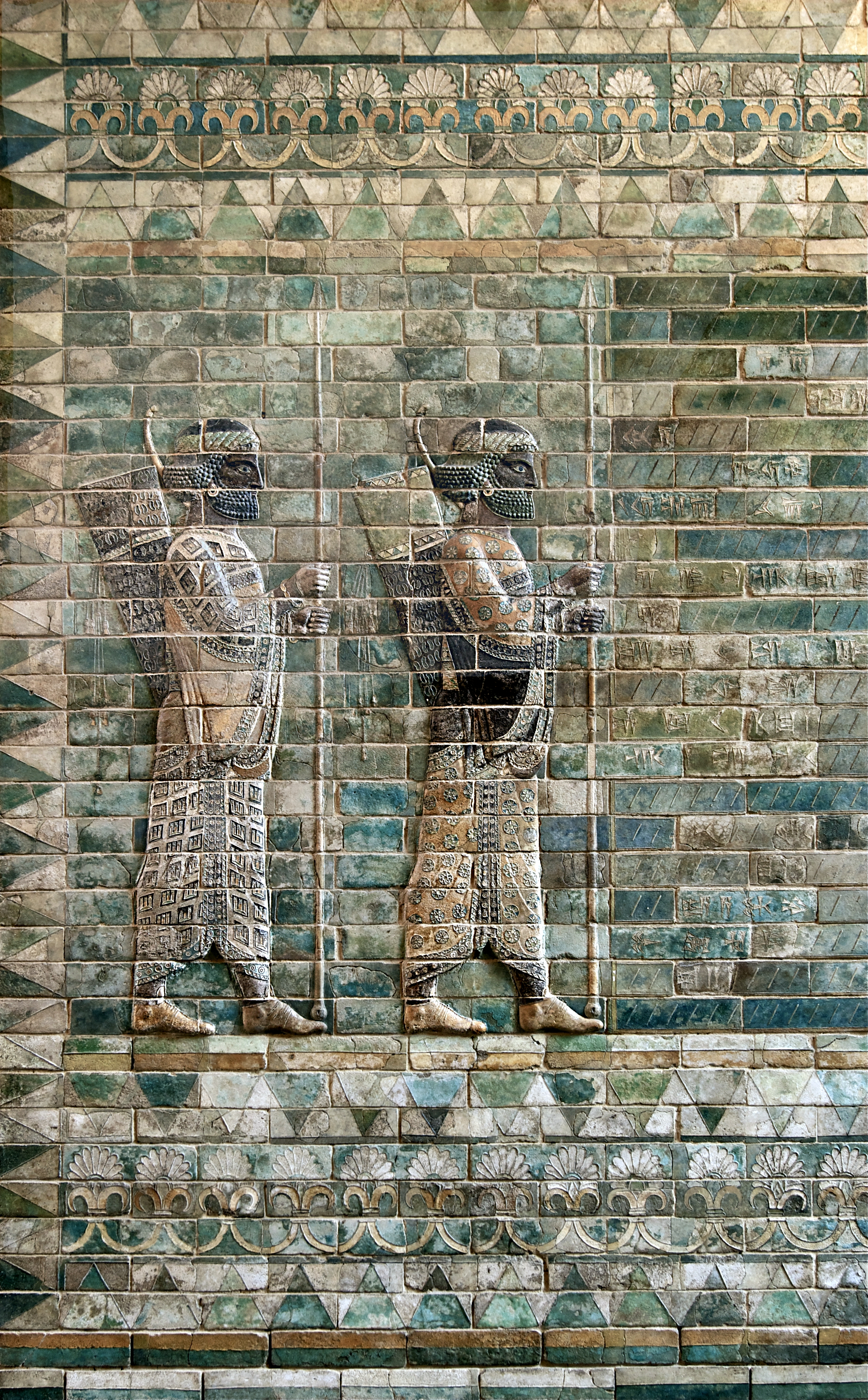
سنگ‌نگاره کمان‌داران، تزئیناتی مجلل و معروف از بخش مسکونی کاخ آپادانا، ساخته شده توسط داریوش اول در شوش را نمایش می‌دهد. این کتیبه از آجر سفالی براق ساخته شده‌است و بلندی آن ۴٫۷۵ متر و پهنای آن ۳٫۷۵ متر می‌باشد. هرودوت تاریخ‌نگار یونانی این سپاه برگزیده را فناناپذیر (جاویدان) می‌دانست. از این کتیبه هم‌اکنون در موزهٔ لوور در فرانسه نگهداری می‌شود.

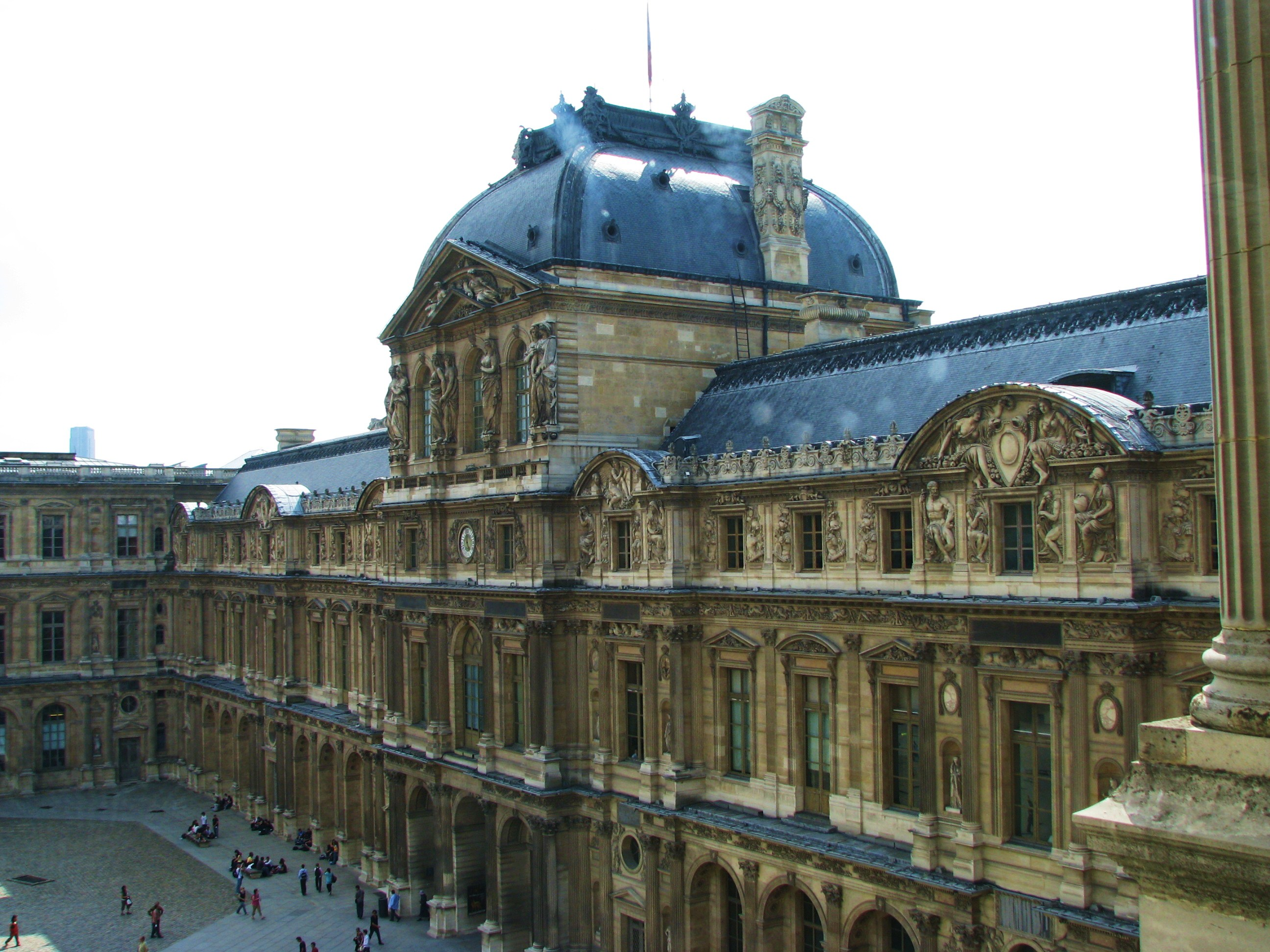
قسمت اندرون شرقی موزه لوور.

ساختمان این موزه قبل از انقلاب کبیر فرانسه یکی از کاخ‌های سلطنتی بود، که در آن آثار باارزش هنری نگهداری می‌شد (به عنوان موزه سلطنتی) پس از انقلاب کبیر، در سال ۱۷۸۹ موزه و آثار موجود به مردم فرانسه اهدا شد و در سال ۱۷۹۳ تبدیل به موزه ملی فرانسه شد.

تابلوی مونالیزا اثر لئوناردو دا وینچی، شاخص‌ترین اثر هنری در موزه لوور است.

## مجموعه‌ها
در این موزه ۳۸٬۰۰۰ شیء وجود دارد. در مجموعه‌های مختلفِ این موزه آثاری از دوران پیش از تاریخ تا کنون نگهداری می‌شود. می‌توان گفت معروف‌ترین آثار هنری و تاریخی جهان را در این موزه نگهداری می‌کنند. این محل، قبل از تبدیل به موزه، یکی از کاخ‌های سلطنتیِ فرانسه بود. در پشت این کاخ باغ زیبایی به نام باغ تویلری وجود دارد و رو به روی باغ نیز میدان کنکورد قرار گرفته‌است. این مکان نزدیک خیابان معروف شانز الیزه است.

## معتبرترین آثار موزه
- مونالیزا (لئوناردو داوینچی)
- بانوی صخره‌ها (لئوناردو داوینچی)
- لوح حمورابی
- گاو بالدار آشوری
- لوح پیروزی نارام سین
- نقش برجسته‌های آشوری
- ظروف گلی آشوری
- بخش‌های قابل توجهی از تخت جمشید
- بز بالدار طلایی (هخامنشی)
- کاتب نشسته (سقاره - مصر)
- ونوس میلو
- تندیس ناپیرآسو

## مجموعه هنر اسلامی
این بخش برای نخستین بار در ده تالار و در سال ۱۹۹۳ ایجاد شد و در سال ۲۰۰۲ ژاک شیراک (رئیس‌جمهور وقت فرانسه) پس از بازدید از موزه لوور، تصمیم به ایجاد بخشی مجزا جهت نمایش هنر اسلامی گرفت. به دنبال این تصمیم وی فرانسیس ریشار (رئیس بخش نسخه‌های خطی فارسی کتابخانه ملی فرانسه، پاریس) را به مسئولیت ایجاد بخش هنر اسلامی در موزه برگزید.
برای ساخت این بنا در یکی از حیاط‌های متروک موزه، یک مسابقه جهانی معماری برگزار می‌شود، به گفته ریشار این مجموعه در سال ۲۰۰۹ افتتاح شد، گفته شده آثار ایرانی در این مجموعه جایگاه مهمی خواهد داشت و بیش از نیمی از آثار را به خود اختصاص می‌دهد.

## آثار سرشناس ایران باستان
- سنگ‌نگاره یادبود اونتاش ناپیریشا
- سنگ‌نگاره زن عیلامی و ندیمه
- سنگ‌نگاره بز با دم ماهی
- تندیس فاخته لاجوردی
- تندیس ناپیرآسو
- تابلو مراسم نیایش راهبه‌های آفتاب
- تخته بازی ۵۸ خانه
- نقش برجسته آجری شیر کاخ آپادانا شوش
- سرستون گاو دوسر کاخ آپادانا شوش
- کتیبه داریوش بزرگ در کاخ آپادانای شوش
- افسار برنزی لرستان
- صدف‌نوشتهٔ اکدی
- سنگ نگاره مردوک

### آثار ایران

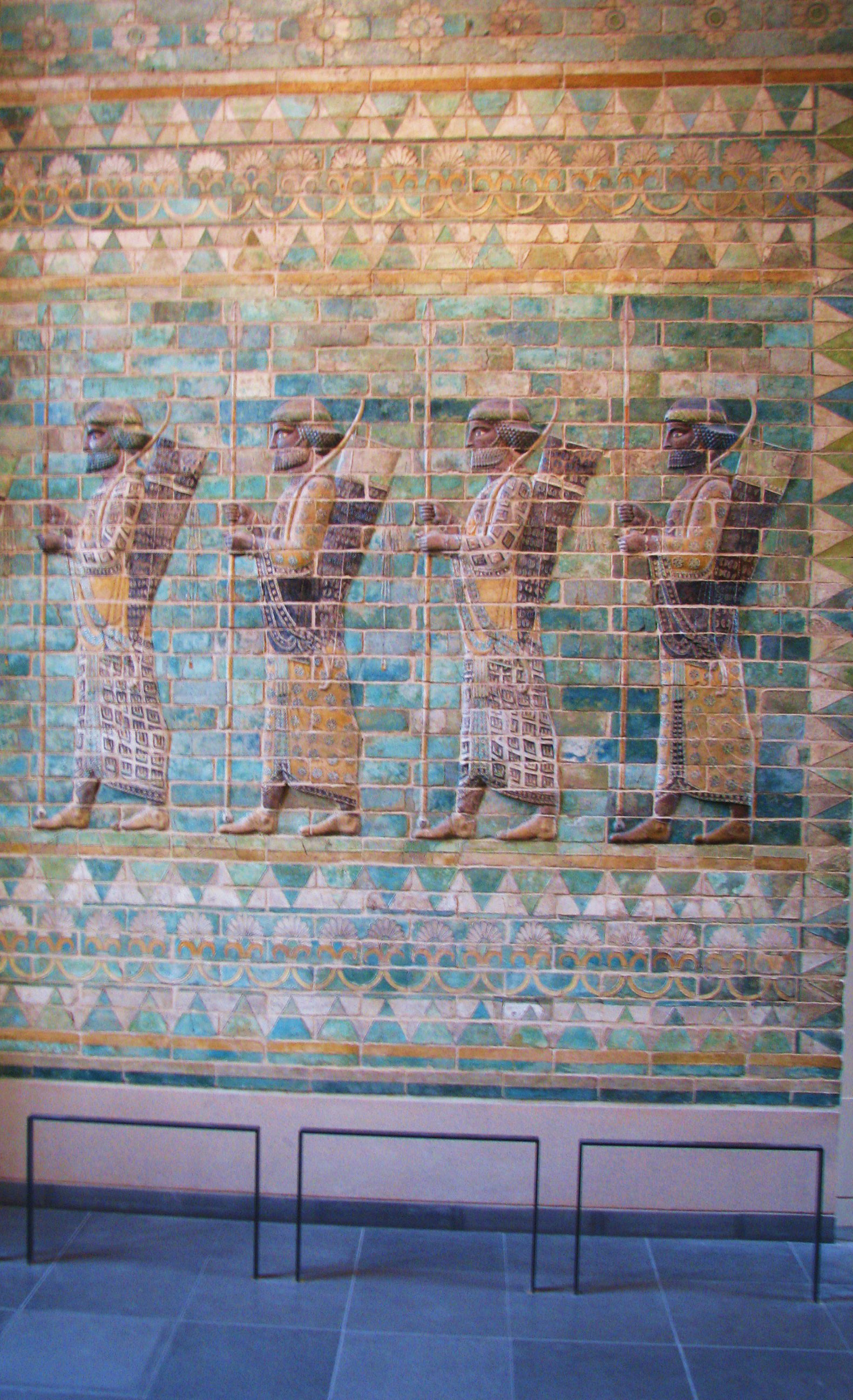
تصویری از دیوارهای هخامنشی در بخش «ایران باستان» در موزه لوور.
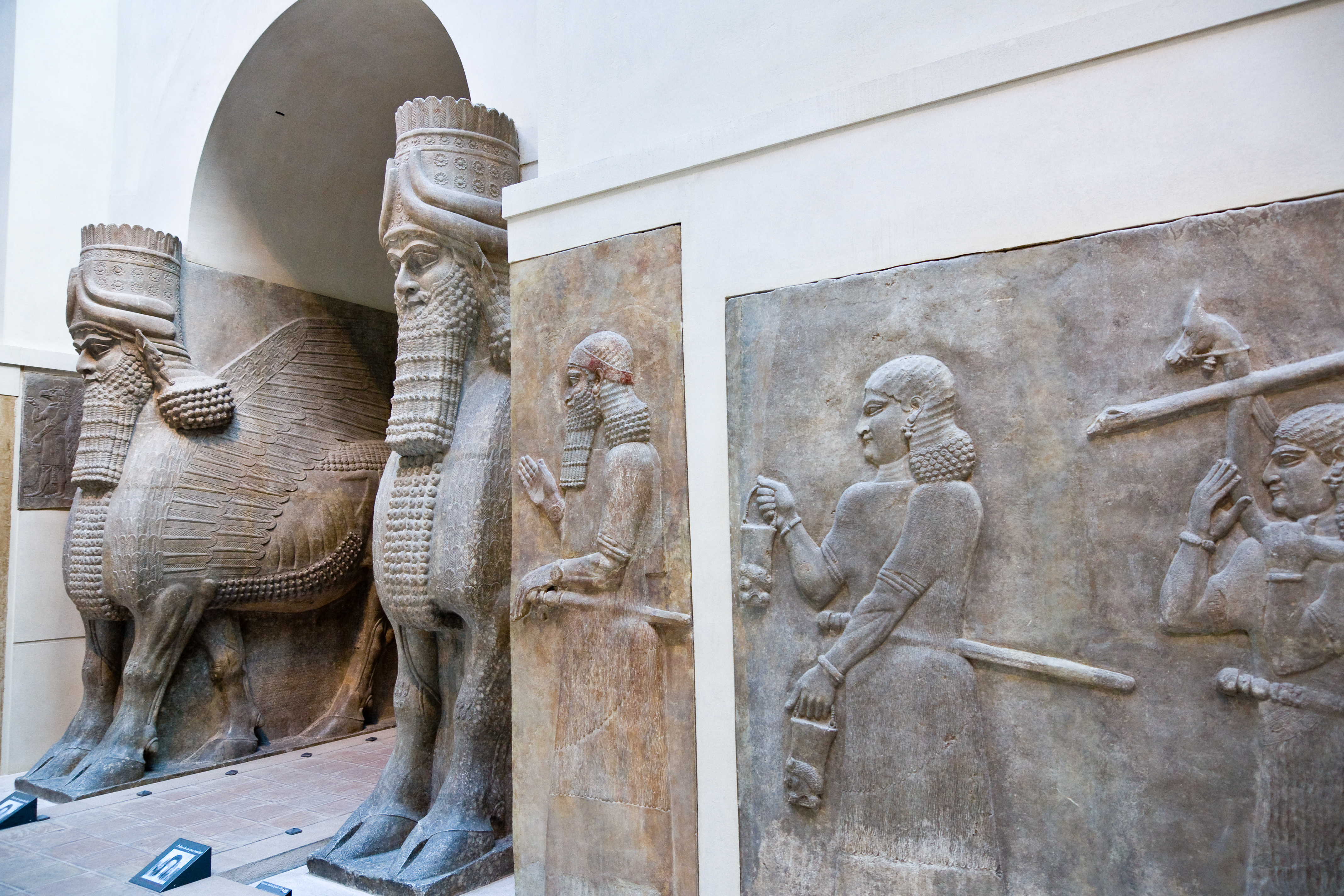
گاو بالدار آشوری.
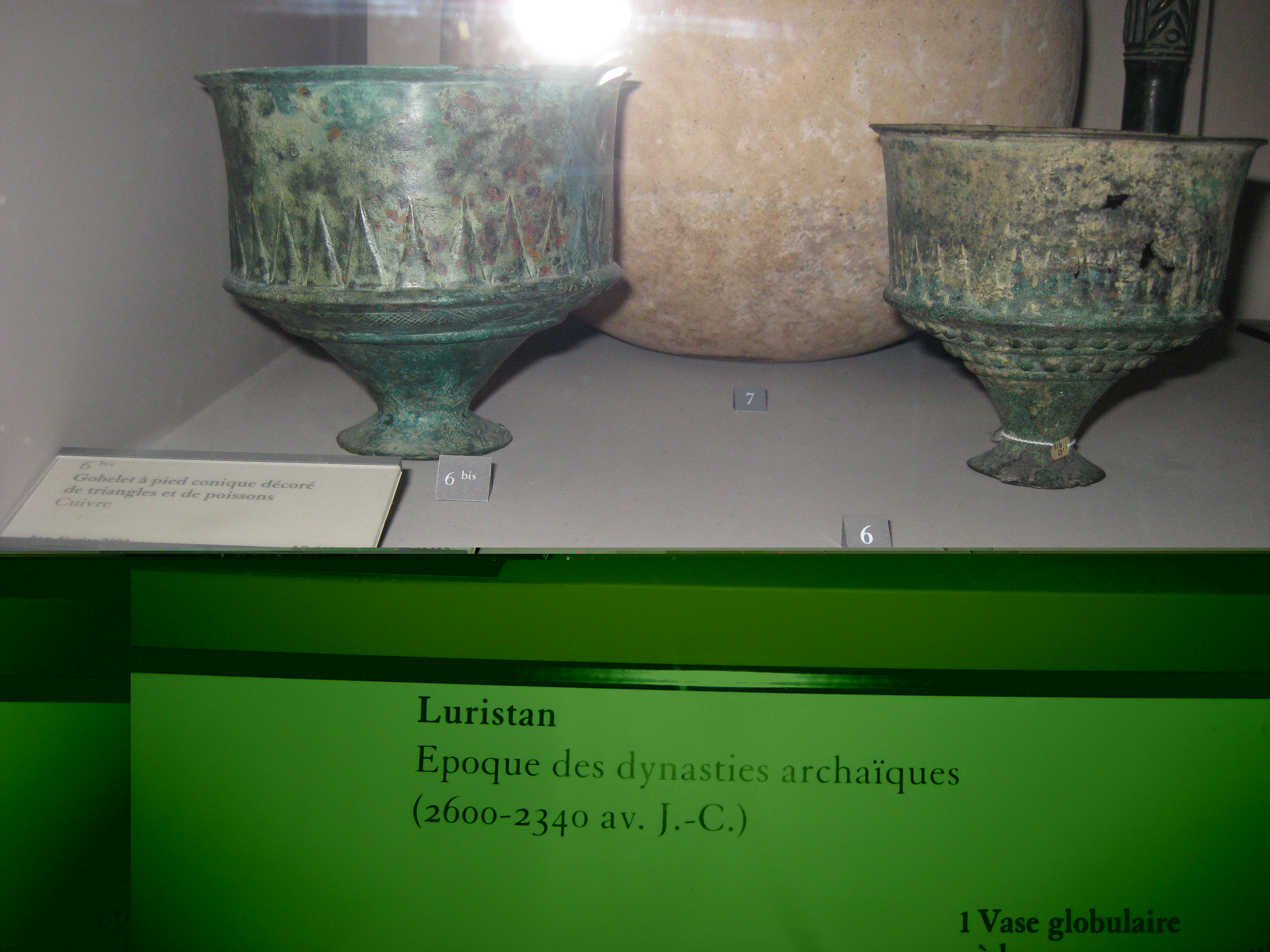
مفرغ‌های لرستان.
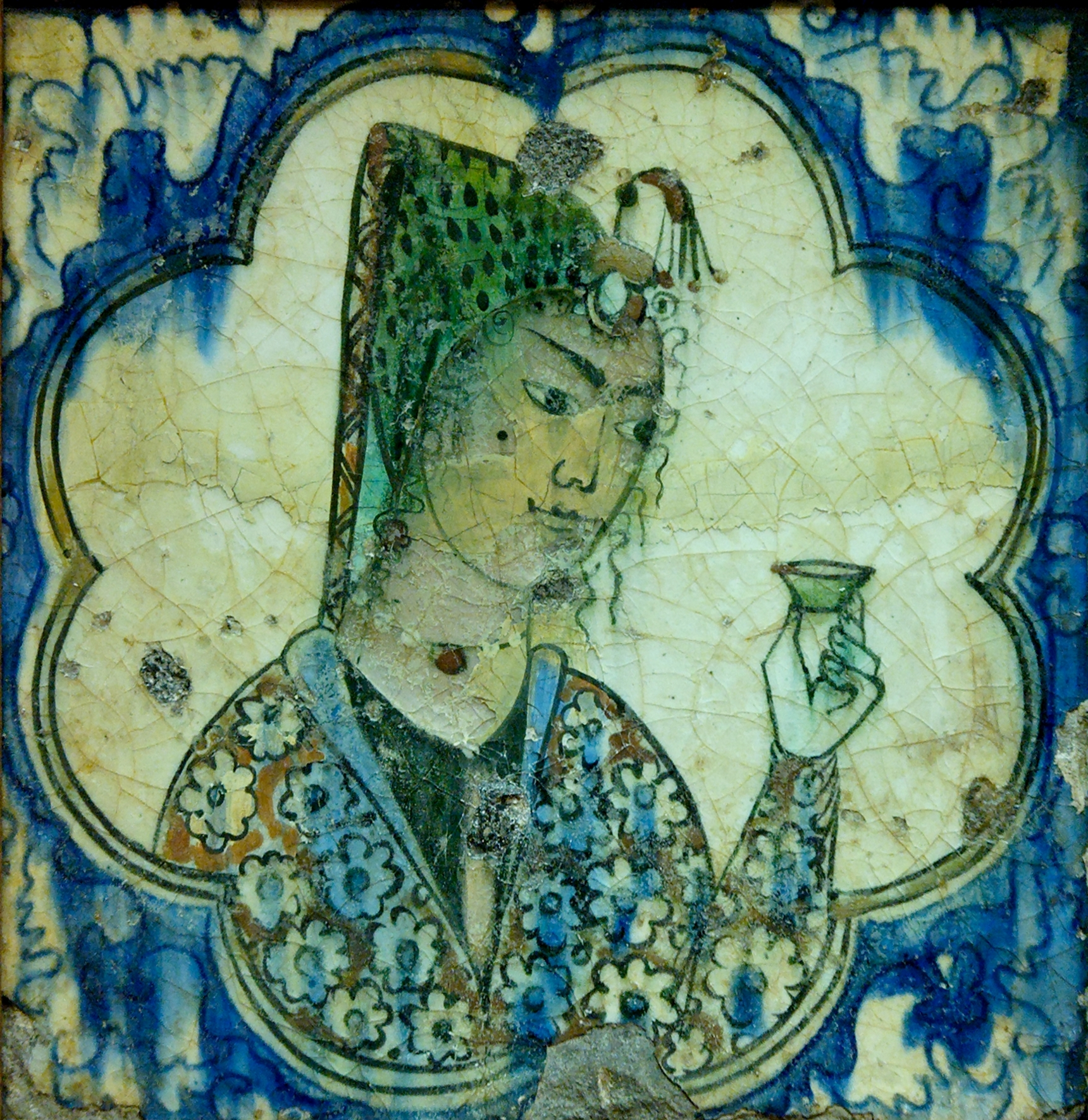
کاشی با طرح دختر ایرانی متعلق به سده ۱۸ میلادی، نمایان‌گر هنر دوره صفویه
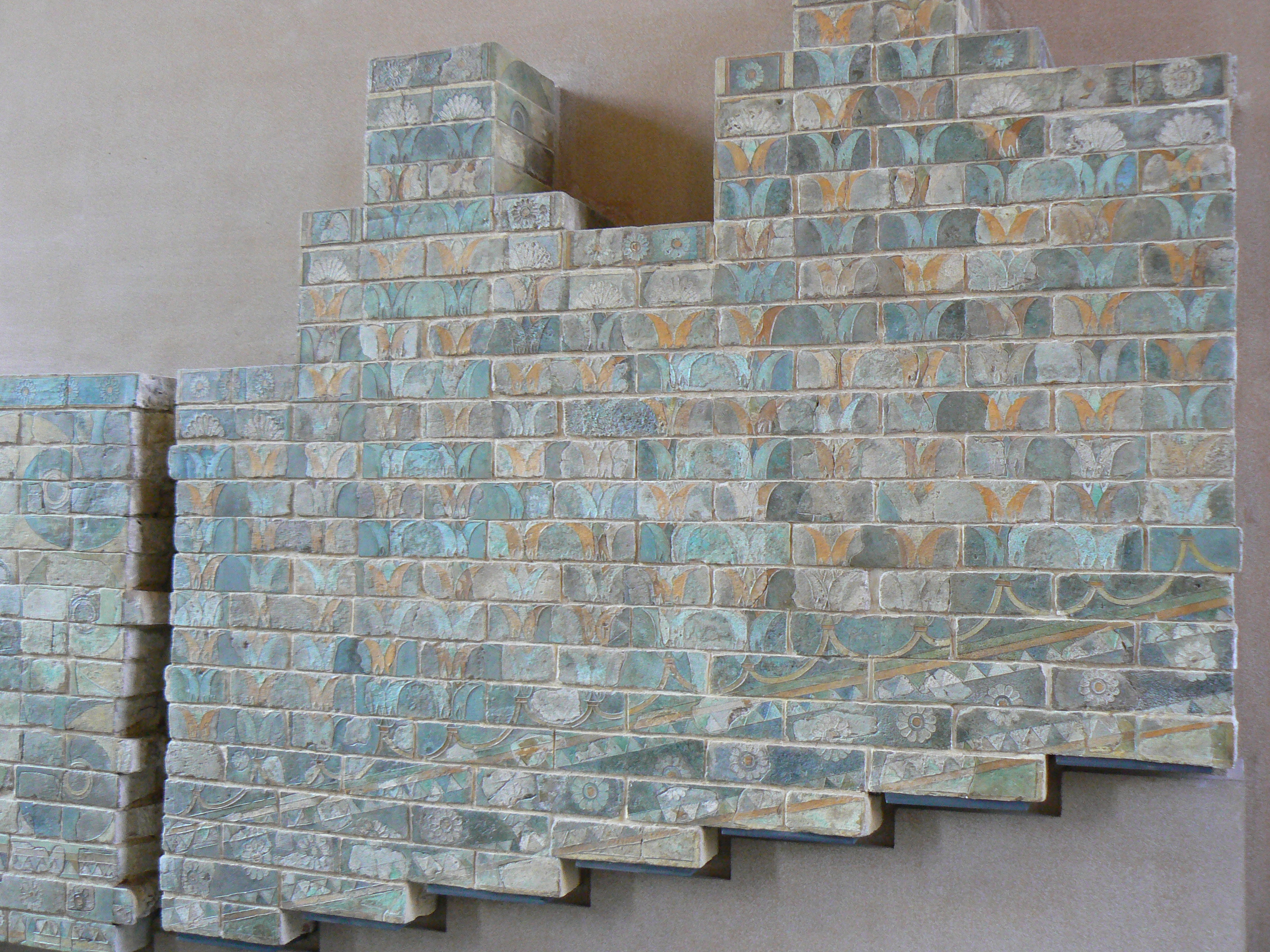
دیوار تاریخی در موزه لوور.
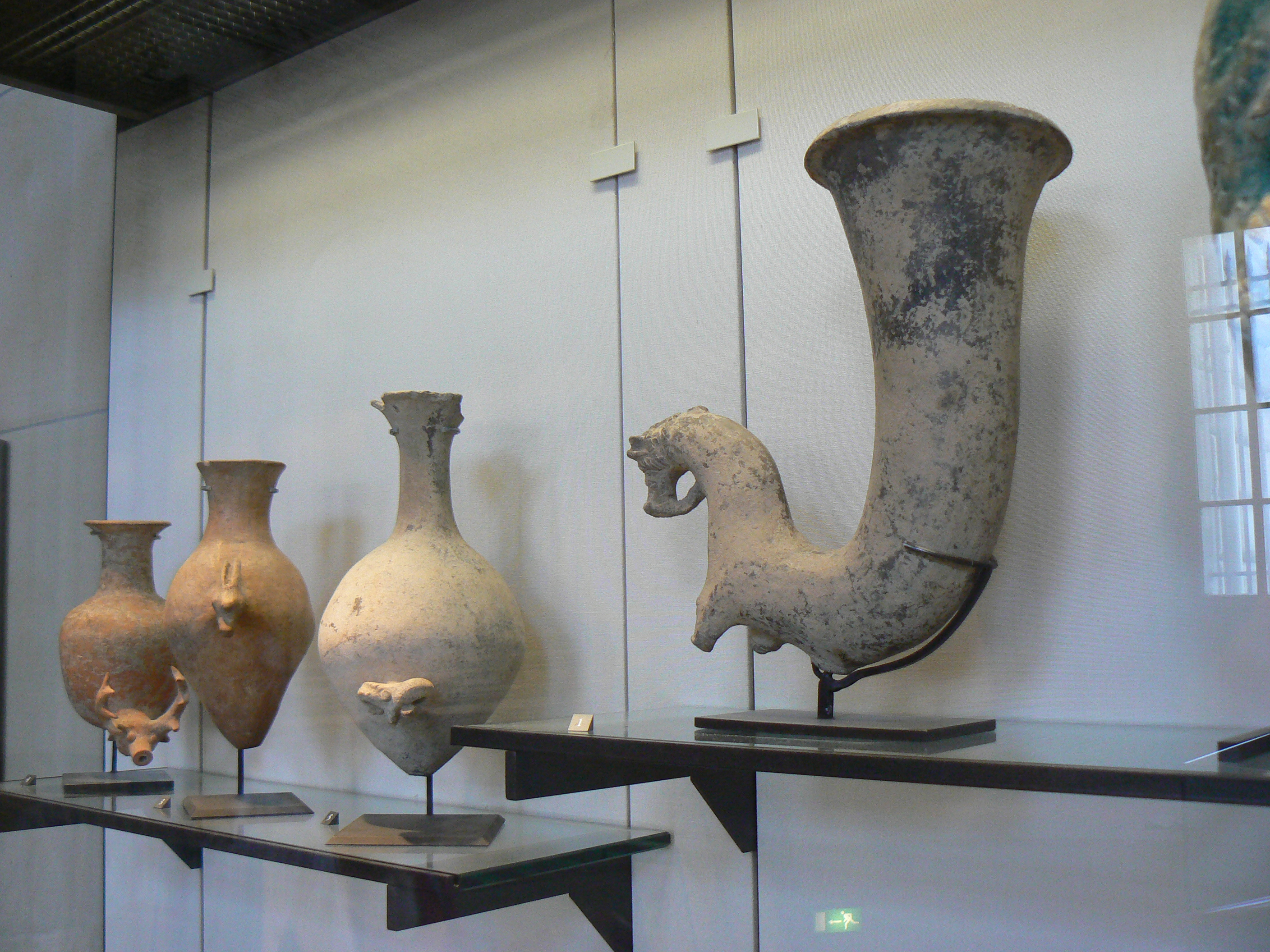
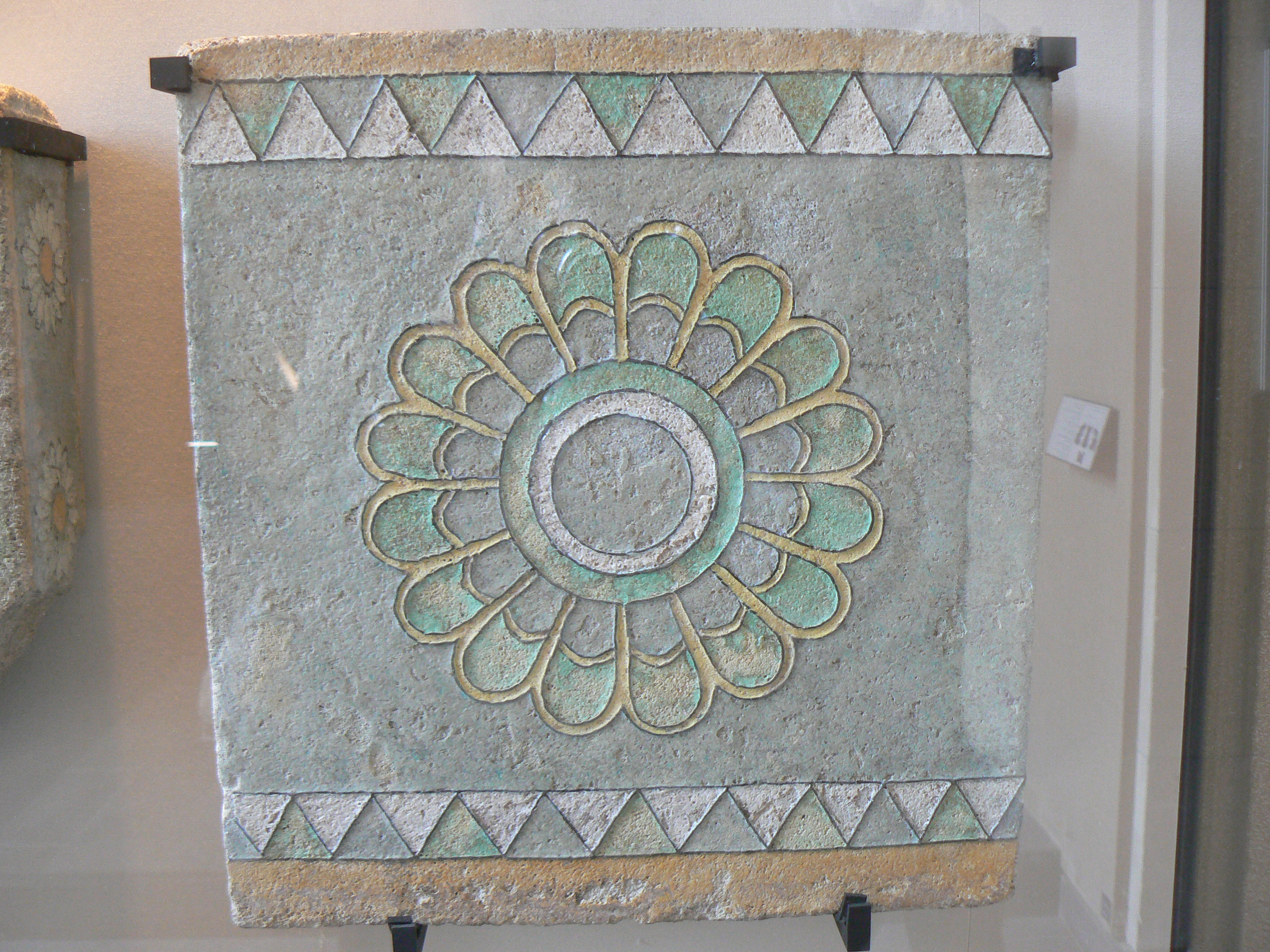
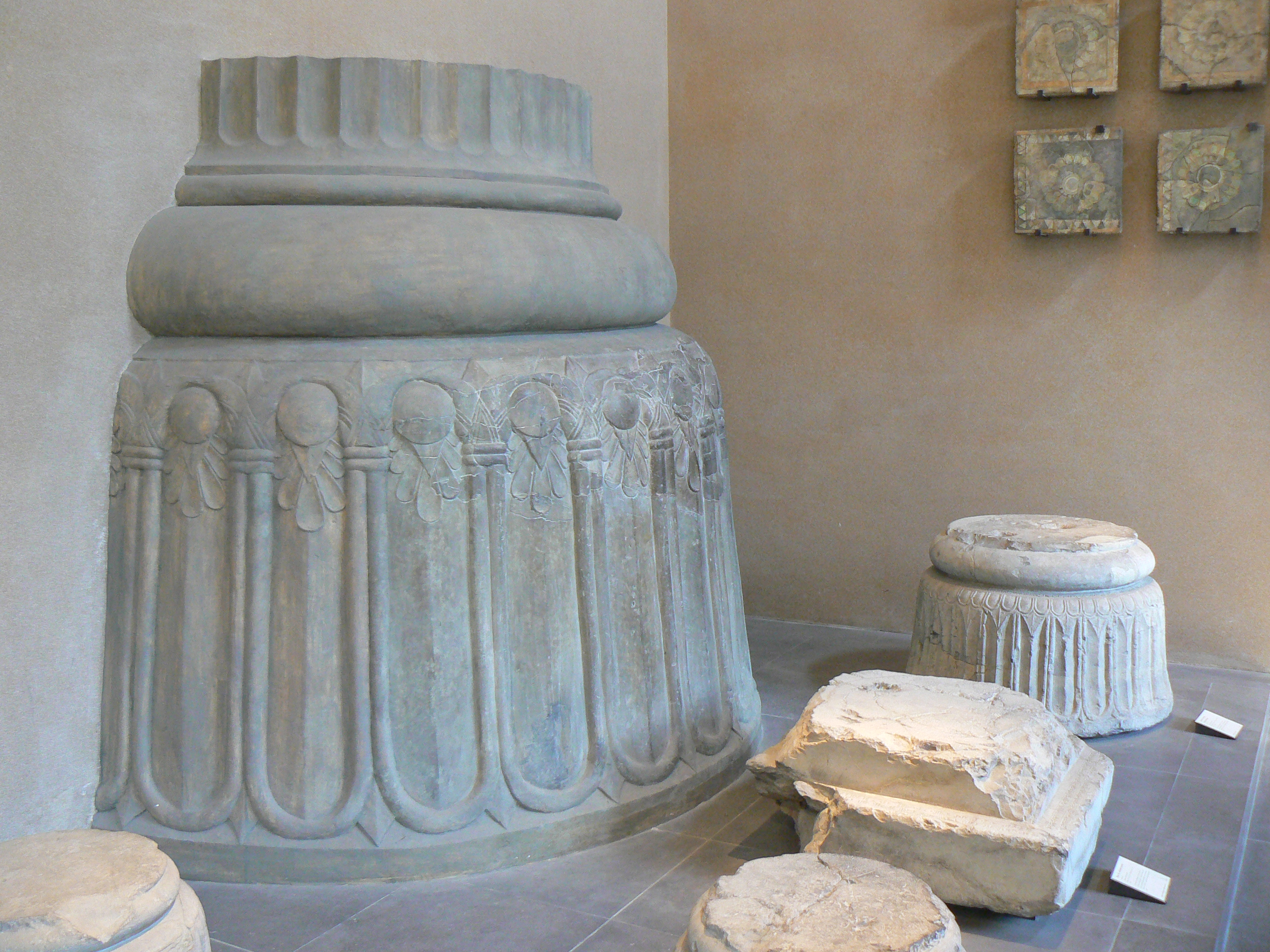
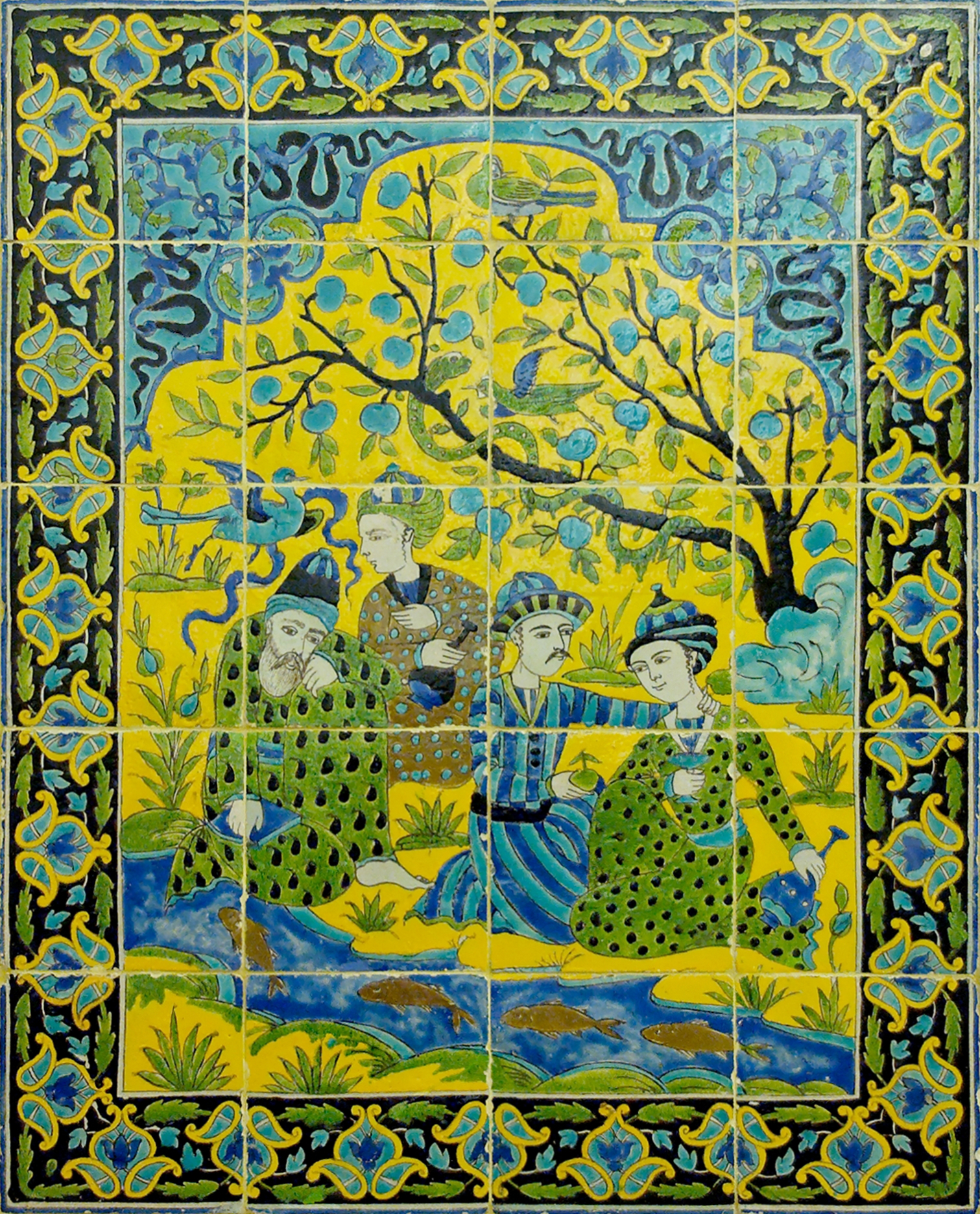
مردان در کنار رود (دوره صفویه)
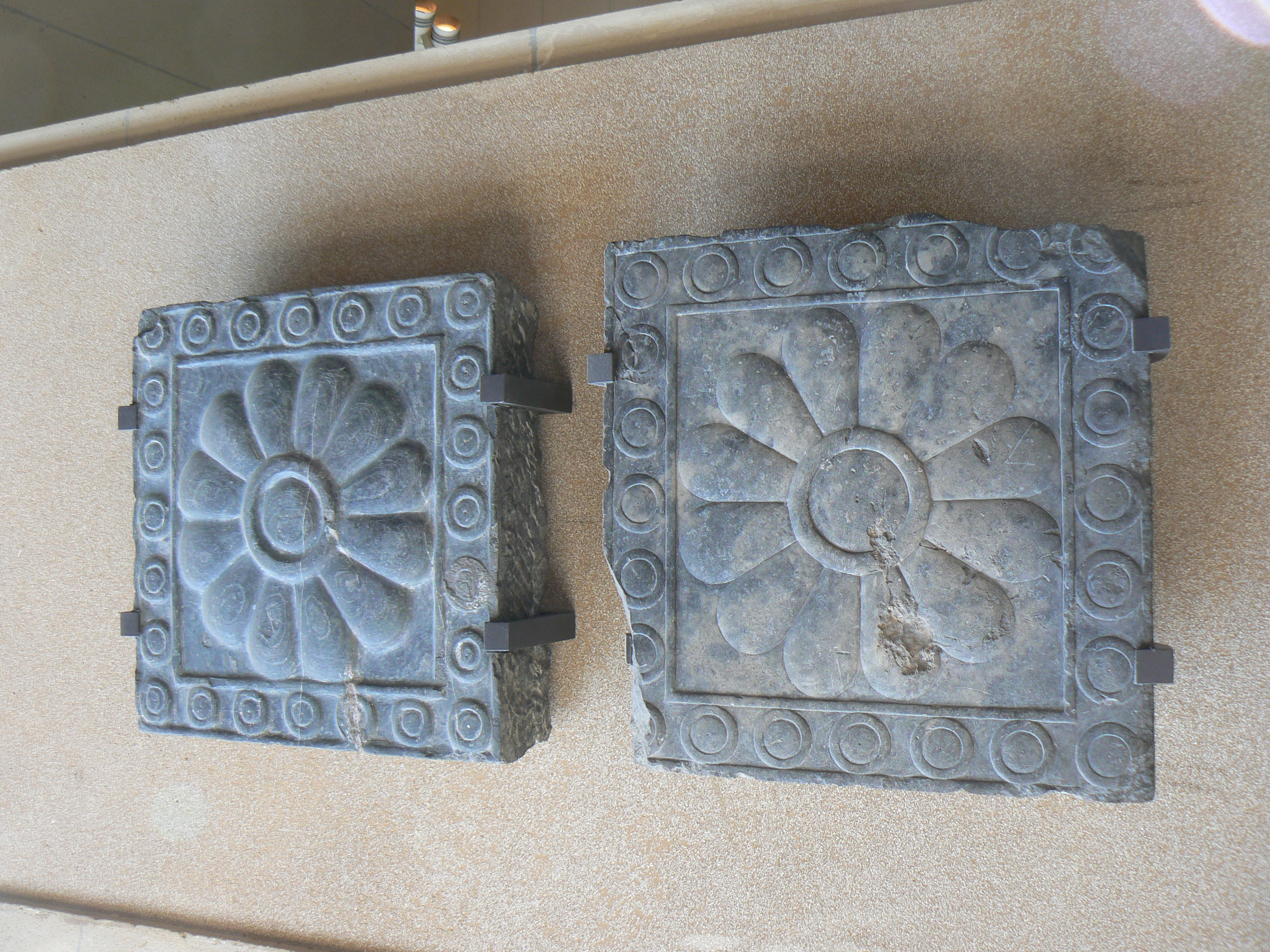
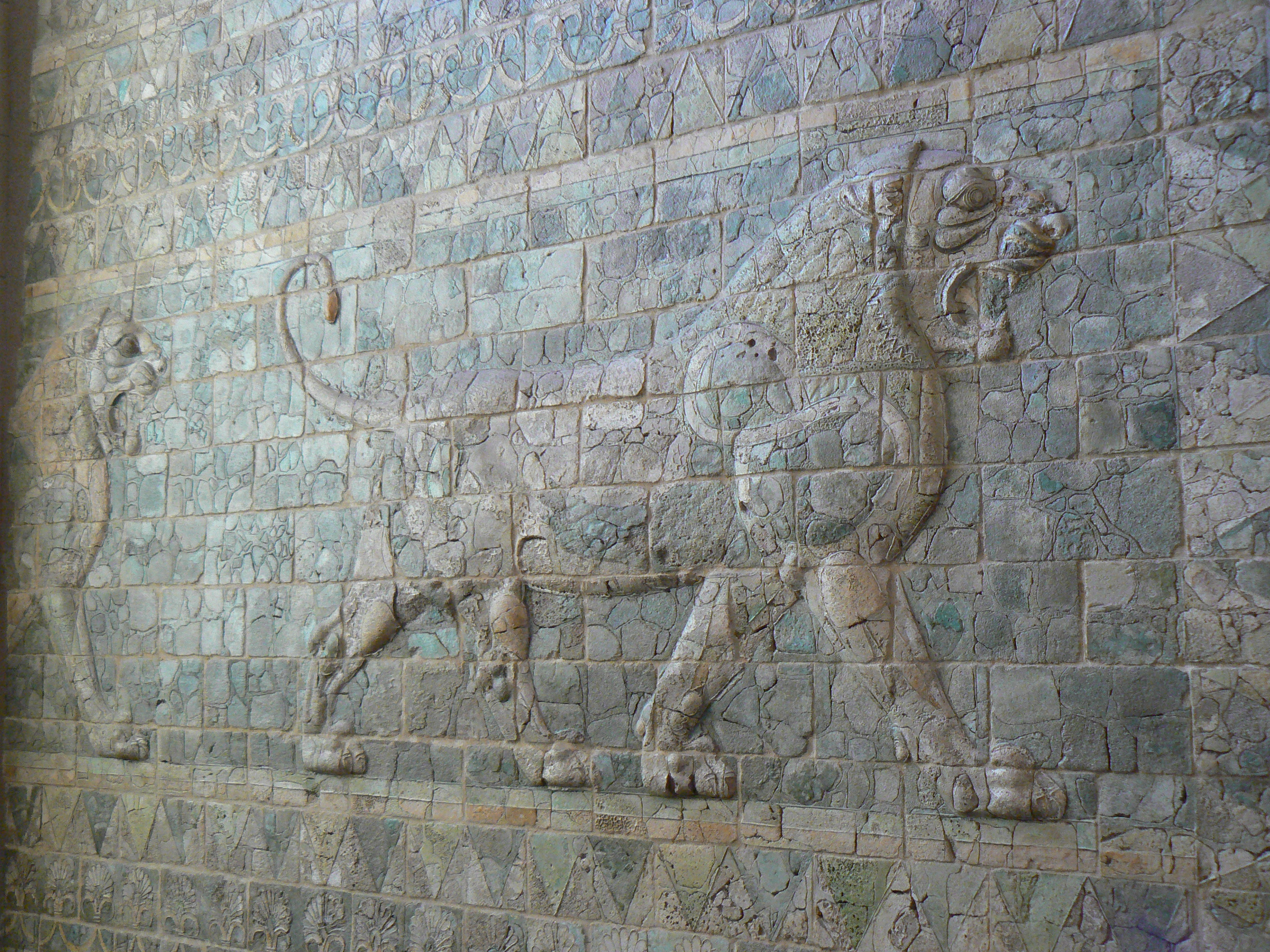
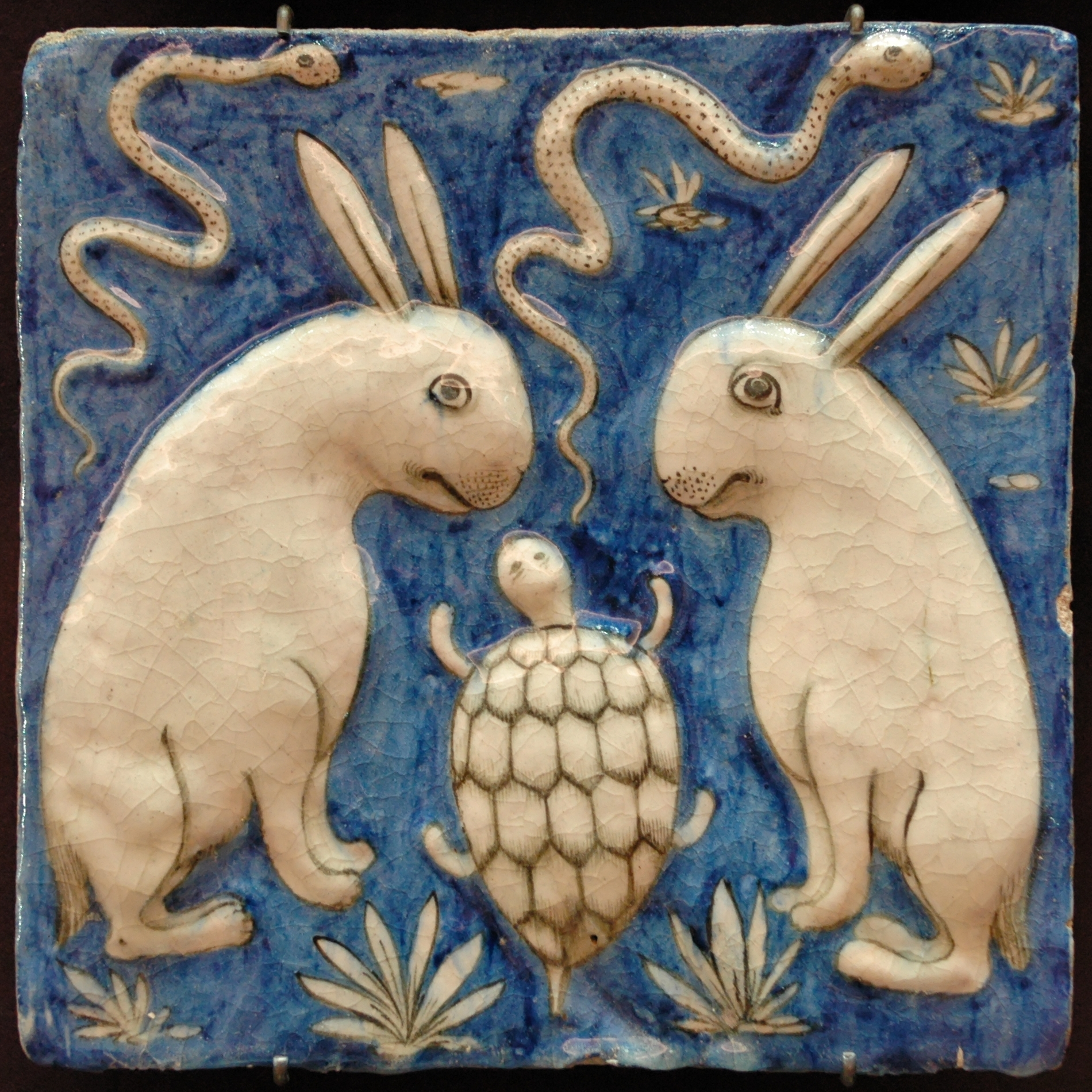
کاشی لعاب‌دار با نقش مار، خرگوش و لاک‌پشت به عنوان نگاره‌ای برای آذین کتاب عجائب المخلوقات وغرائب الموجودات نوشته زکریای قزوینی، مربوط به سده ۱۳ میلادی
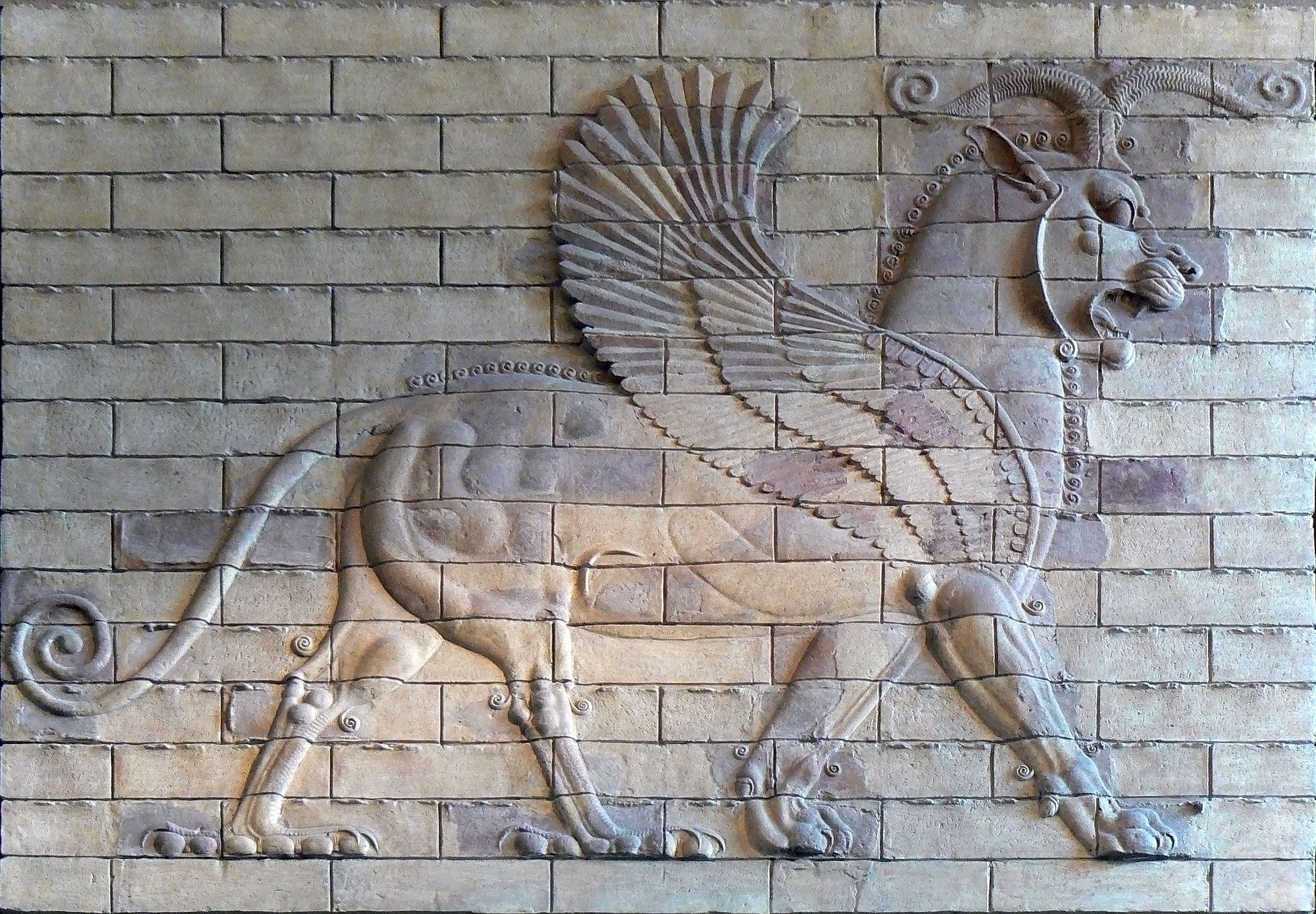
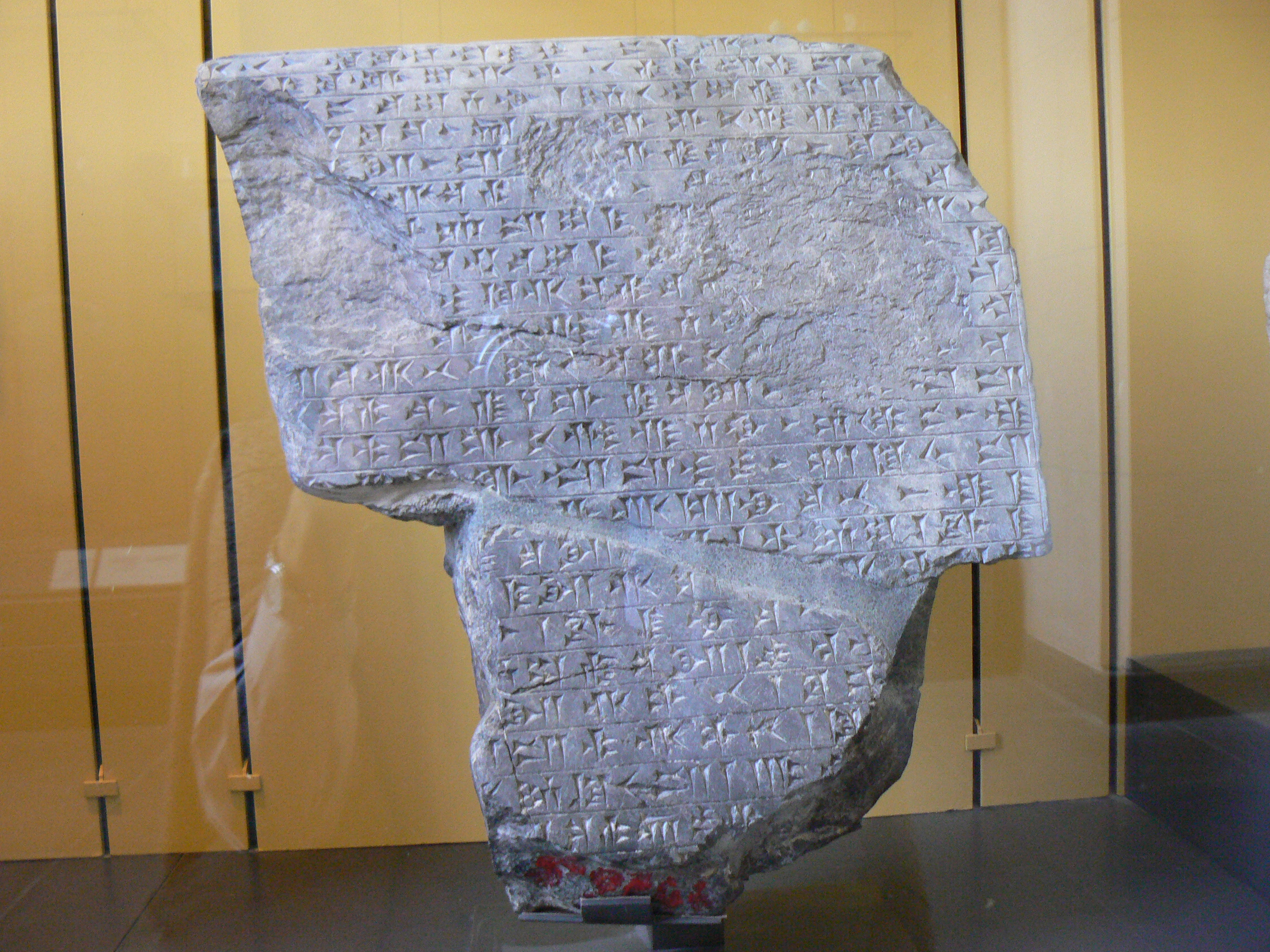
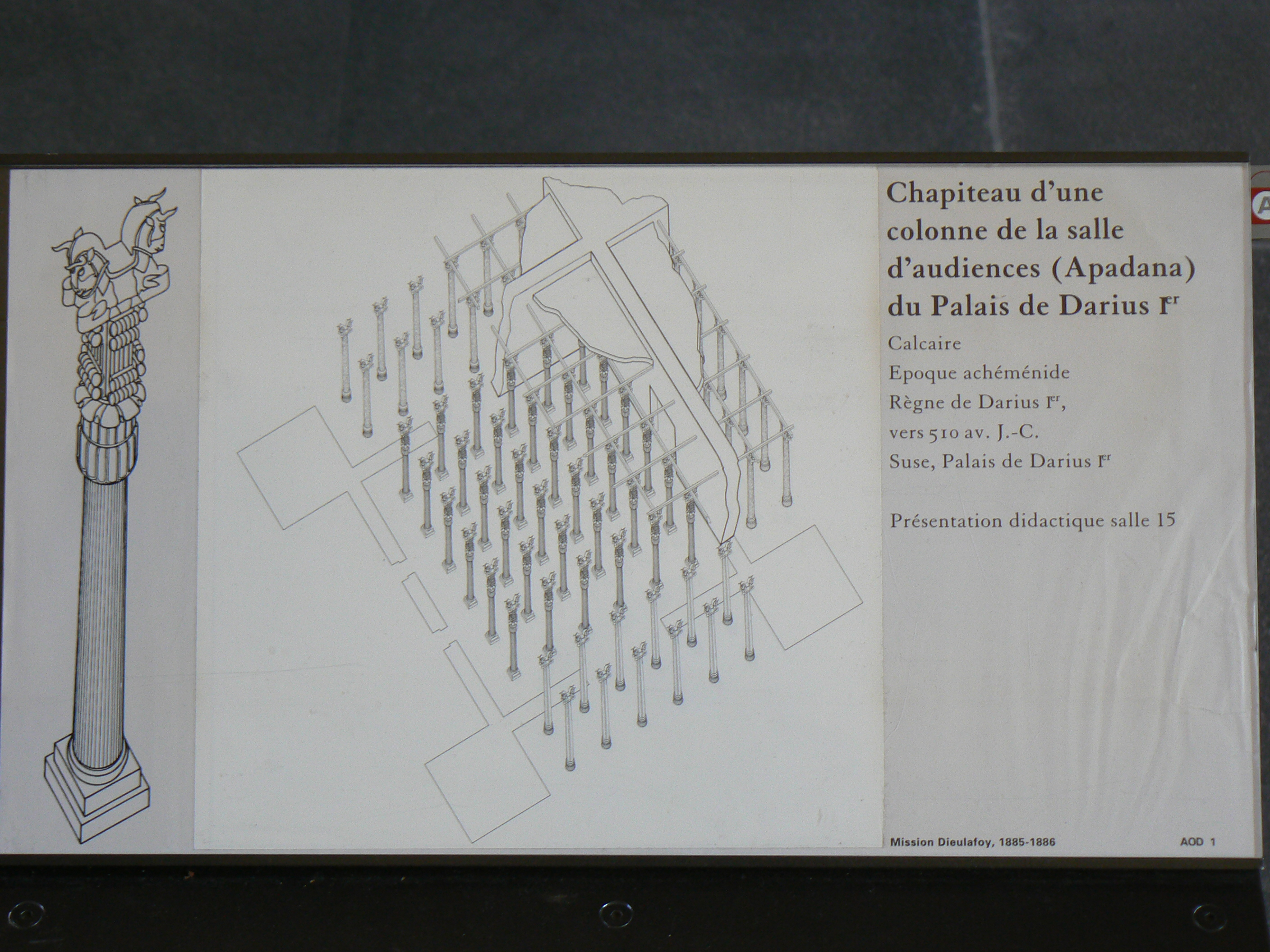
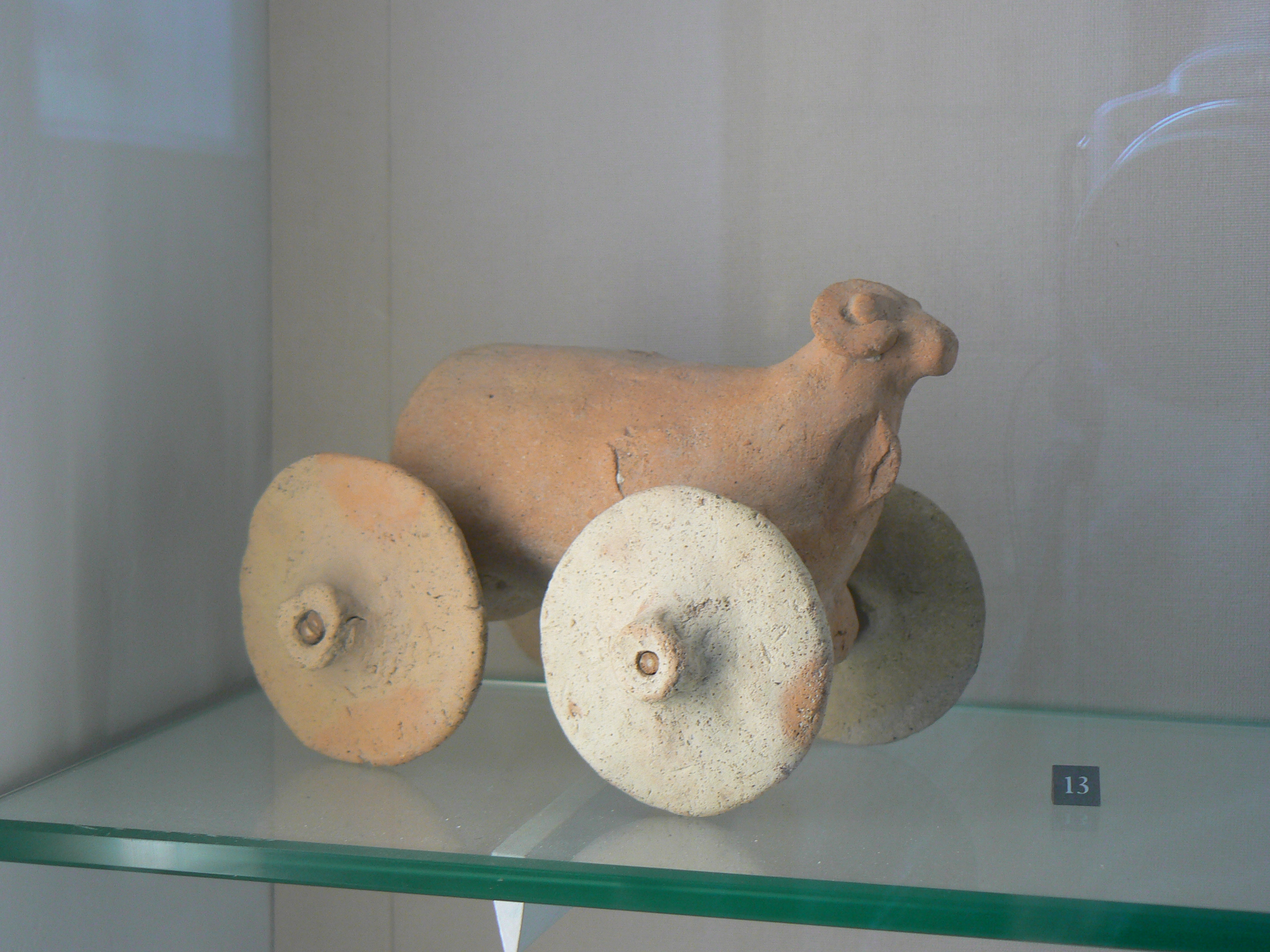
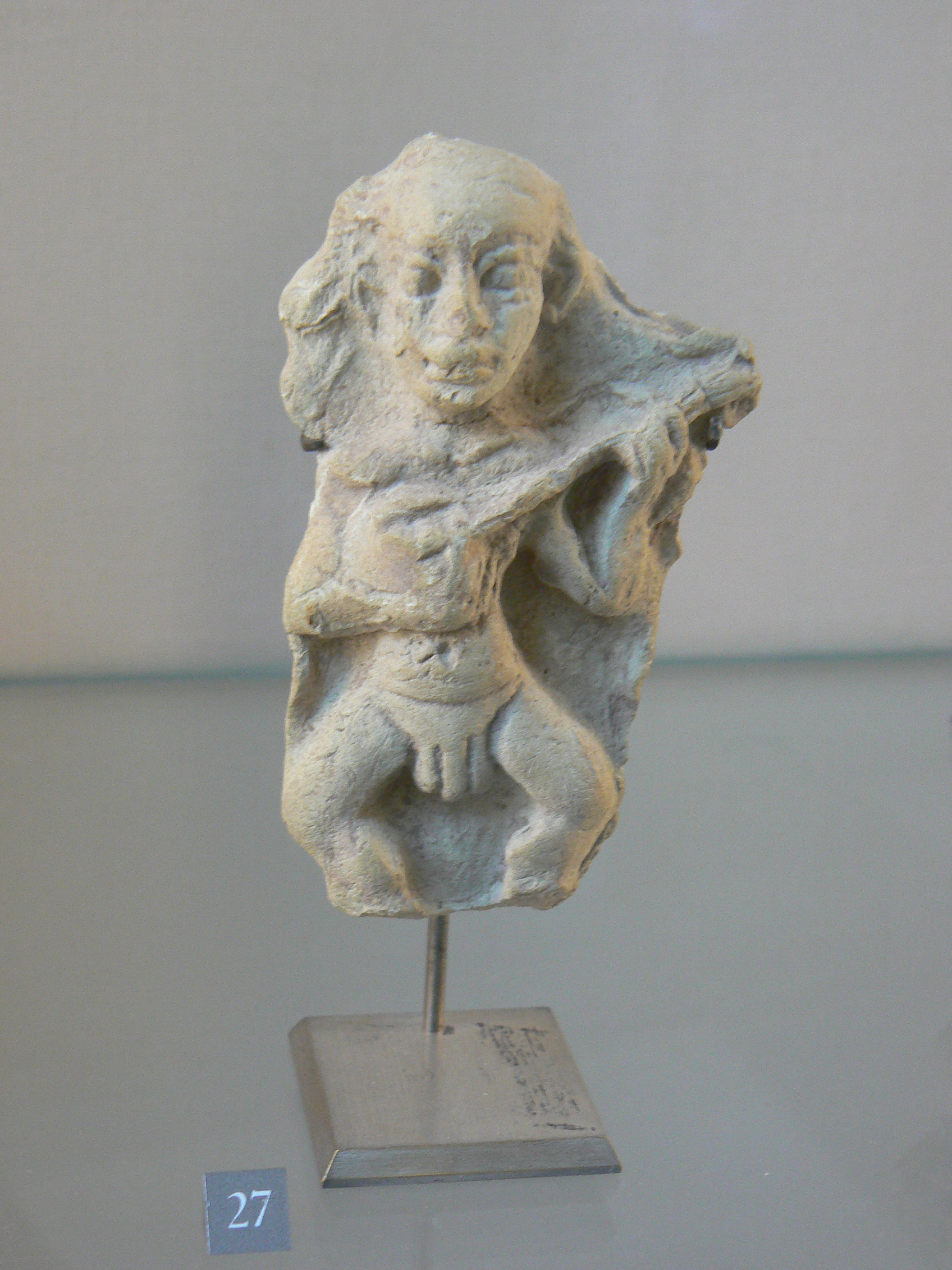
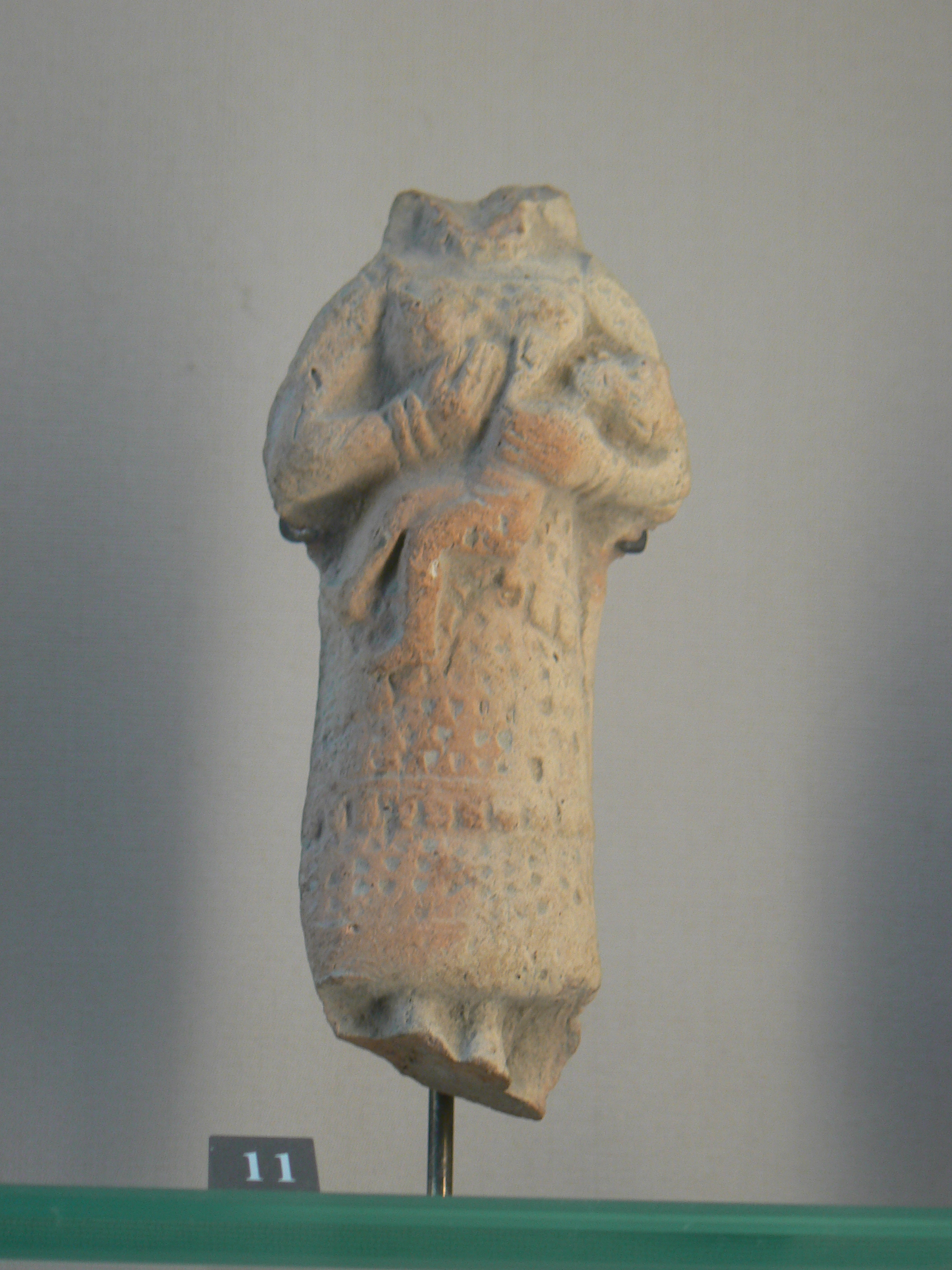
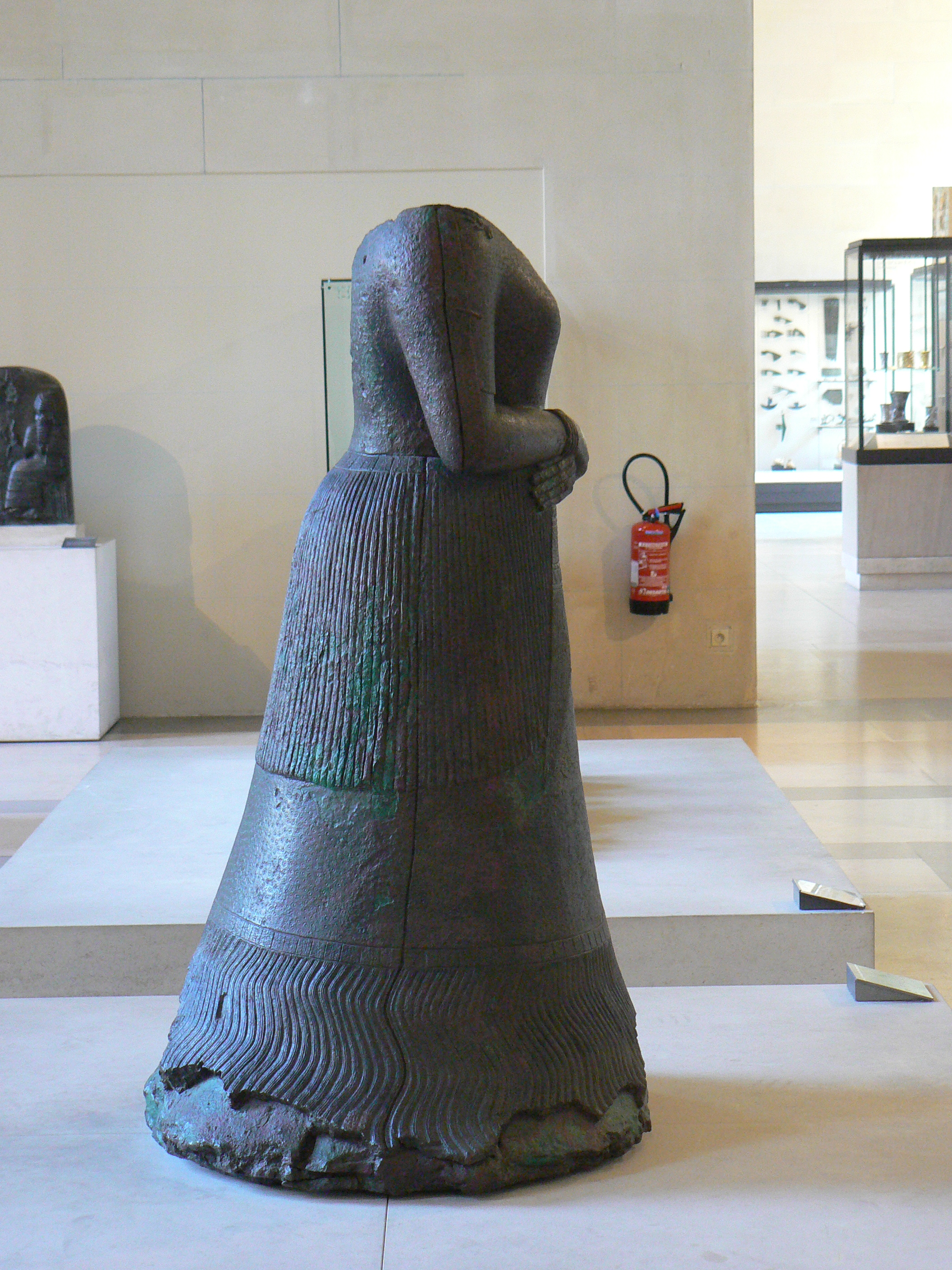
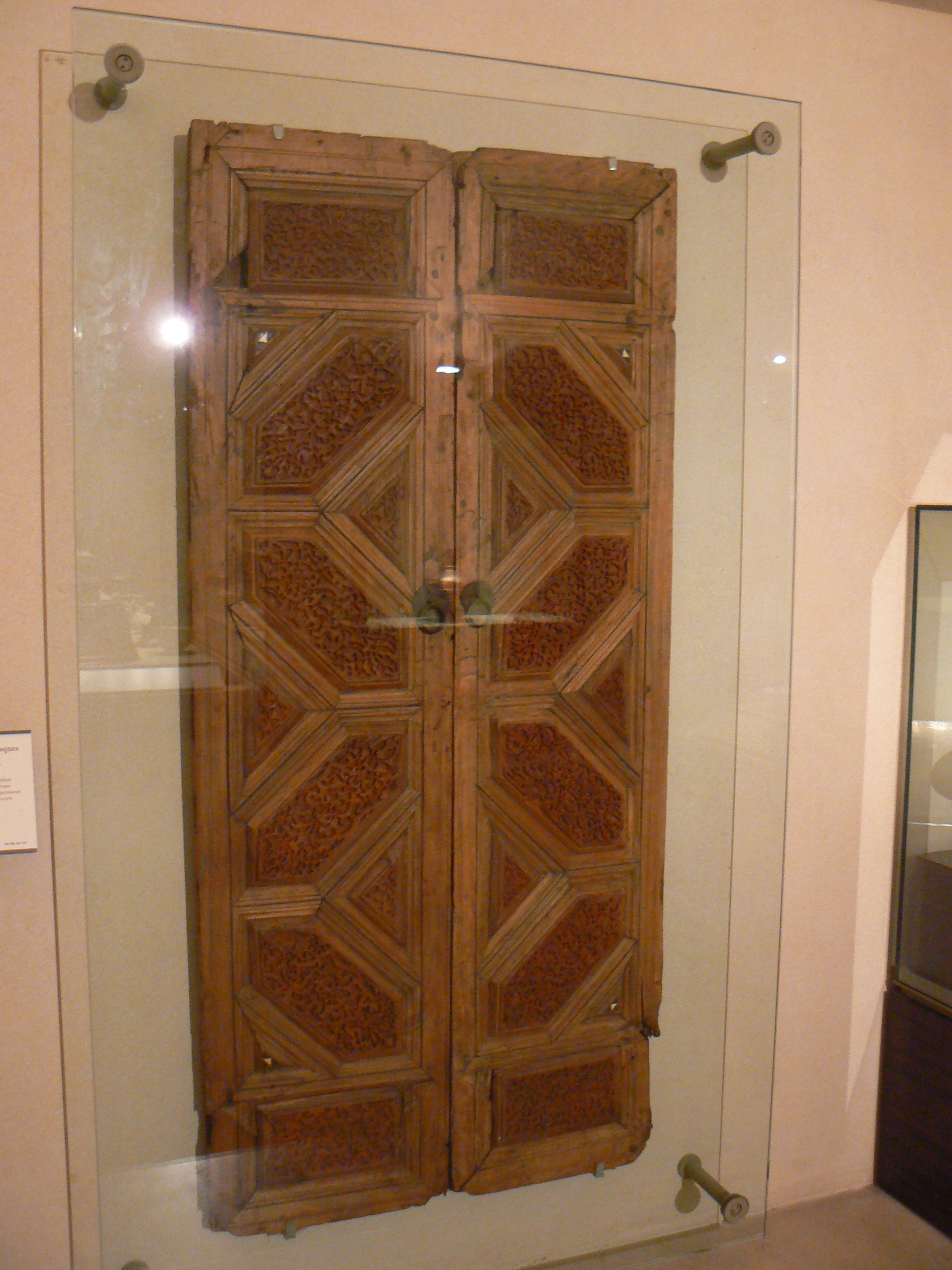
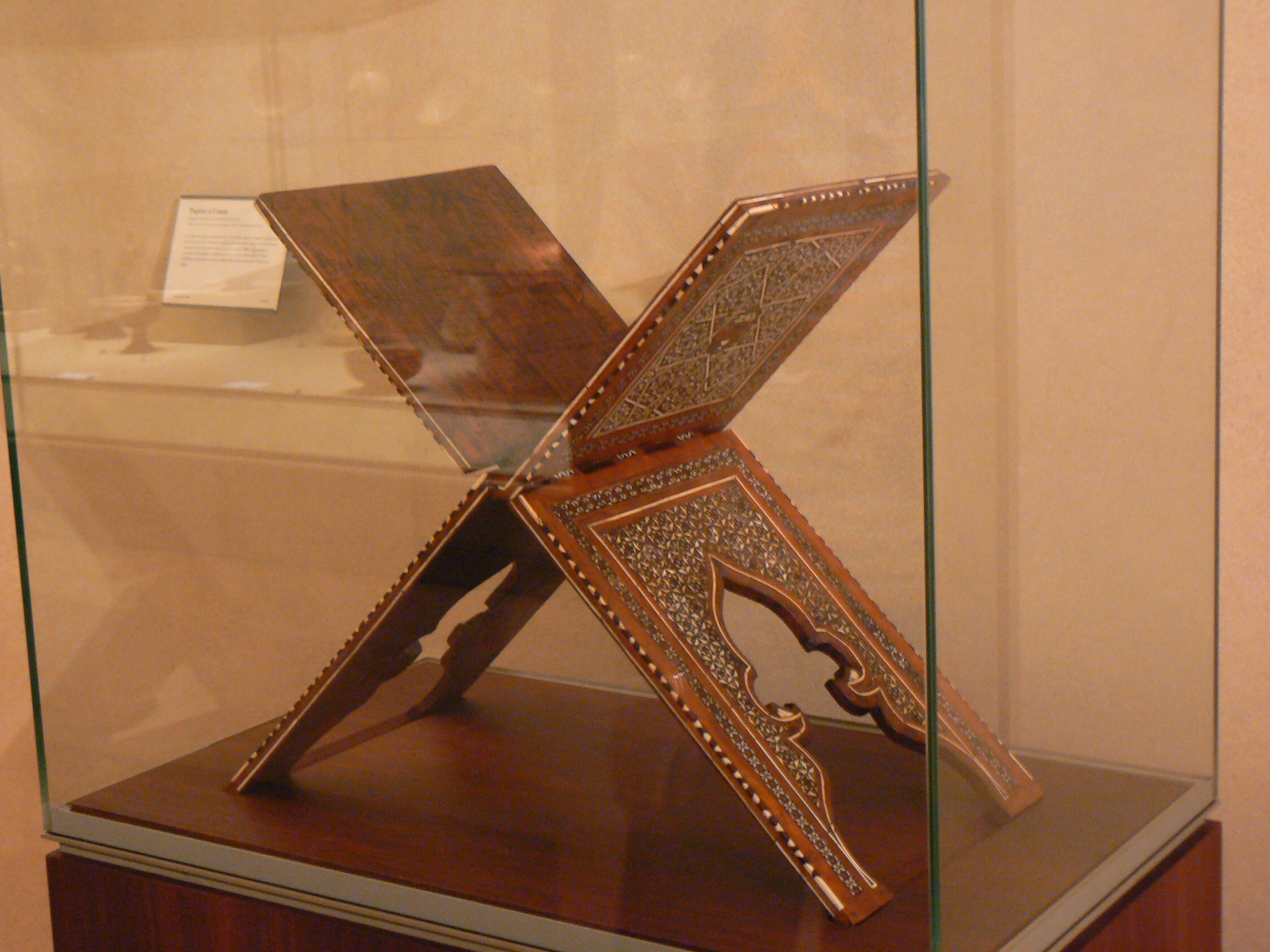
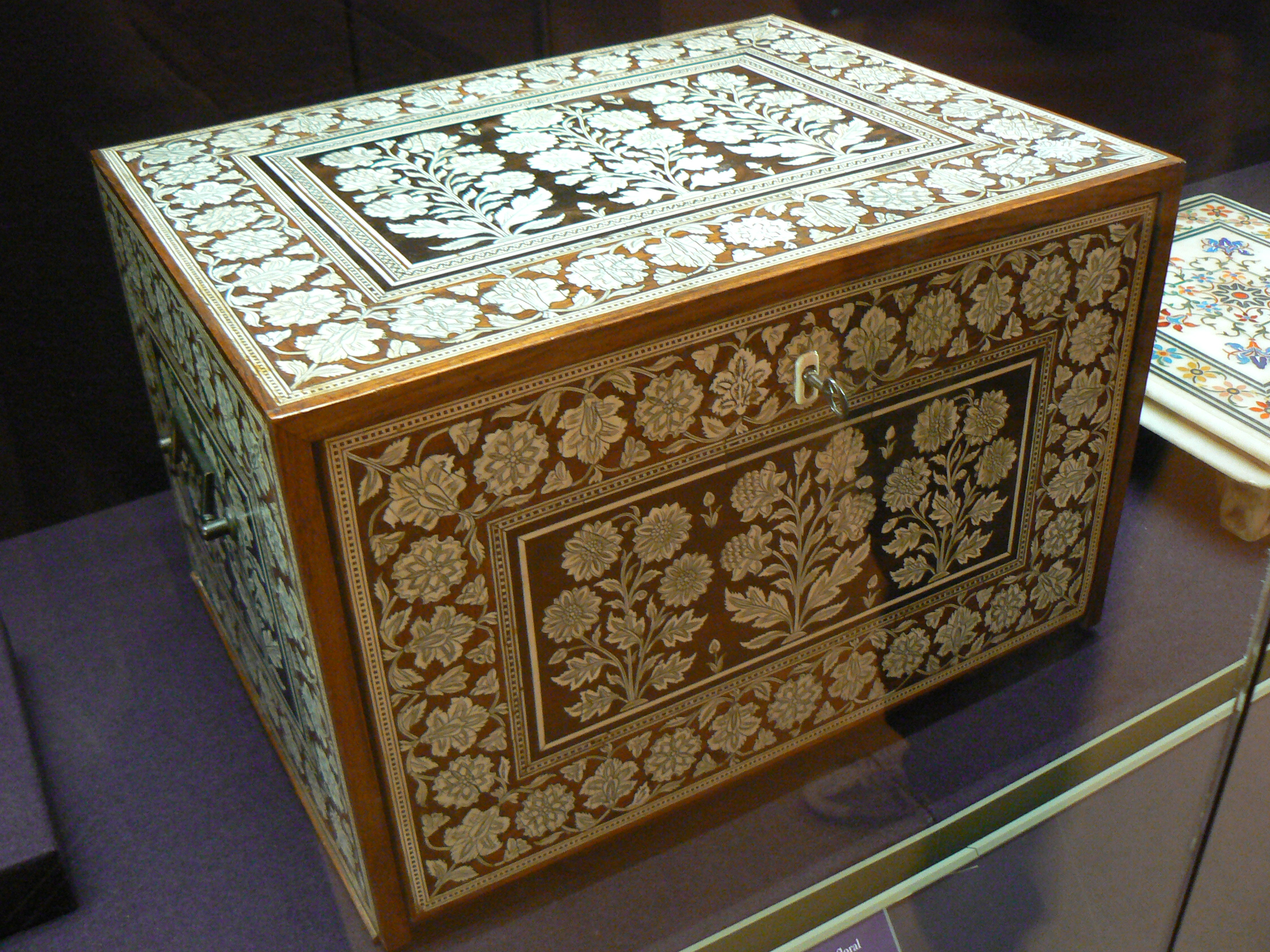
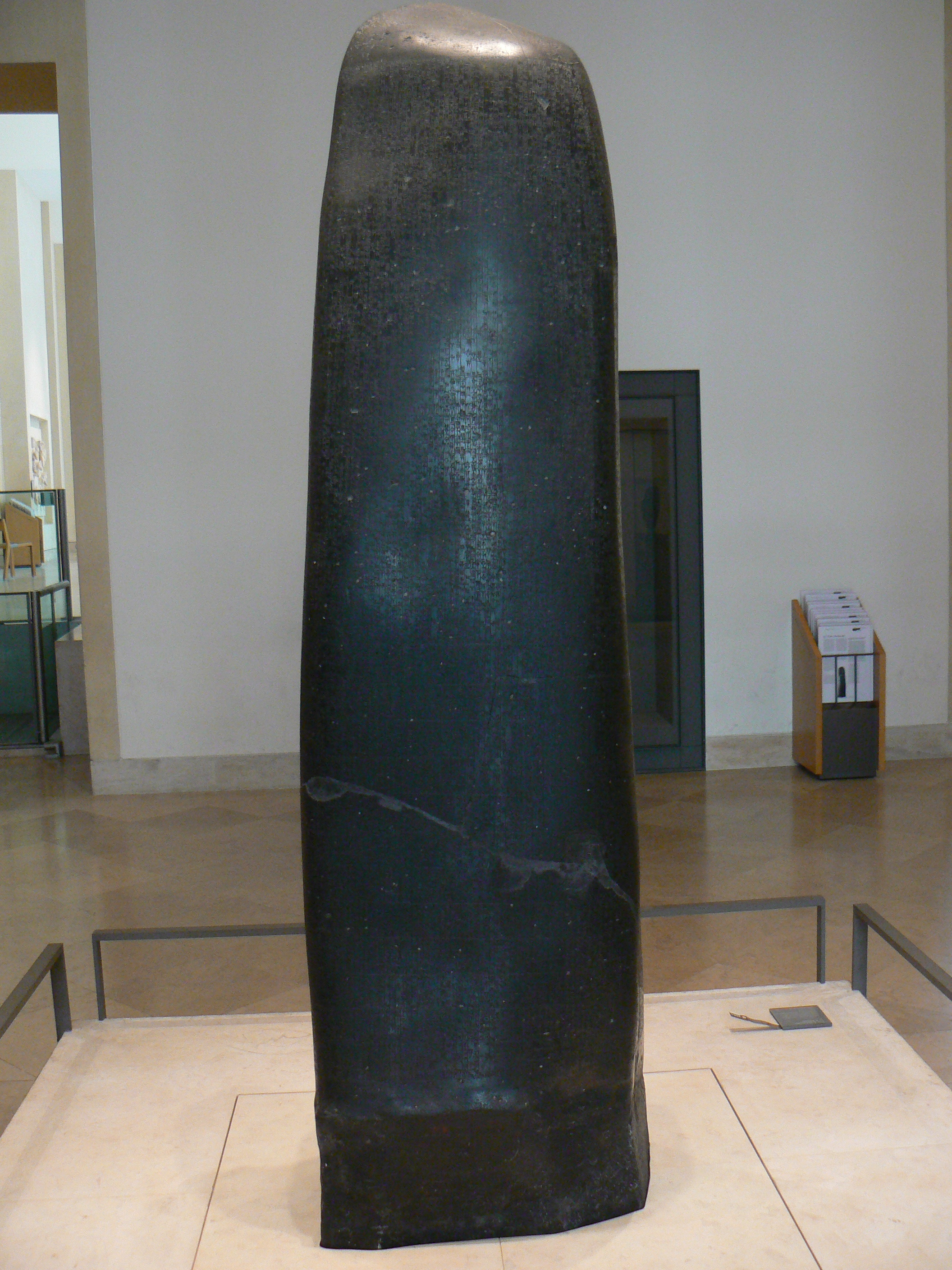
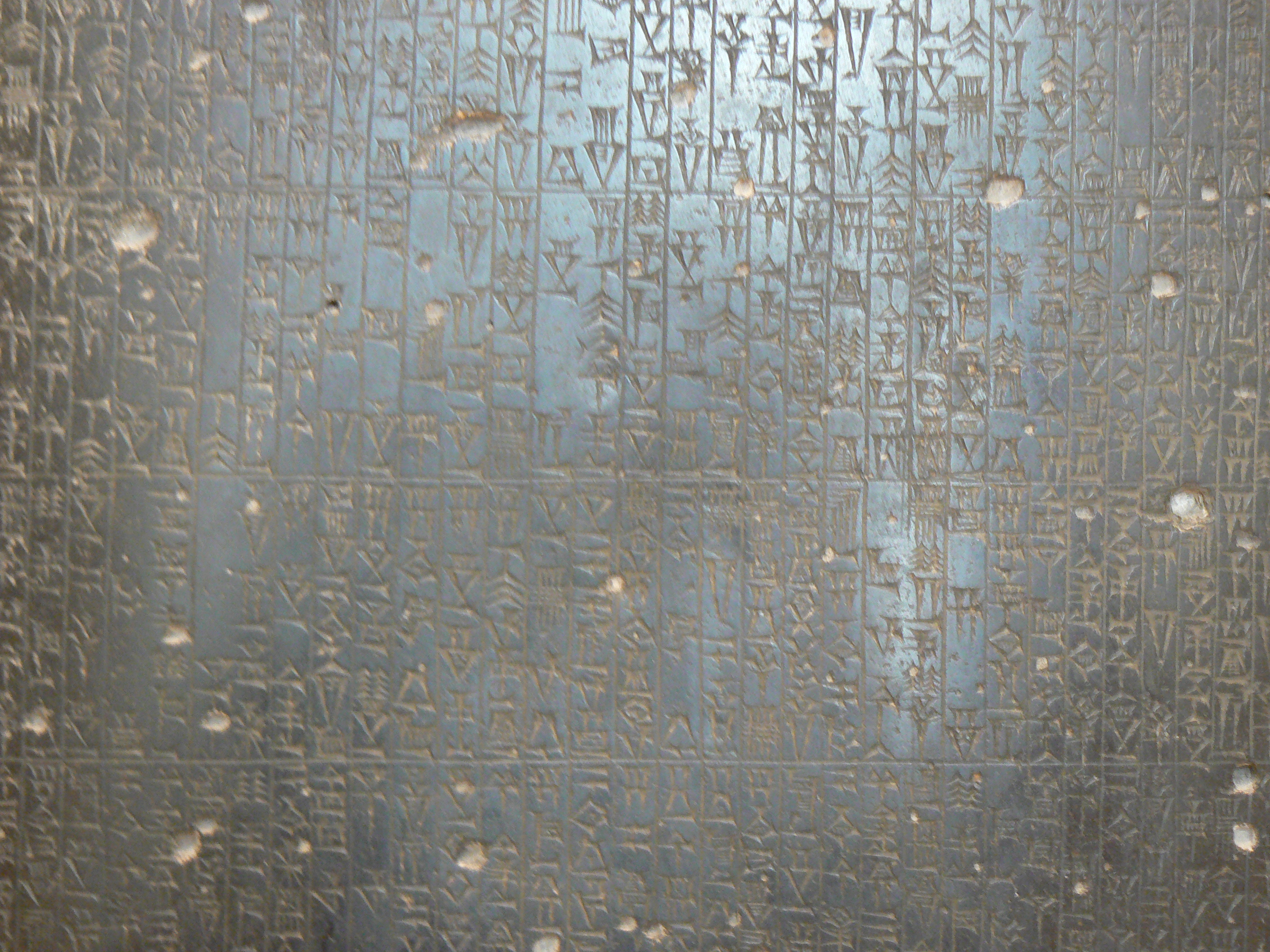
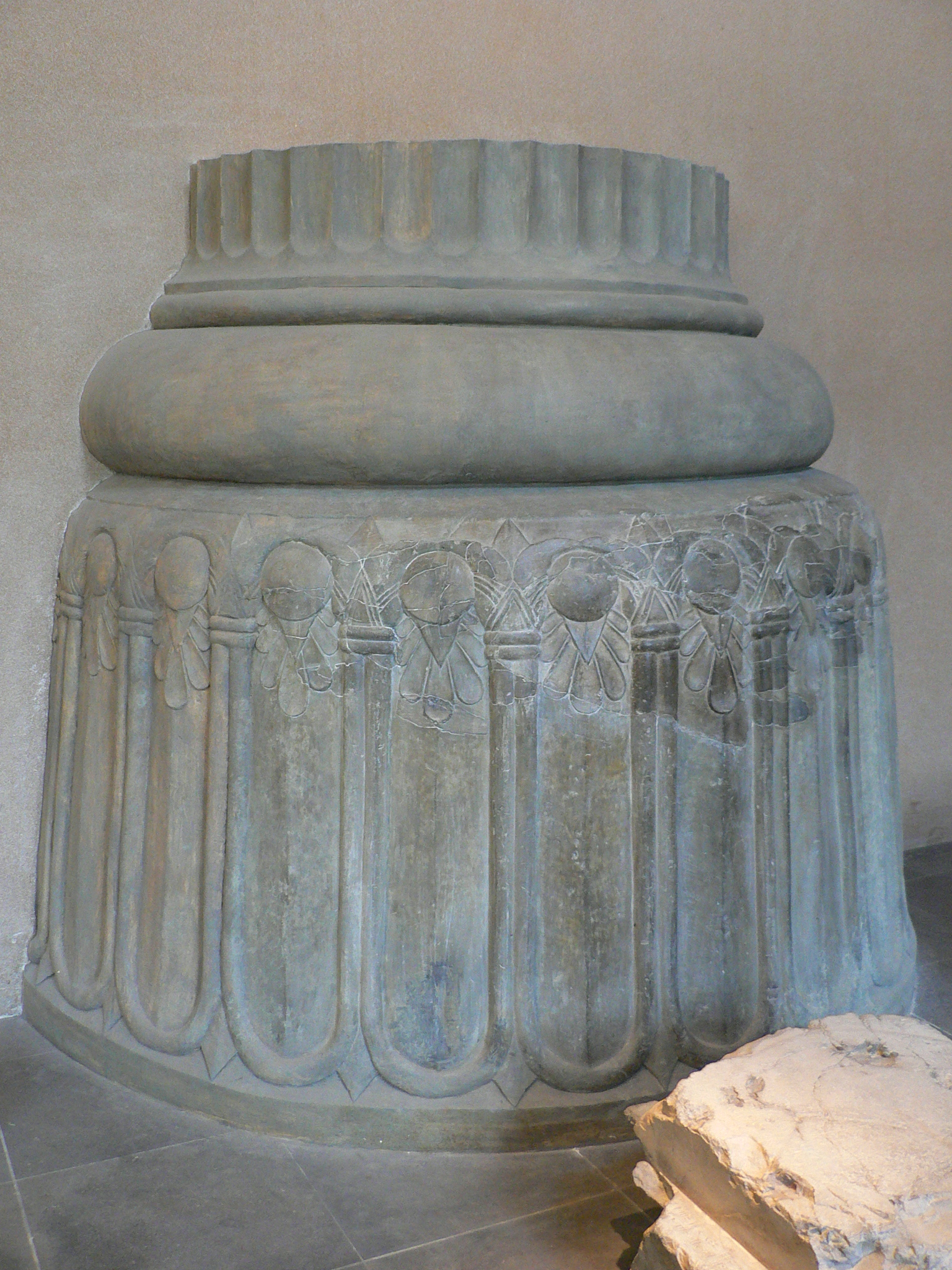
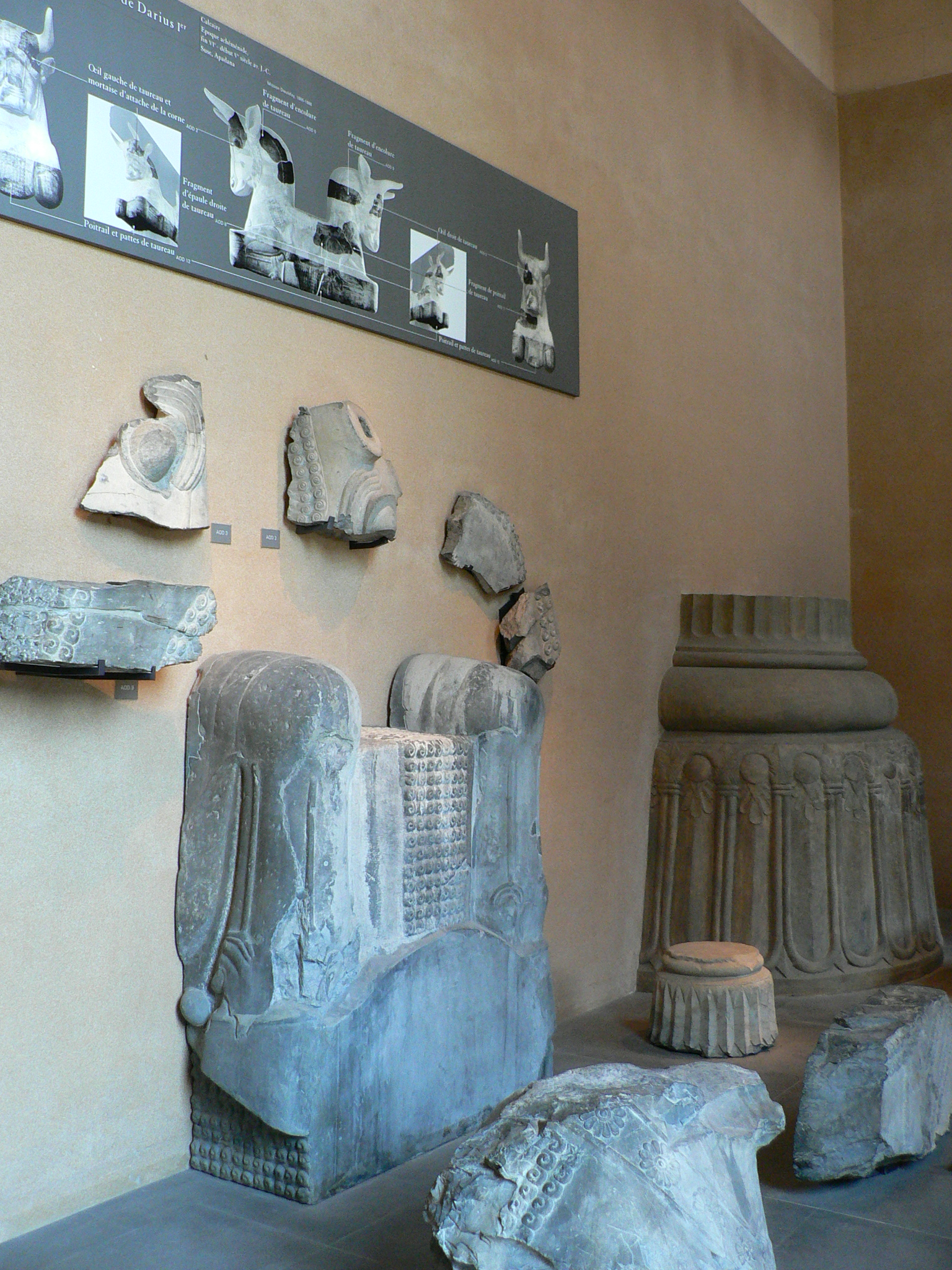
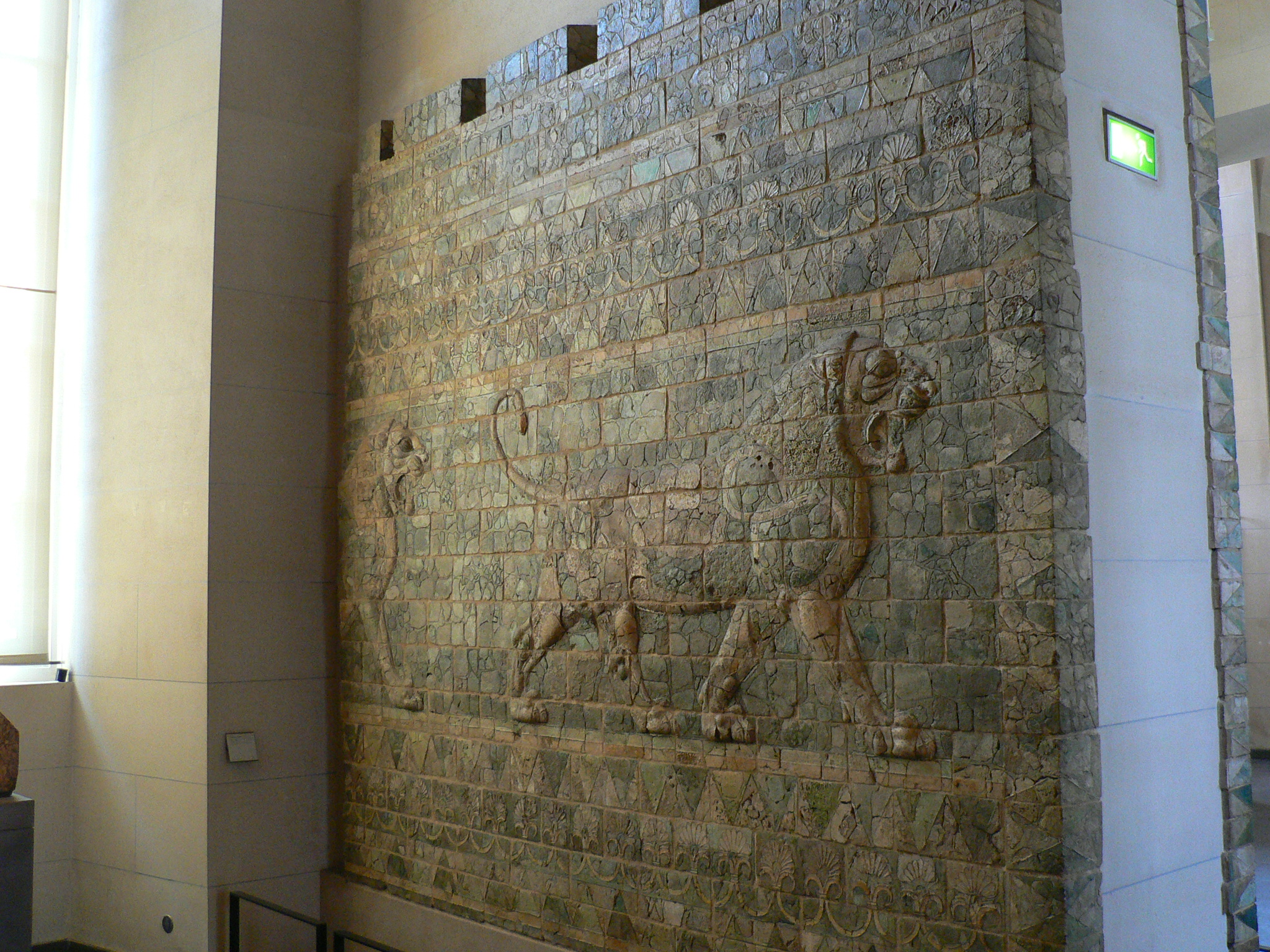
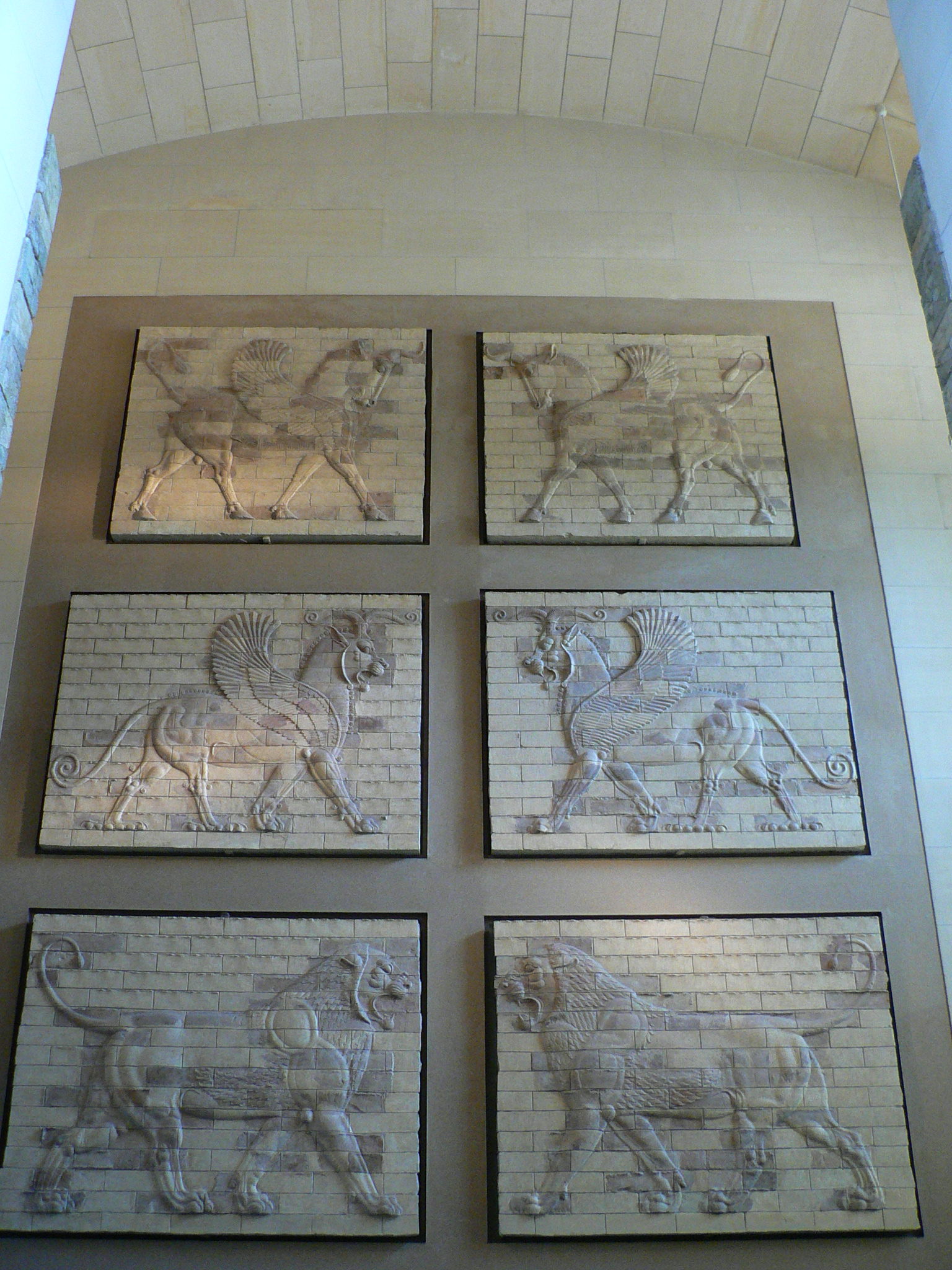
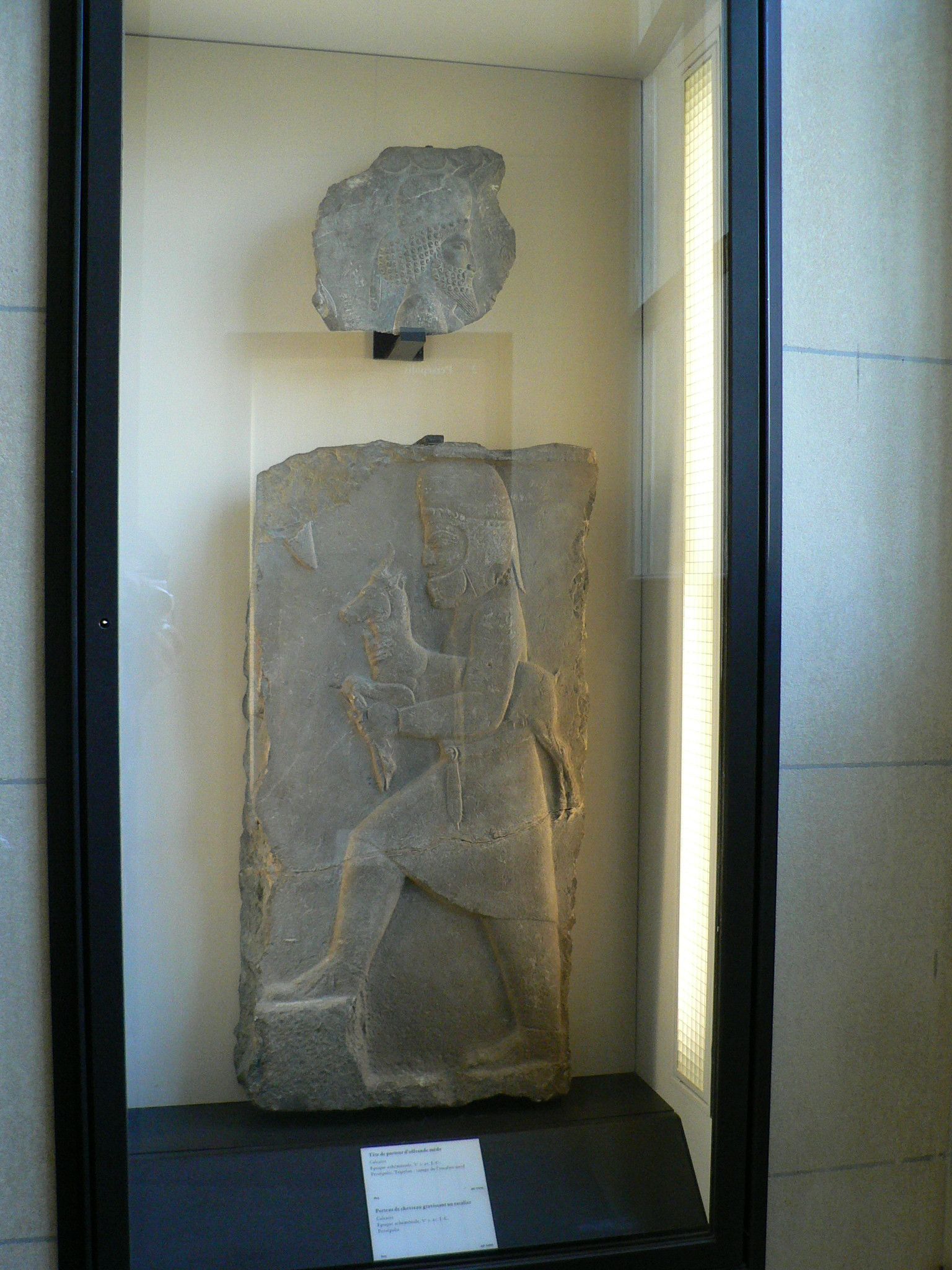
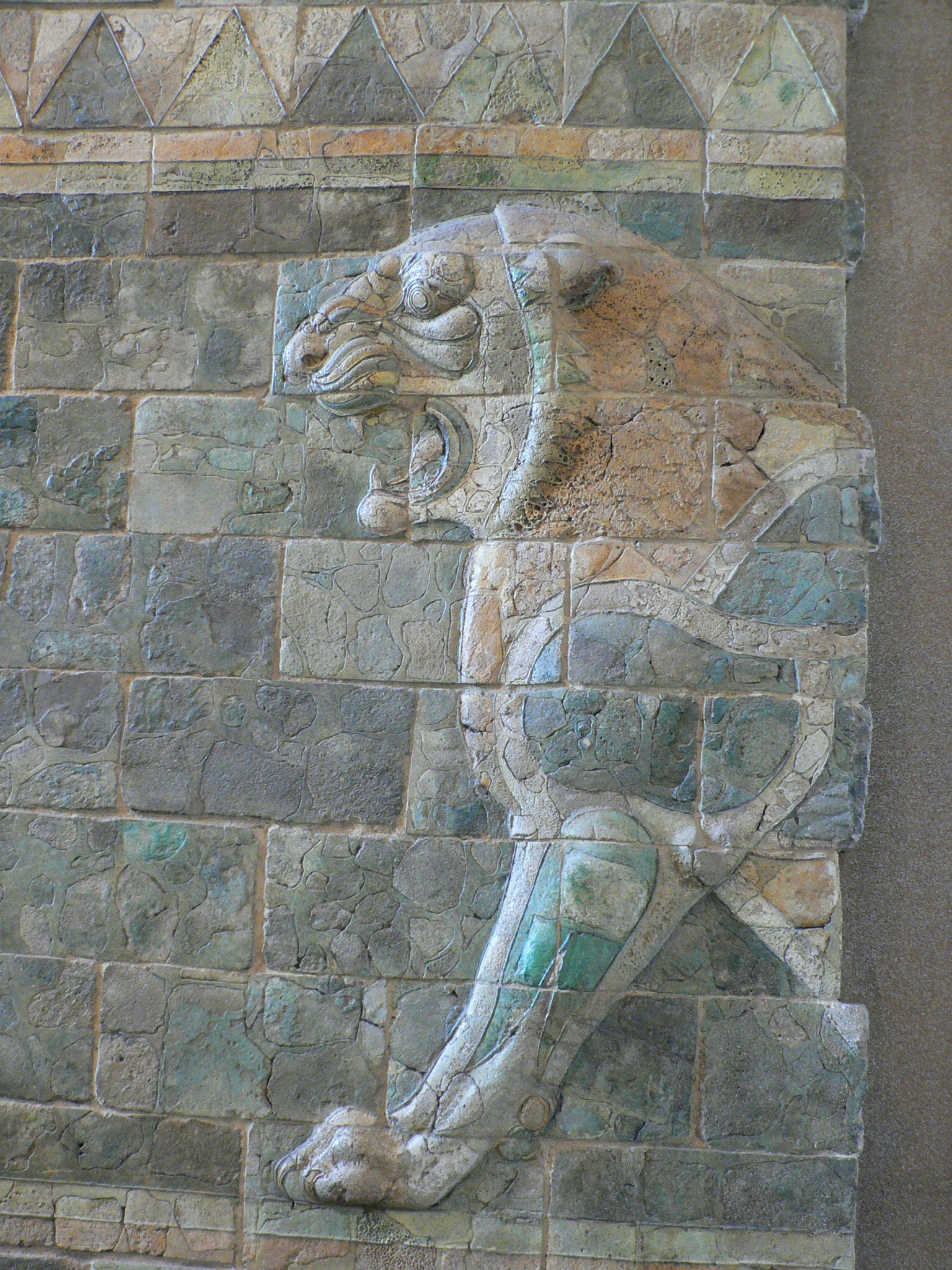
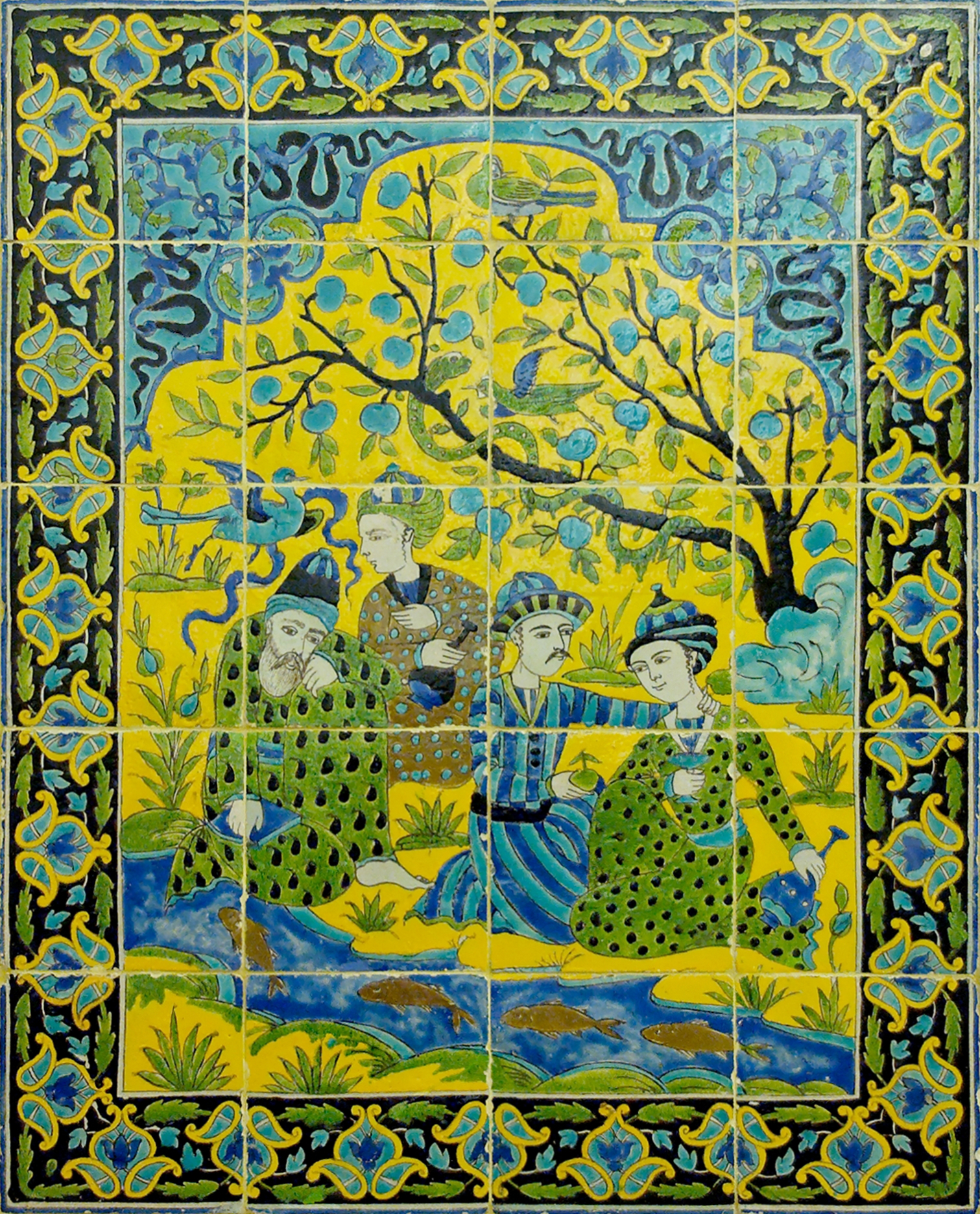
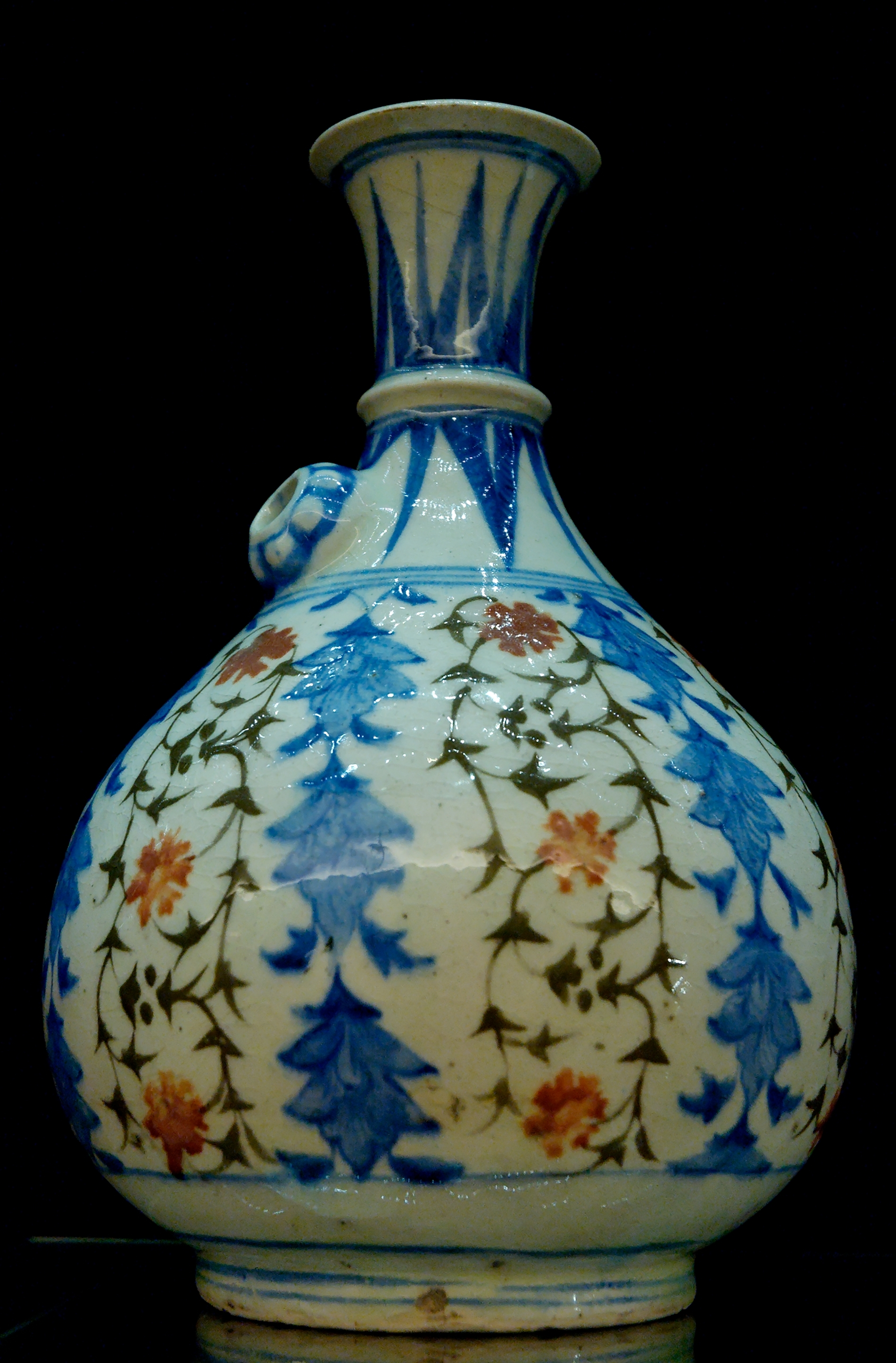
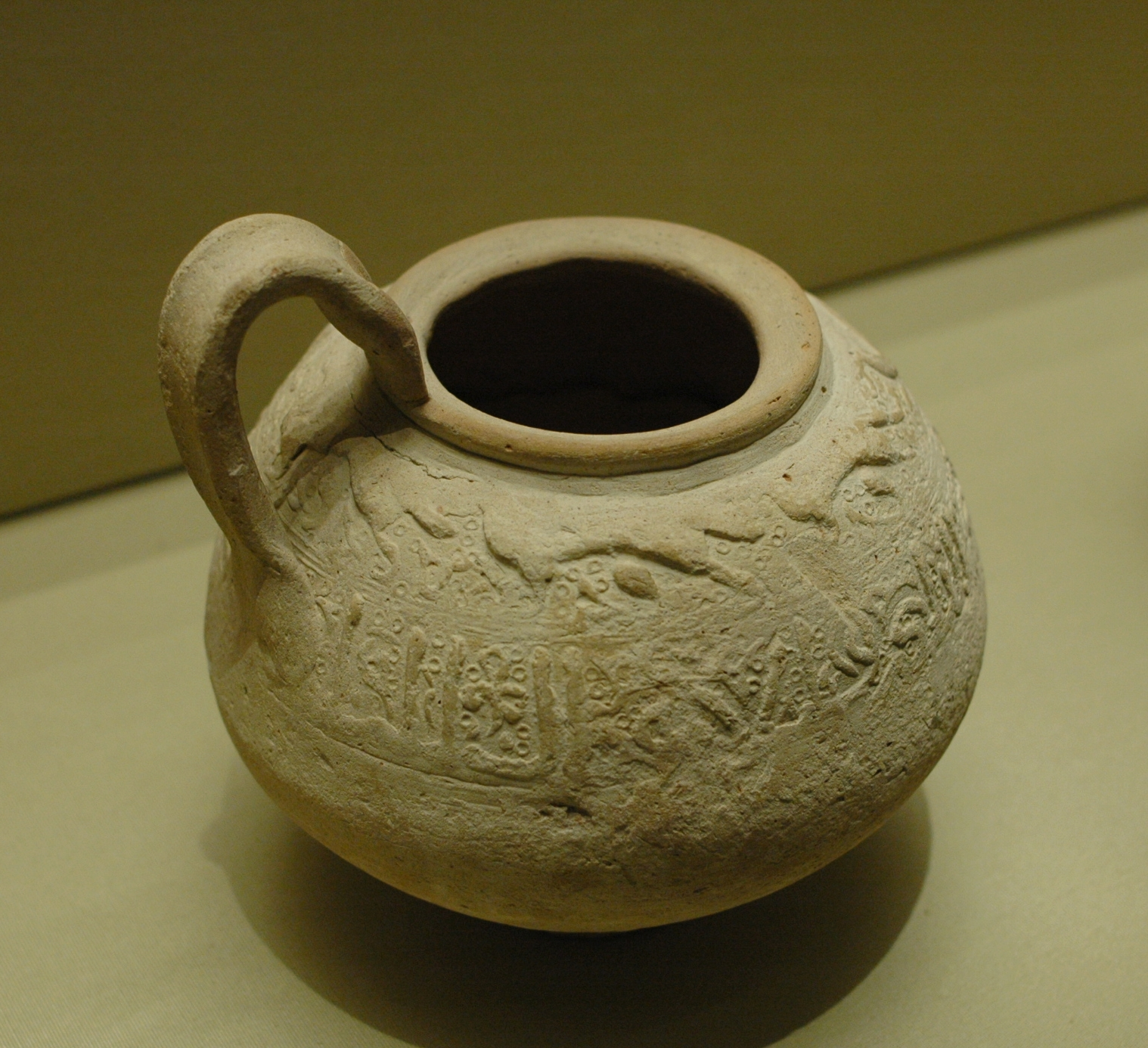
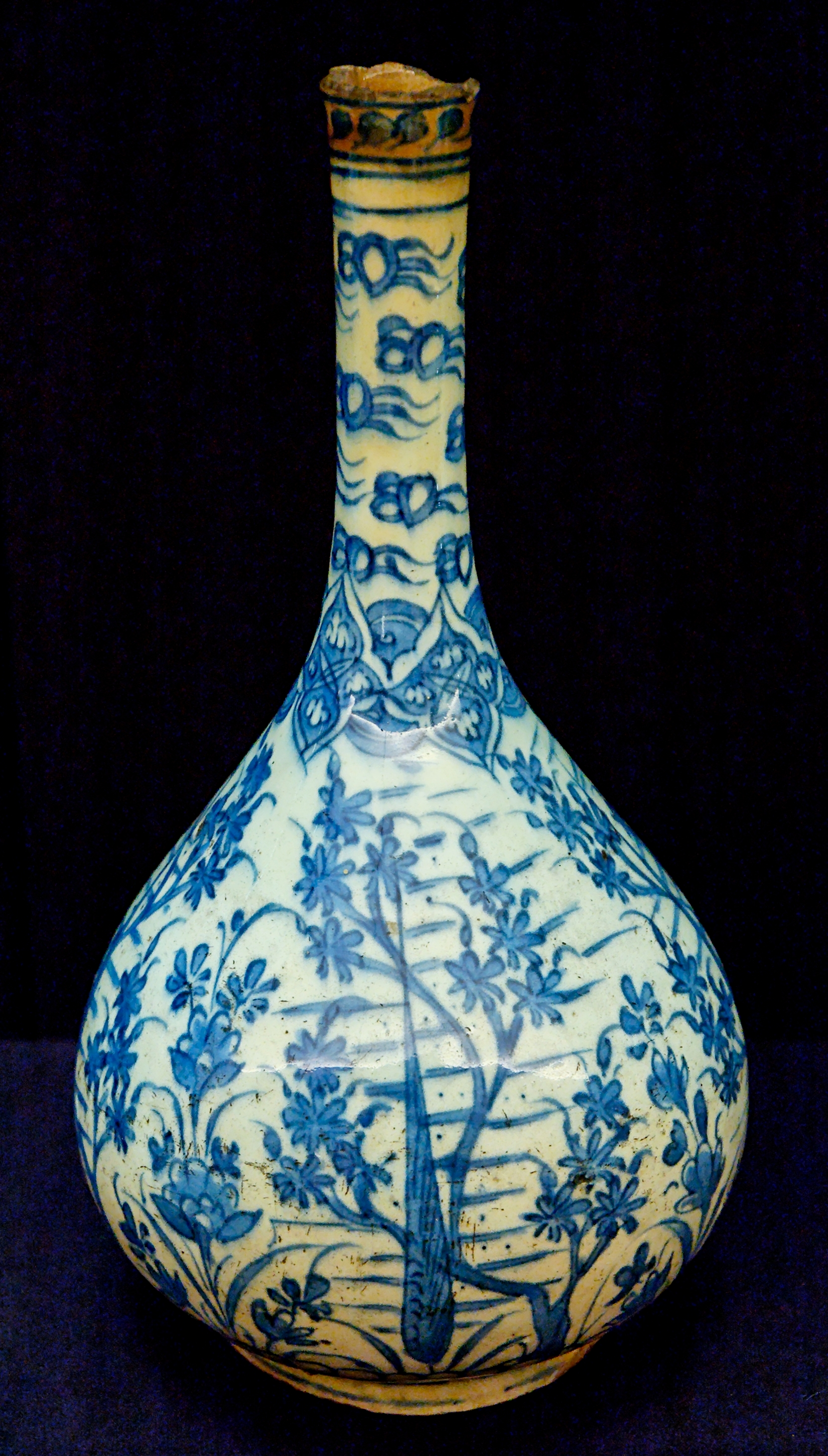

### تابلوها

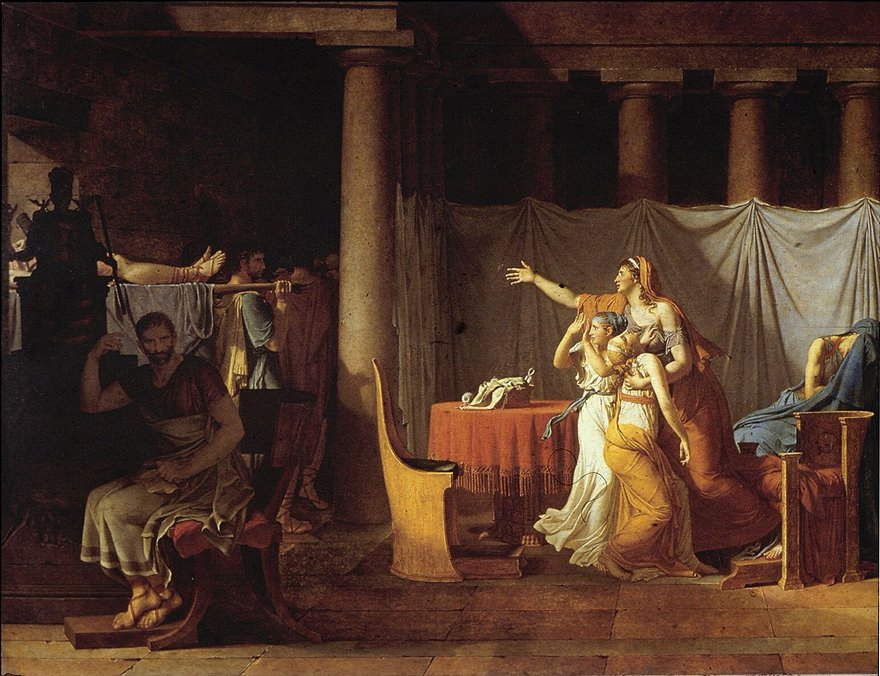
تبرداران برای بروتوس جسد پسرانش را می‌آورند اثر ژاک لوئی داوید
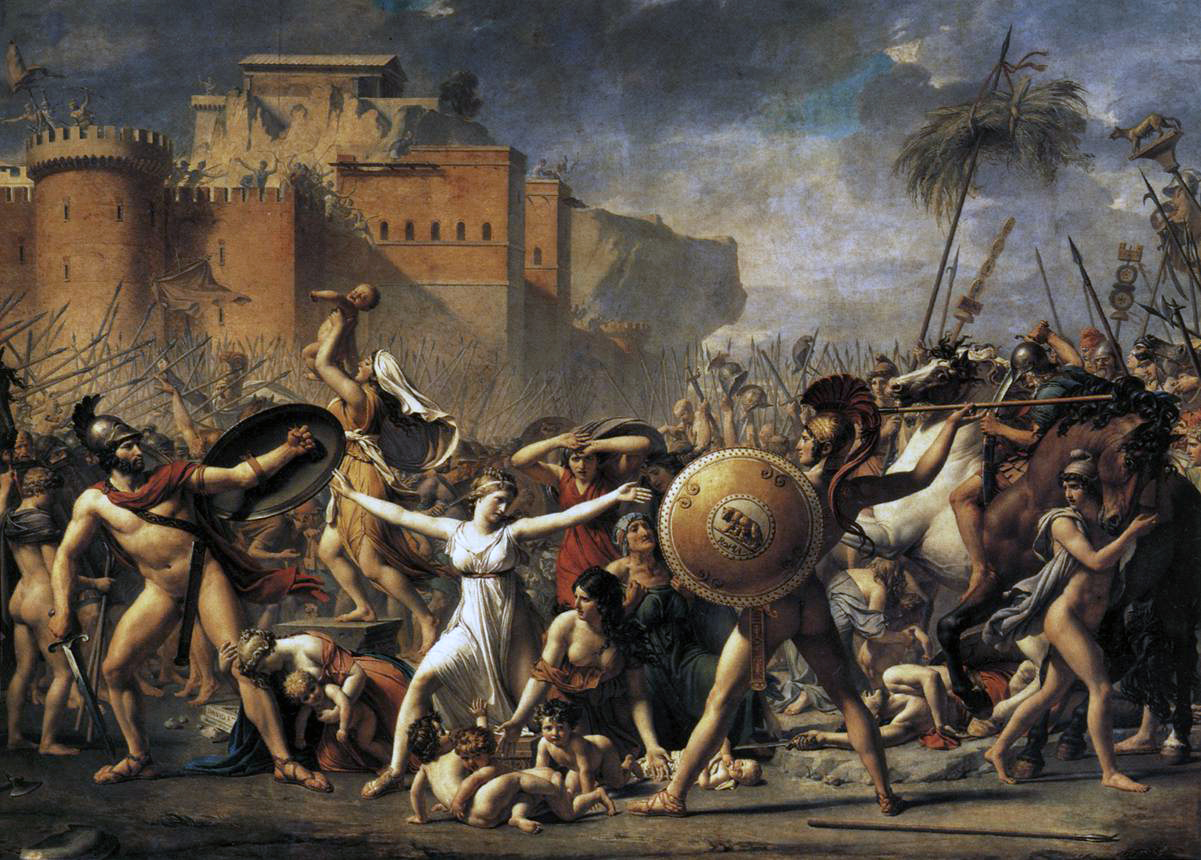
مداخله زنان اهل سابین اثر ژاک لوئی داوید
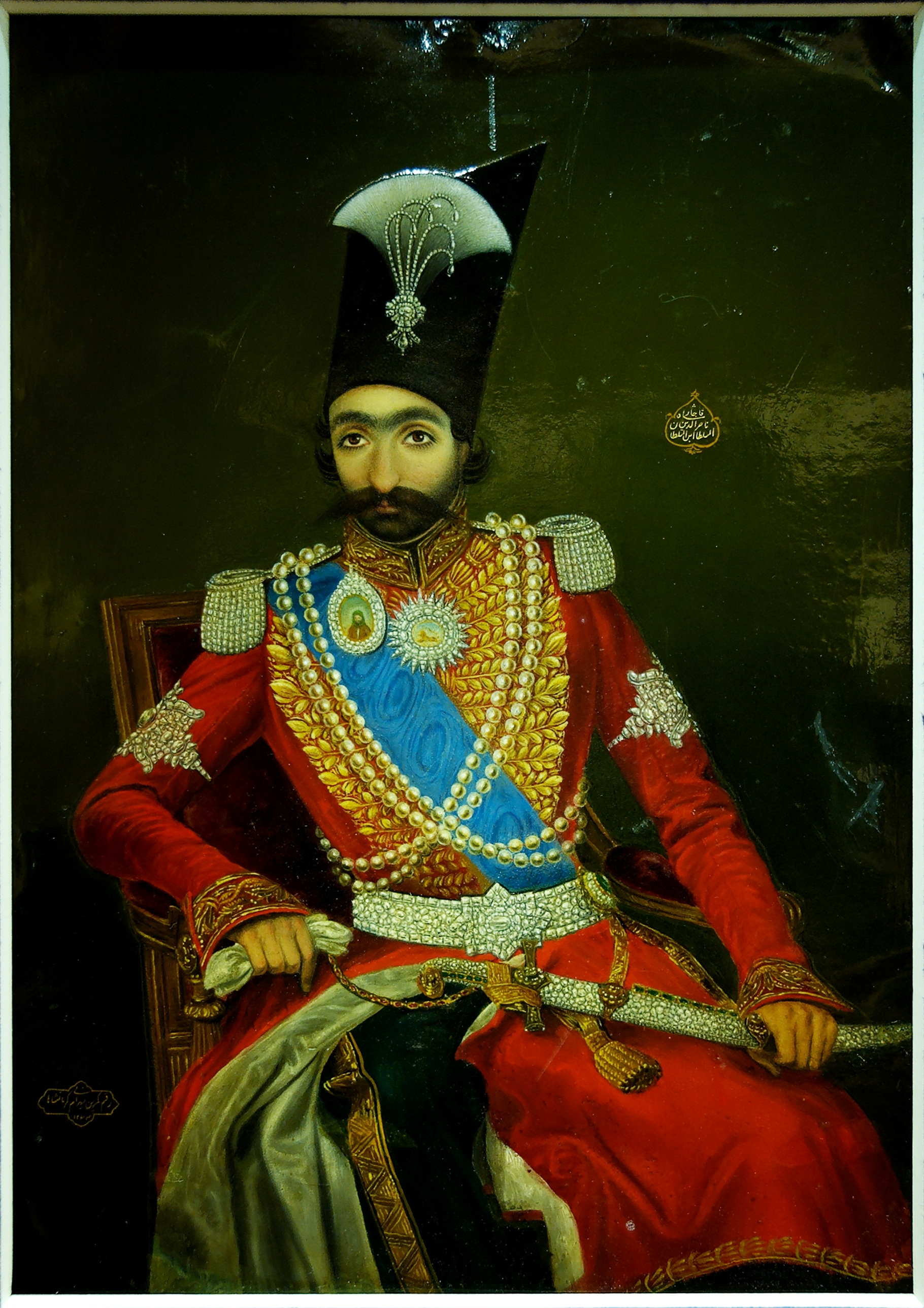
ناصرالدین شاه در جوانی
تاج‌گذاری ناپلئون اثر ژاک لوئی داوید
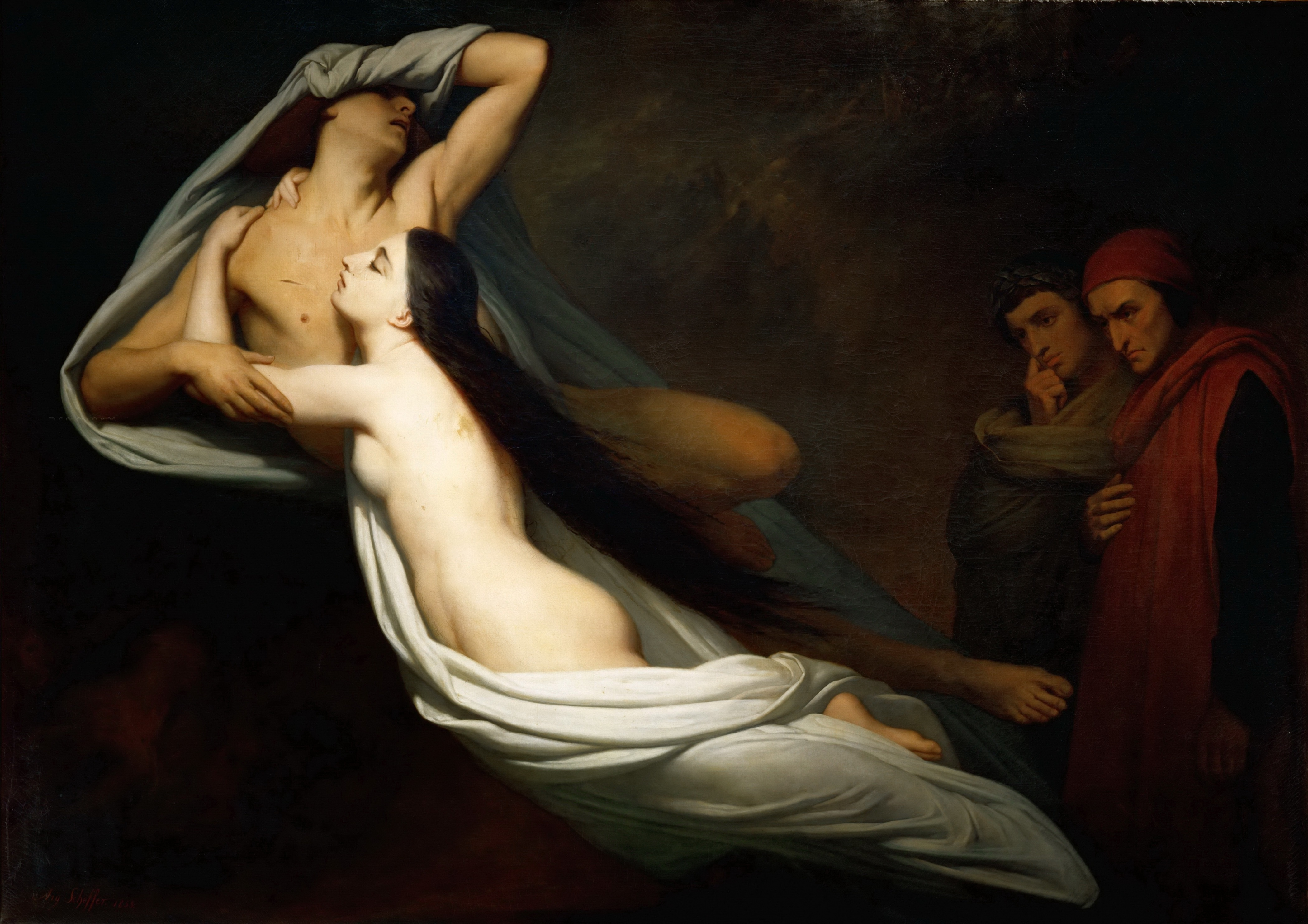
دیدار دانته و ویرژیل از روح پائولو و فرانچسکا در دوزخ اثر آری شِفر
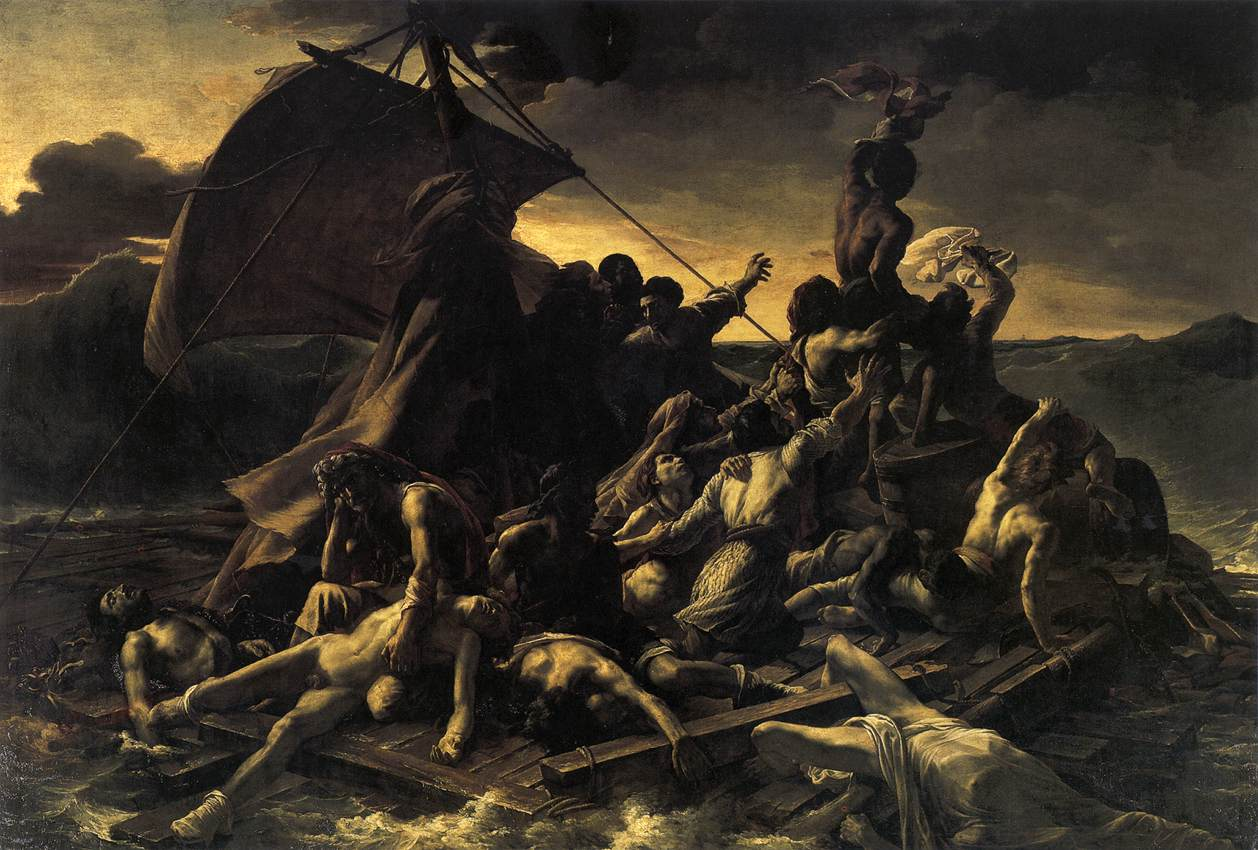
کلک مدوسا اثر تئودور ژریکو.
باکره و کودک به‌همراه حنای قدیس اثر لئوناردو دا وینچی.
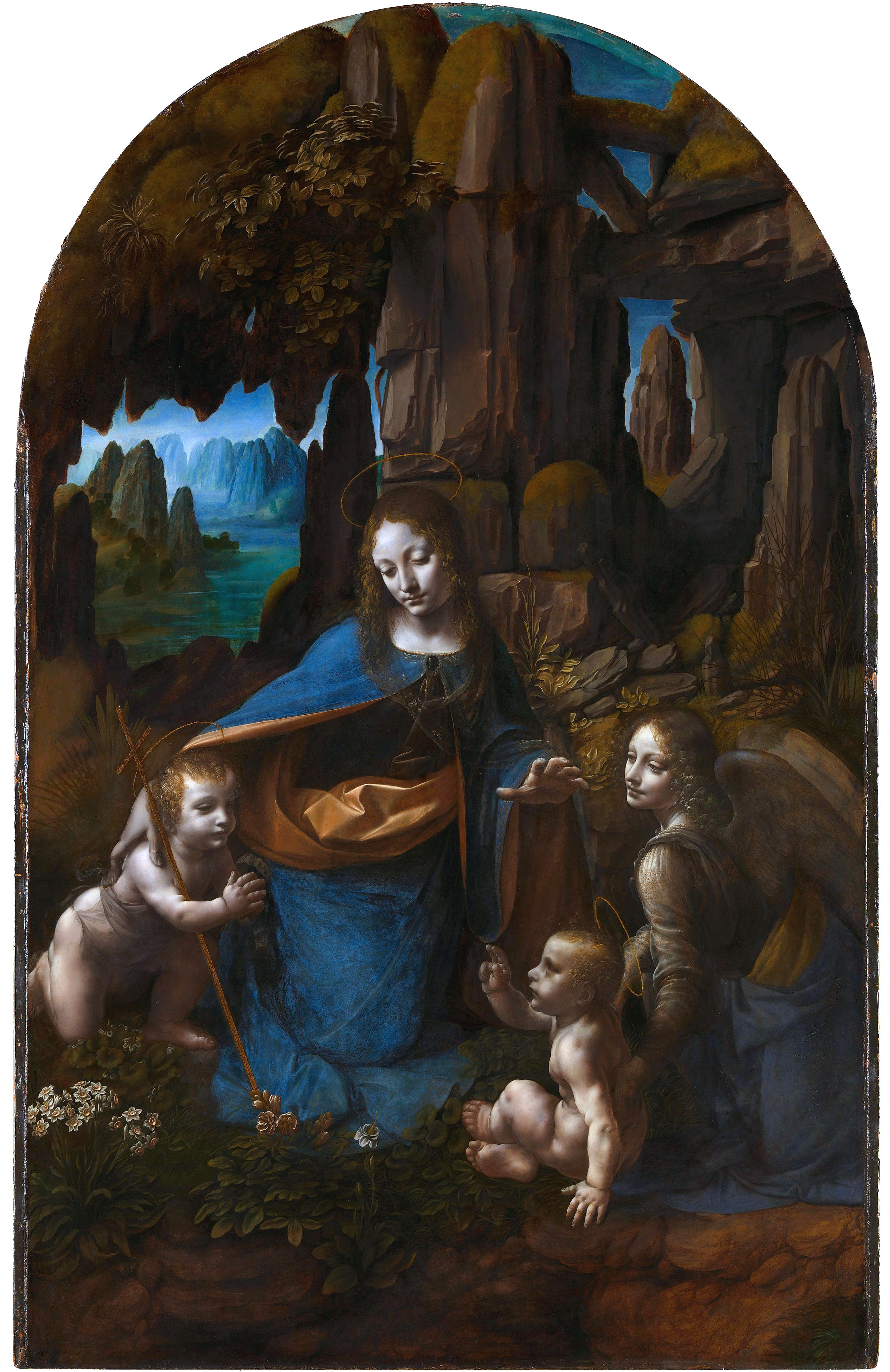
بانوی صخره‌ها اثر لئوناردو دا وینچی.
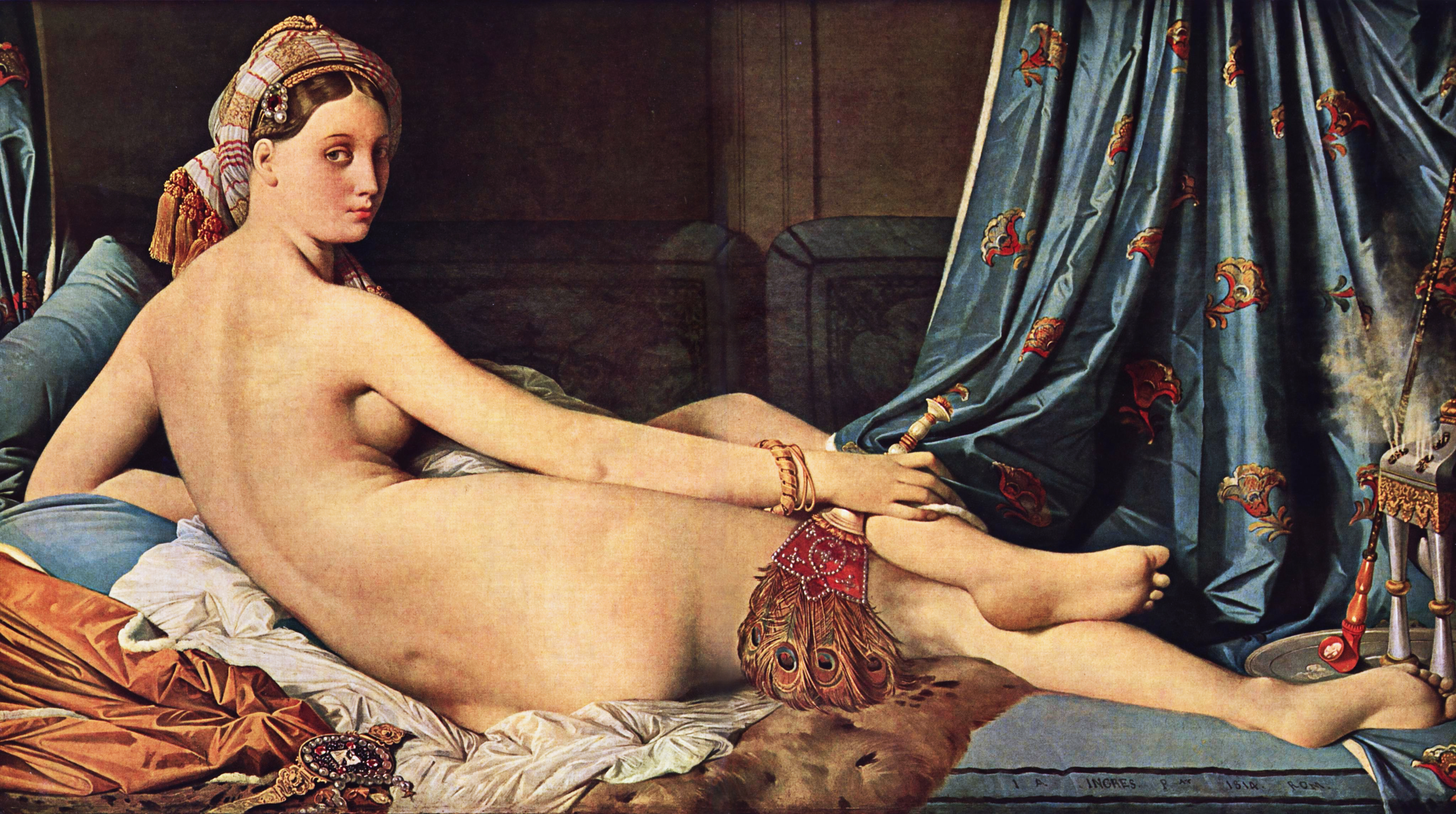
زن حرمسرای زیبا اثر دومینیک آگوست اینگرس.
حمام ترکی اثر دومینیک آگوست اینگرس.
داوود و بارشوا اثر ژان ماسیس
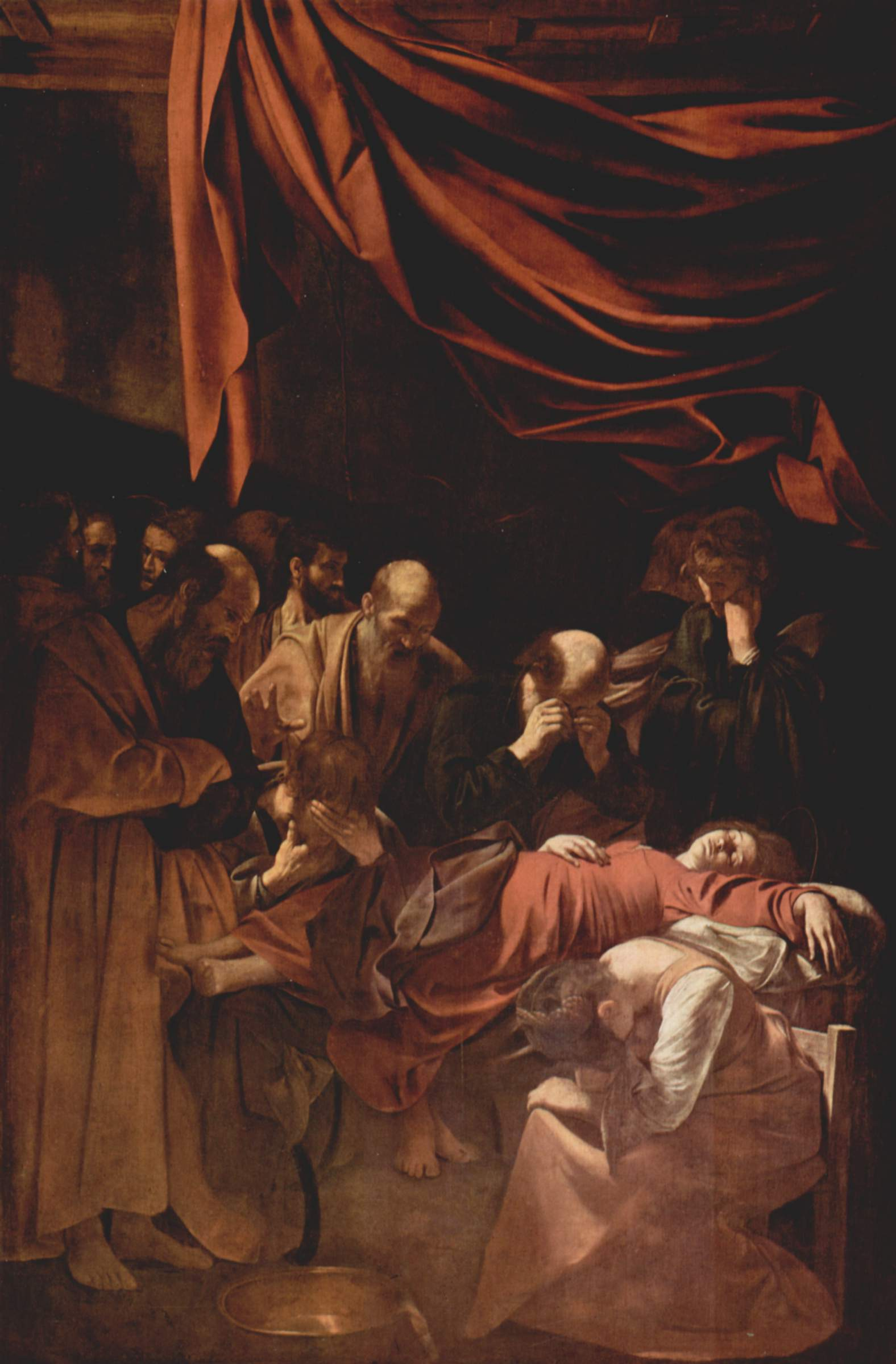
مرگ باکره اثر کاراواجو
پُرترهٔ بالداسار کاستیلیونه اثر رافائل
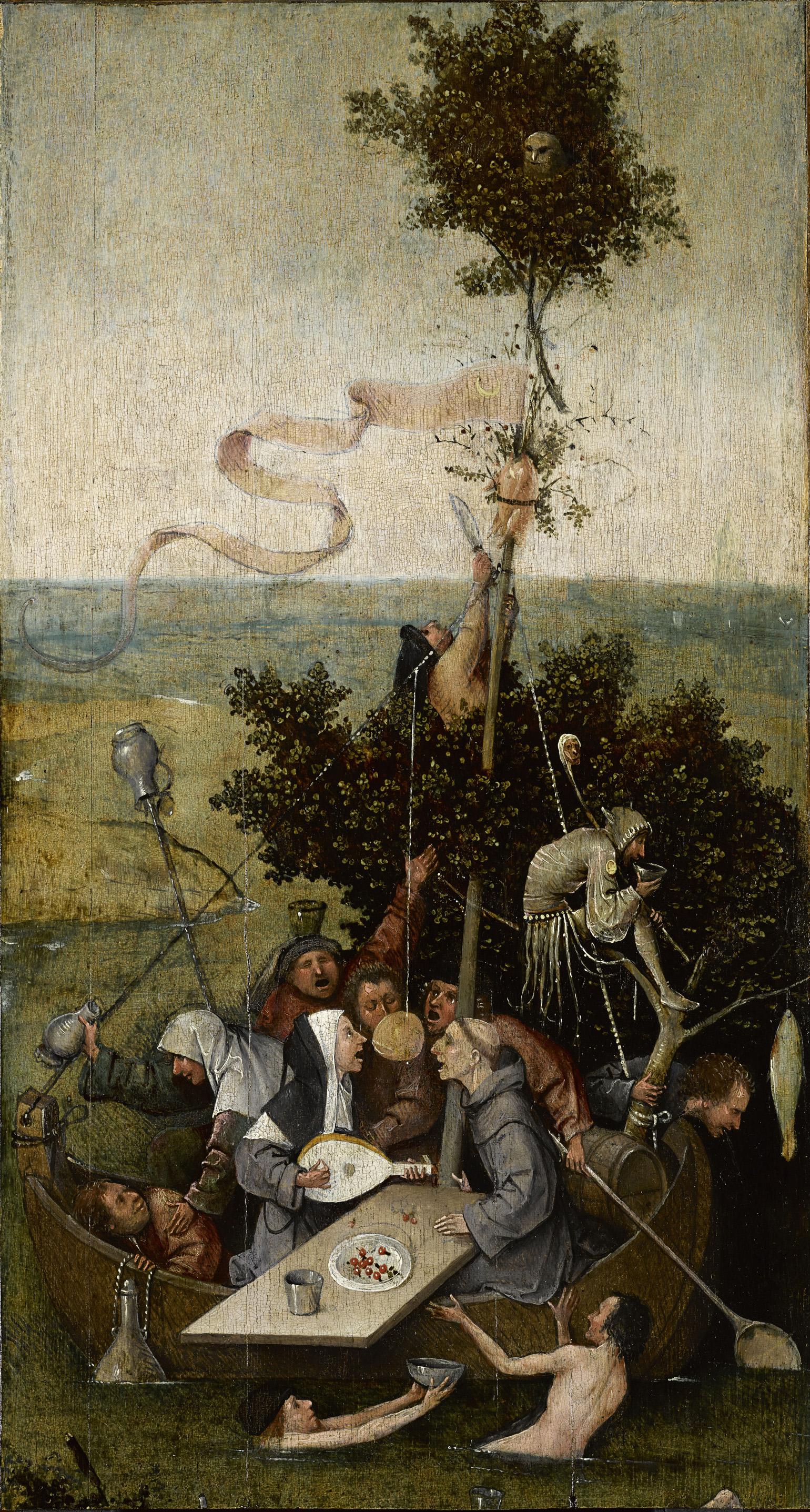
کشتی احمق‌ها اثر هیرونیموس بوش
آزادی هدایت کننده مردم اثر اوژن دولاکروا
زنان الجزایری اثر اوژن دولاکروا
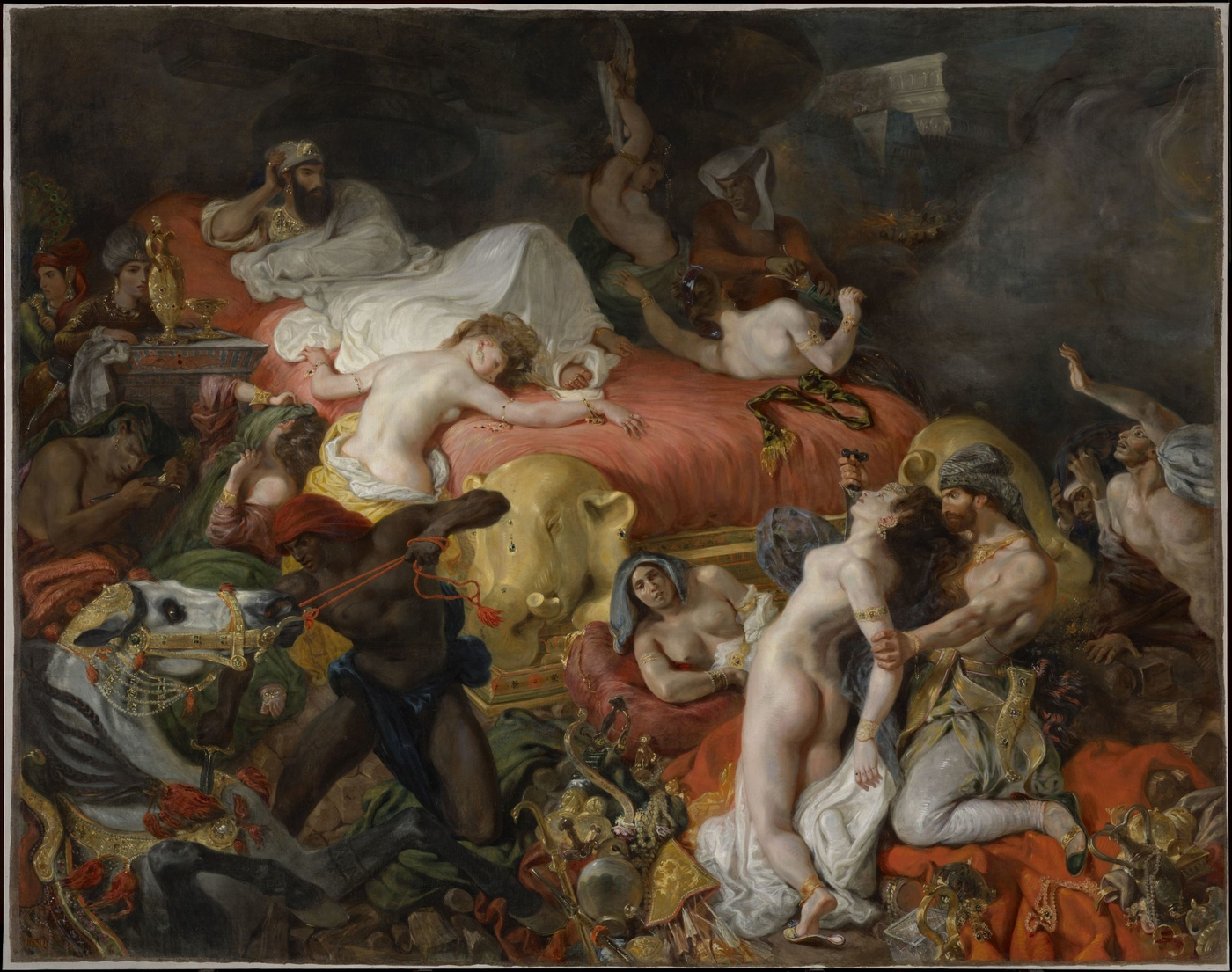
مرگ سارداناپالوس اثر اوژن دولاکروا
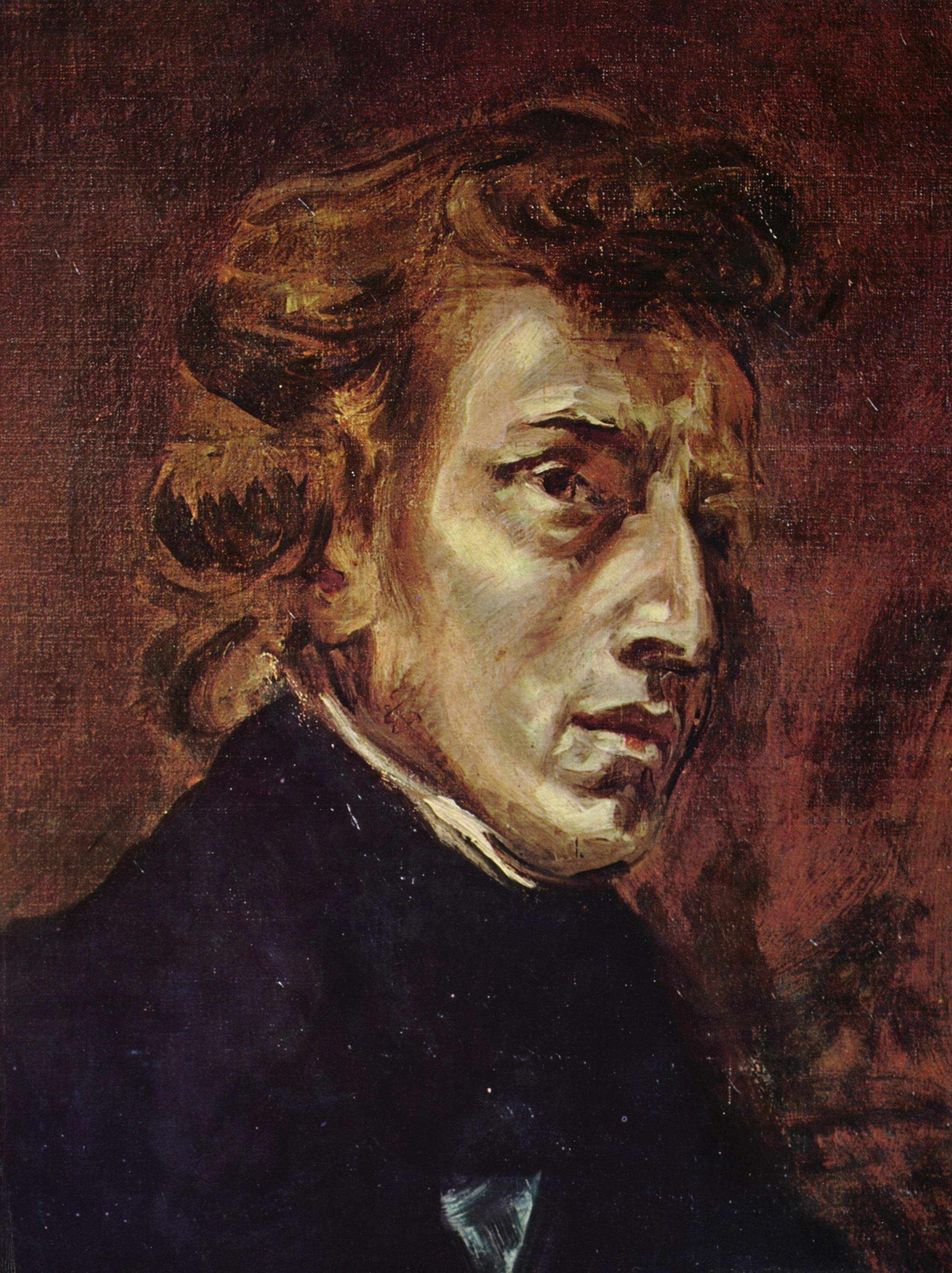
پرترهٔ فردریک شوپن اثر اوژن دولاکروا
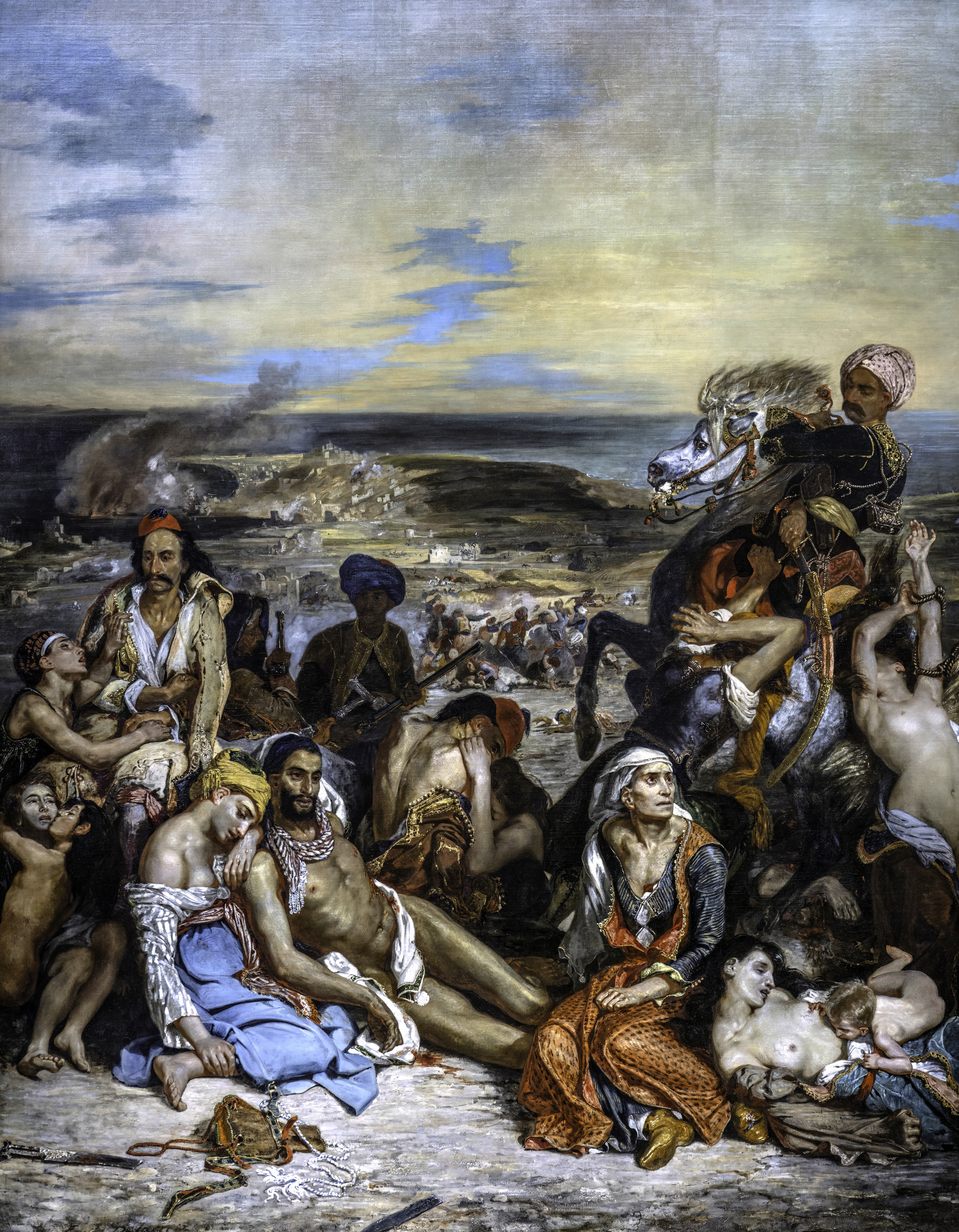
کشتار خیوس اثر اوژن دولاکروا
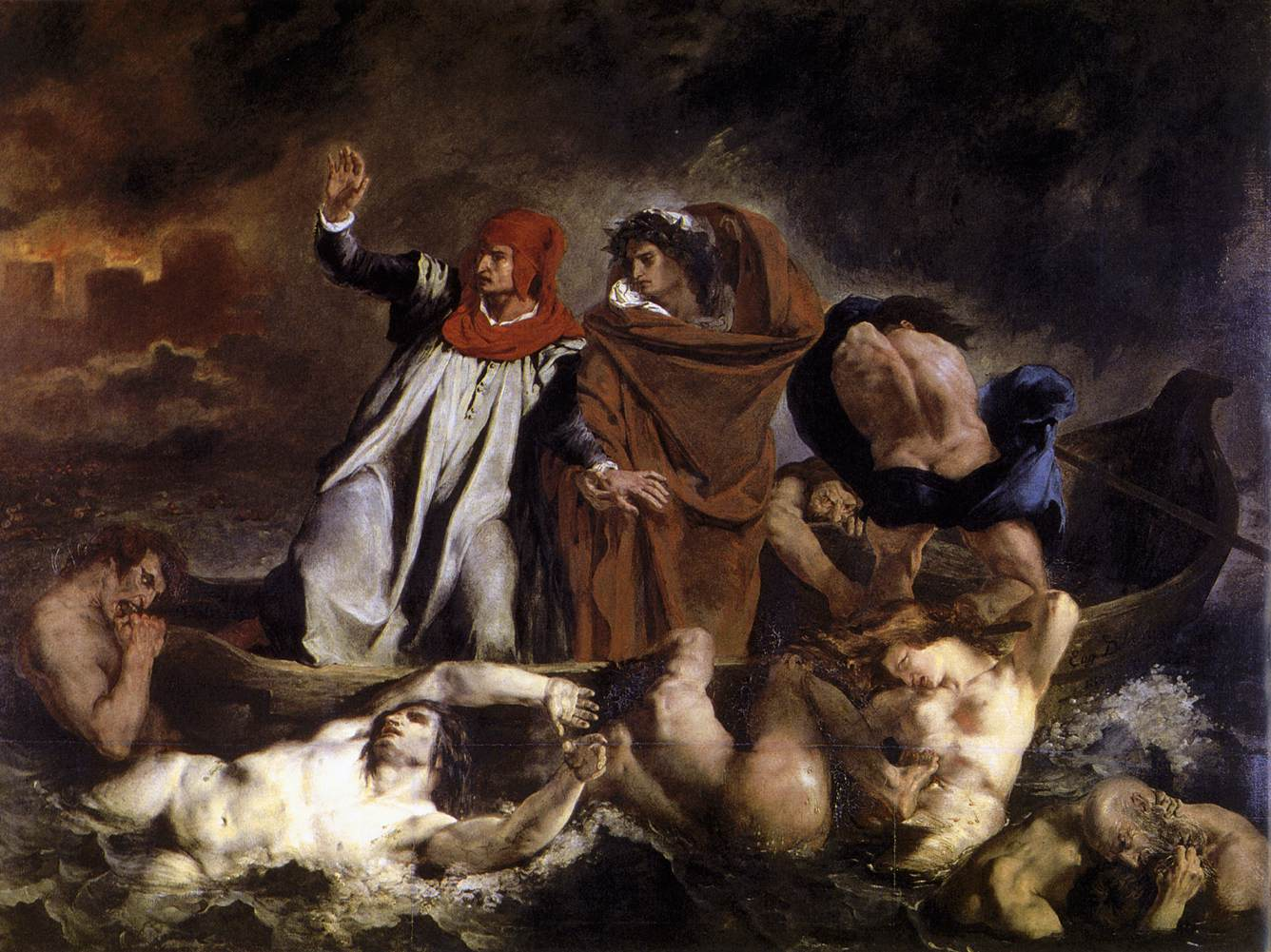
قایق دانته اثر اوژن دولاکروا
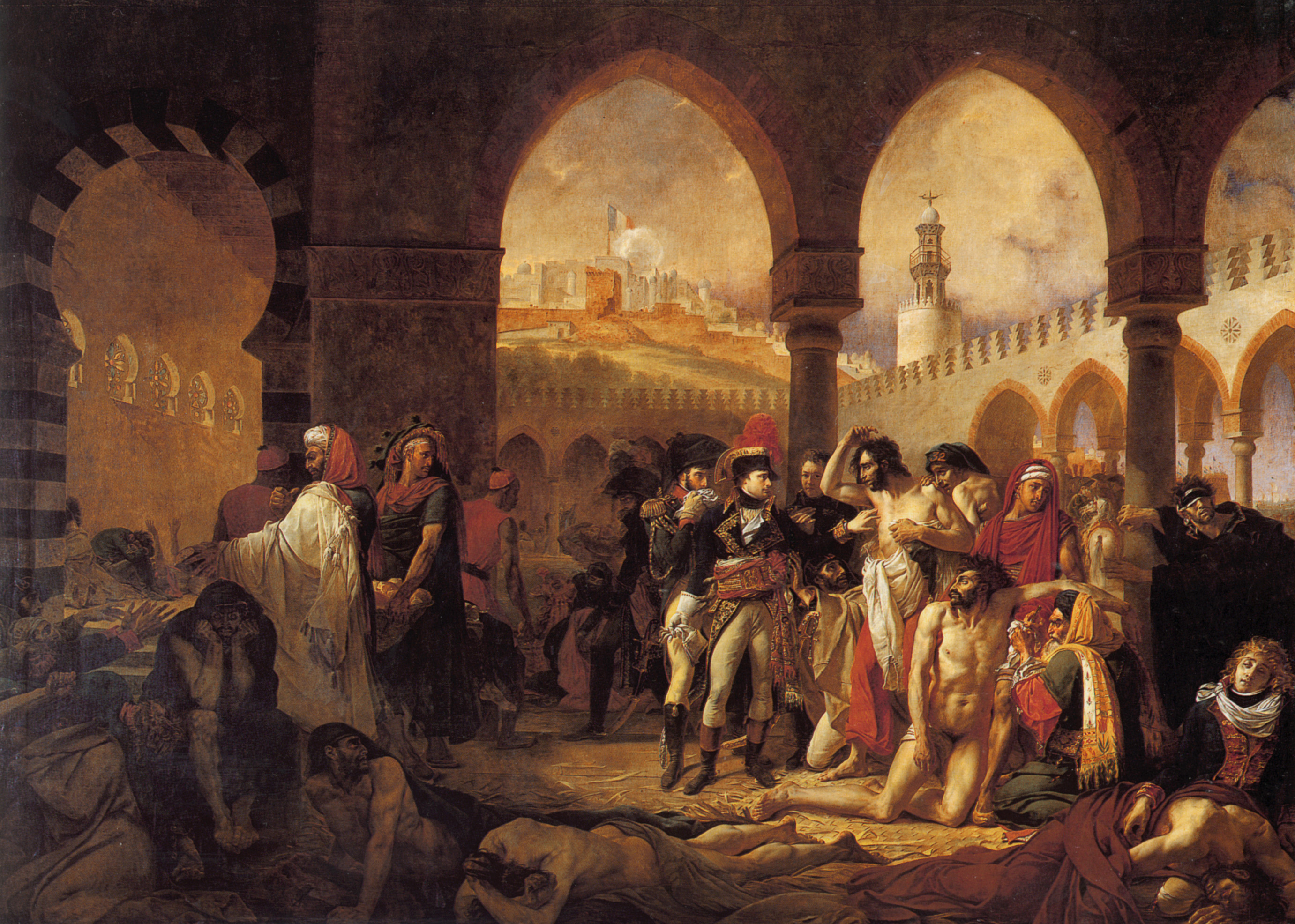
دیدار بوناپارت از قربانیان طاعون در یافا اثر آنتوئن ژان گروس
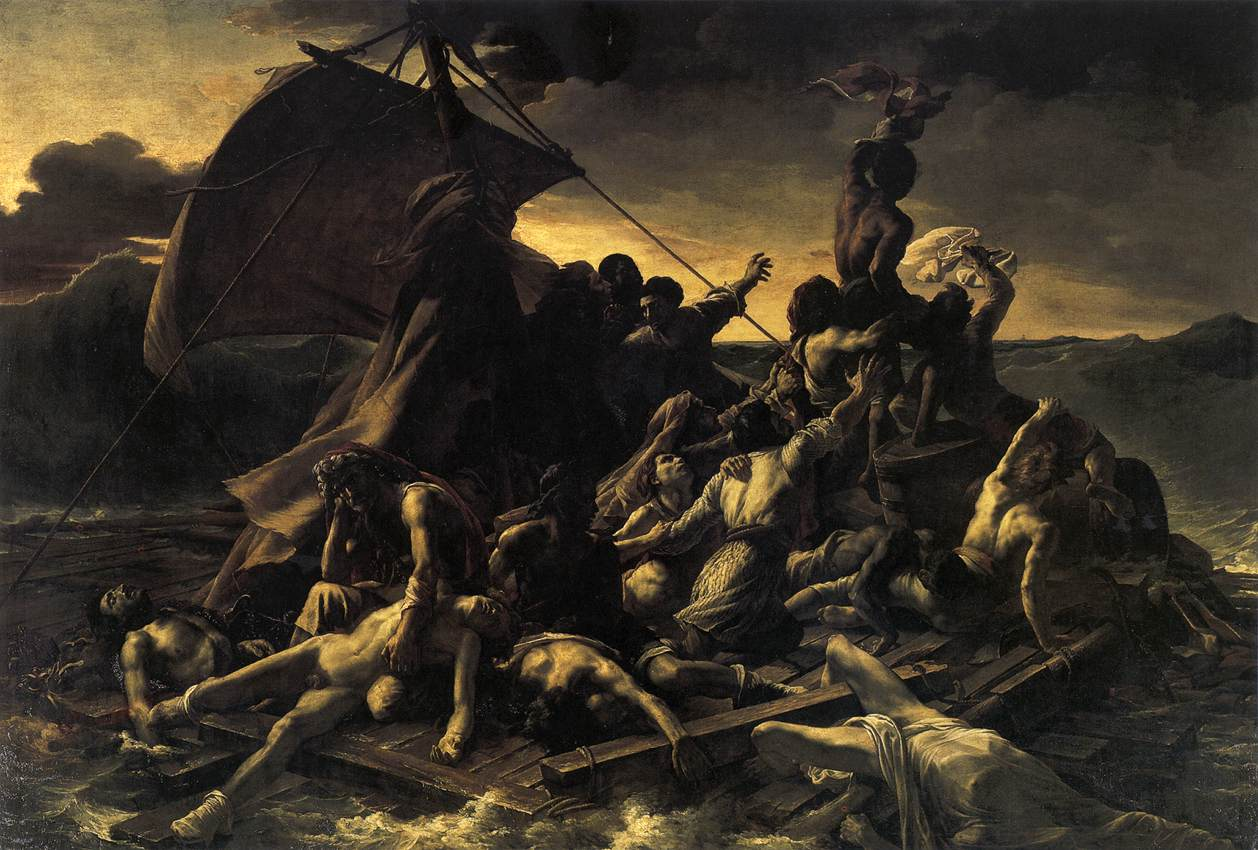
قایق الواری مدوسا اثر تئودور ژریکو
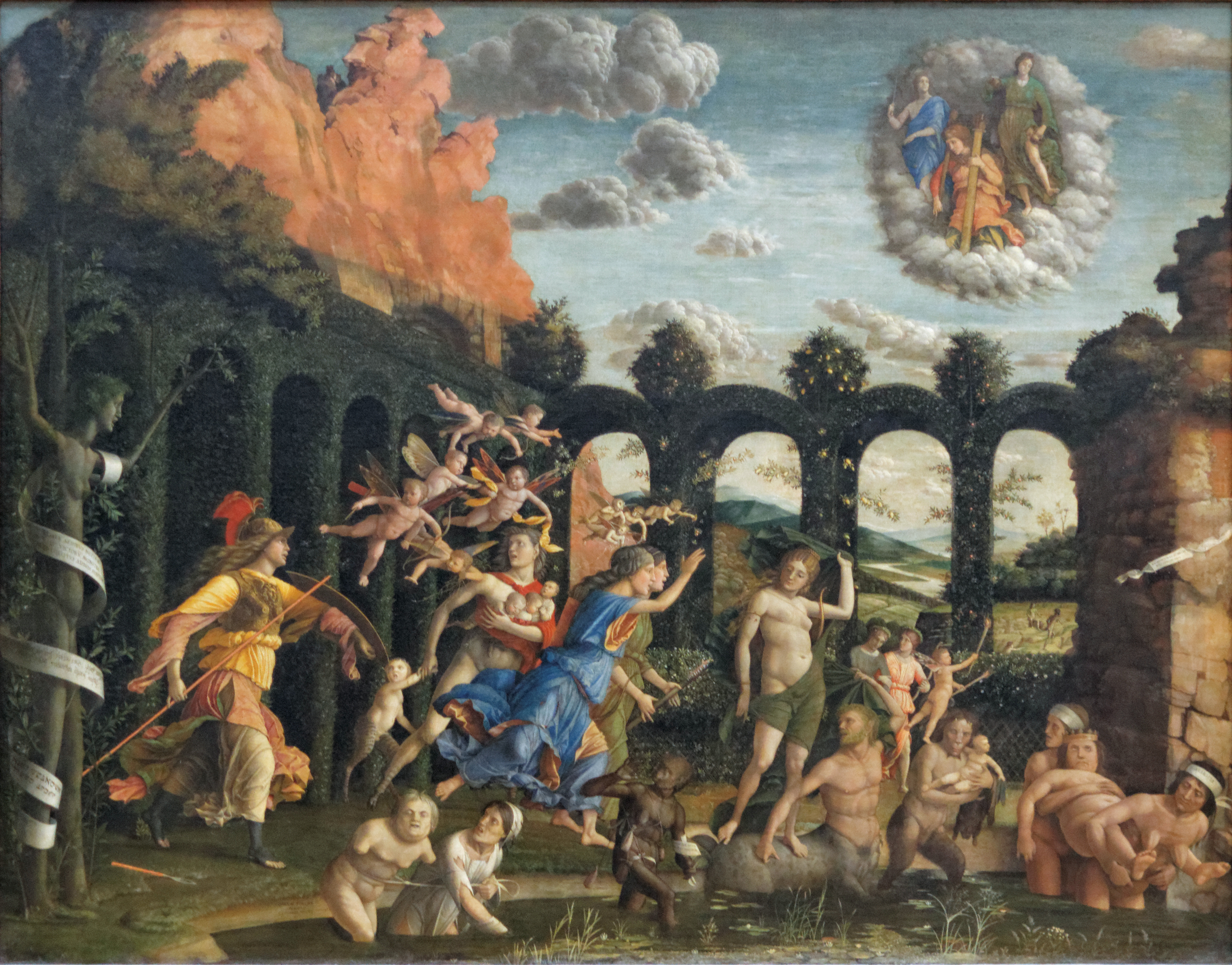
پیروزی فضایل بین ۱۴۹۹ تا ۱۵۰۲ م. اثر آندرئا مانتنیا
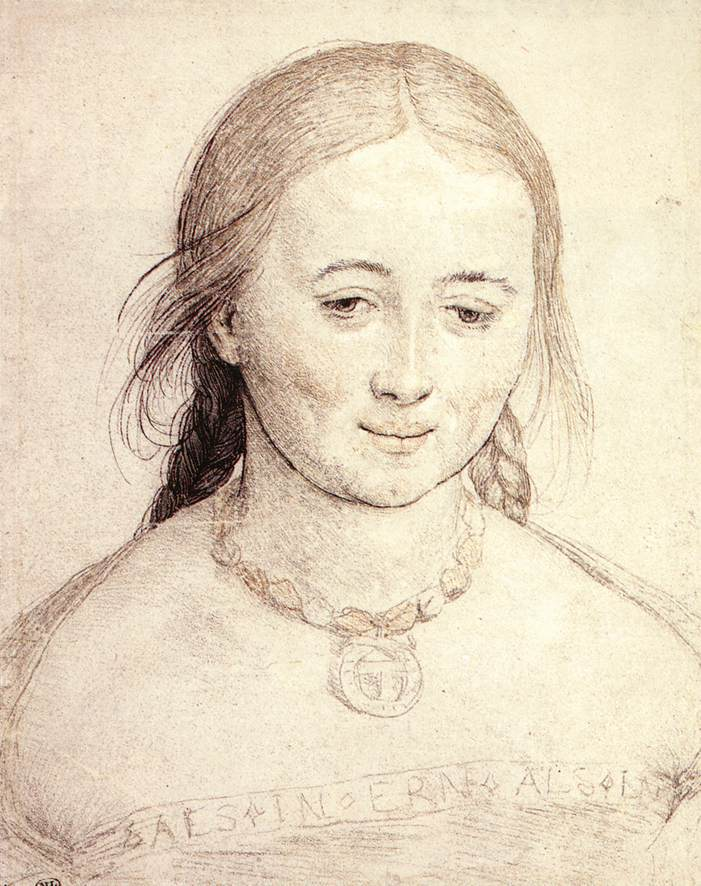
پرتره زن جوان، اثر هانس هلباین
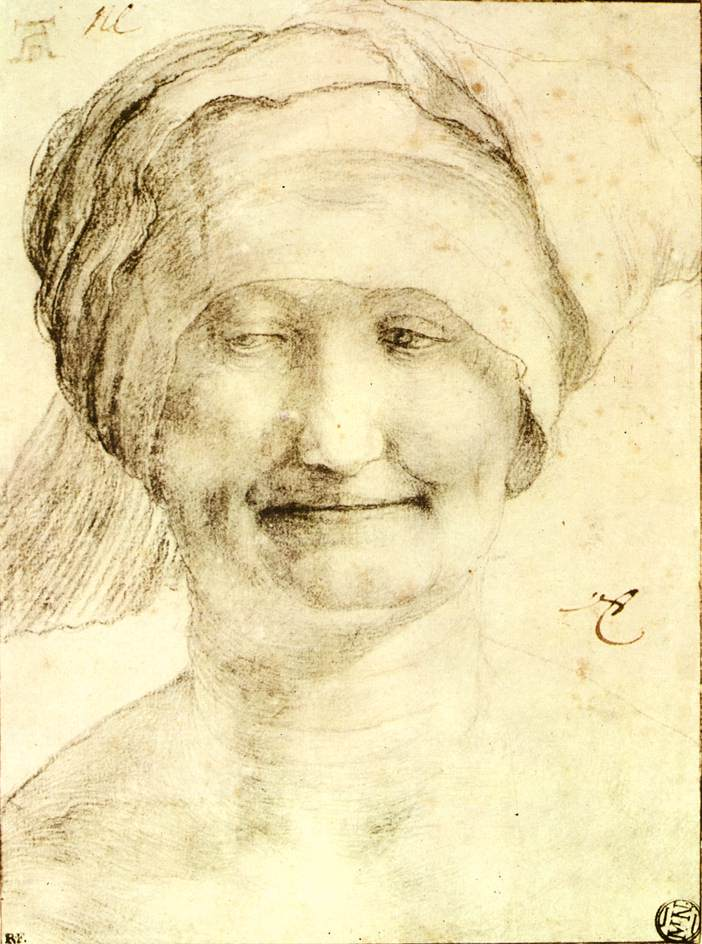
پرتره یک زن سالخورده، اثر ماتیاس گرونوالد
پرترهٔ آن کلیو
اثر هانس هلباین پسر
۱۵۳۹ م.

نقاشی‌های لئوناردو داوینچی ، خریداری شده توسط فرانسوای اول
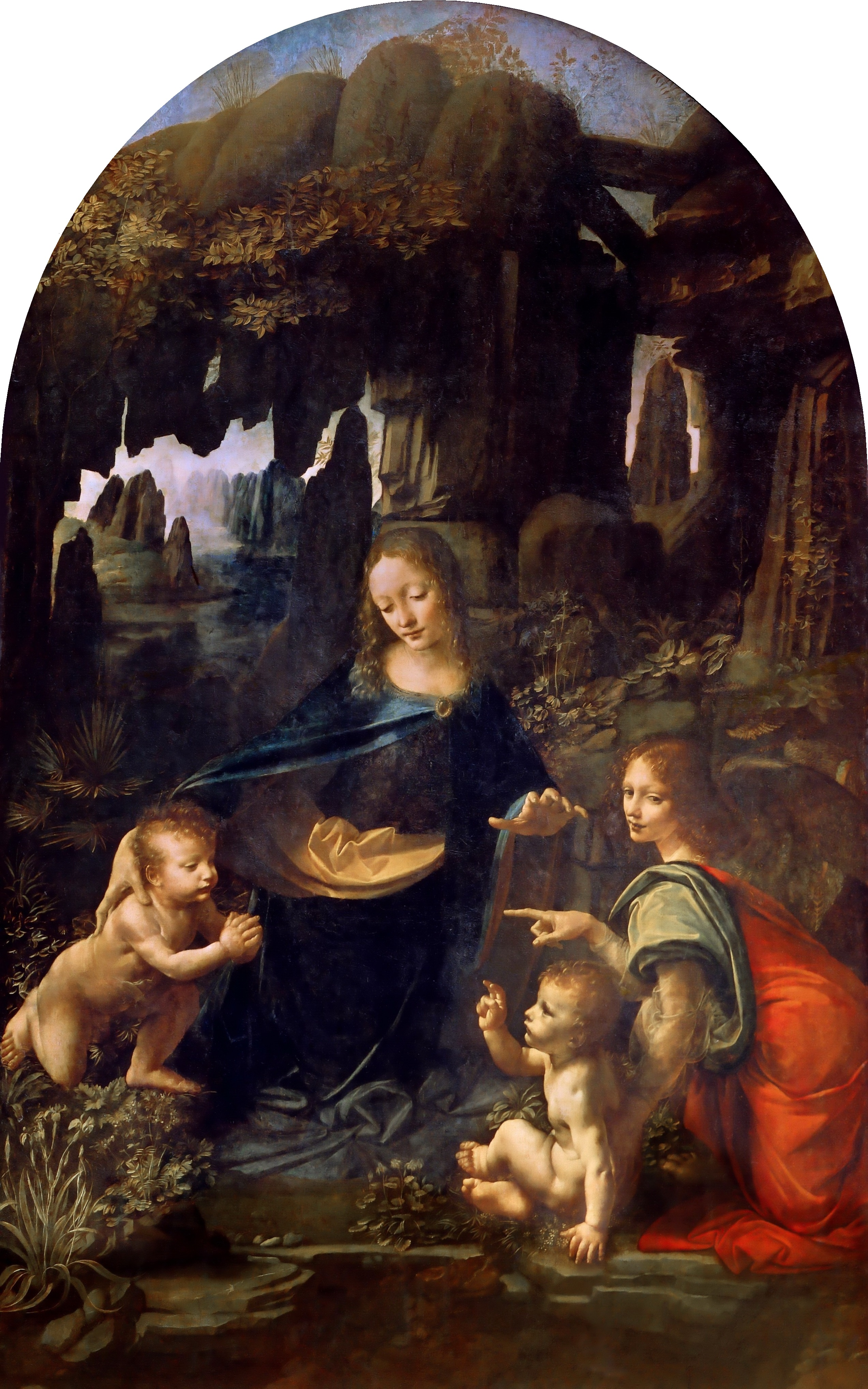
باکره صخره‌ها
باکره و کودک به‌همراه حنای قدیس

### مجسمه‌ها

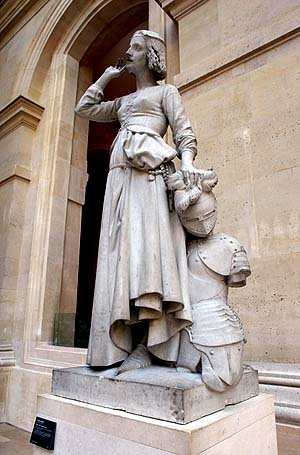
ژان دارک اثر François Rude
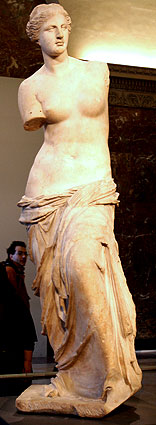
آفرودیتهٔ میلو اثر اسکندر آنتیوخی.
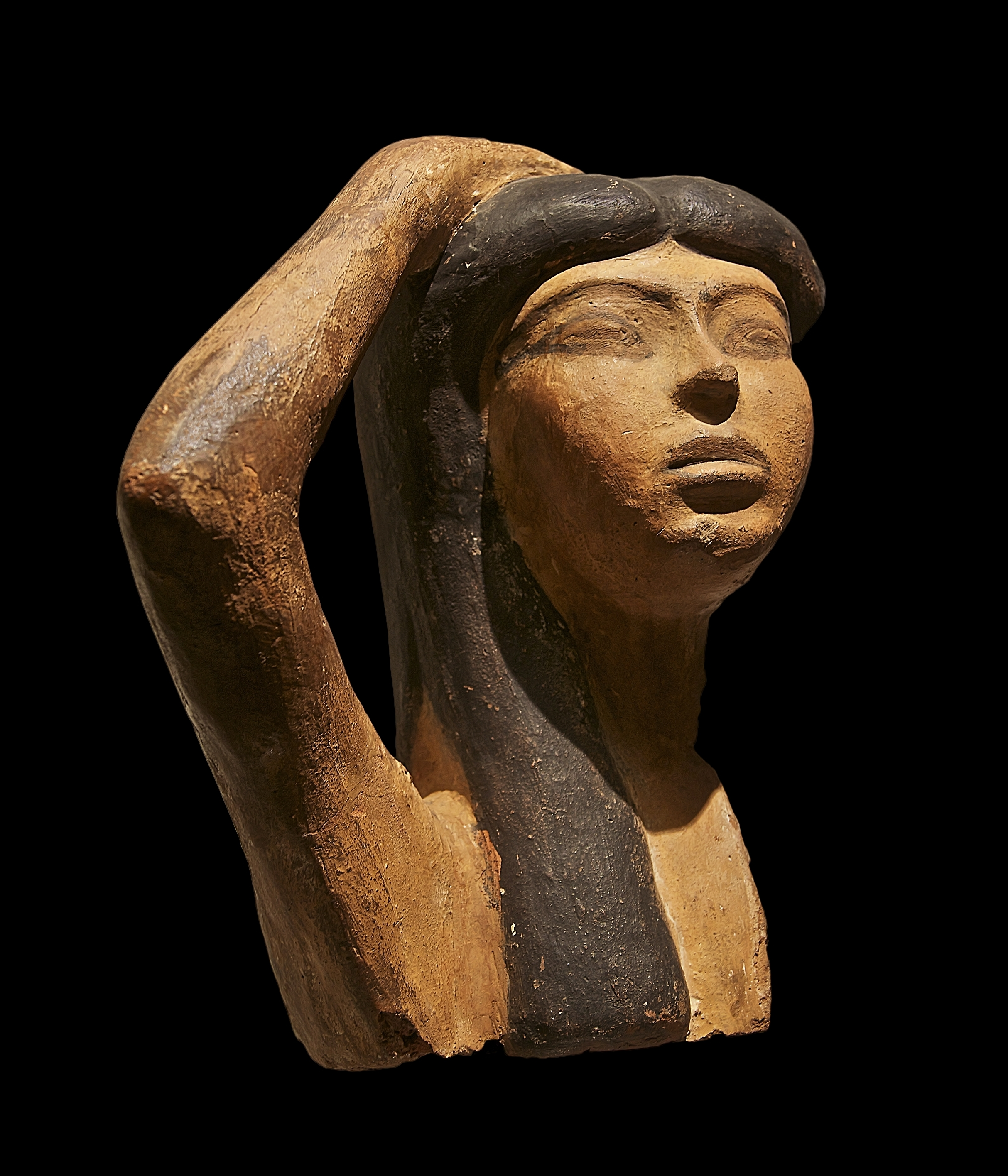
تندیسی متعلق به دودمان هجدهم مصر باستان از (احتمالا) ایزیس در حین سوگواری برای ازیریس. ابعاد این تندیس ۲۴٫۳ در ۲۱٫۵ سانتی‌متر است.
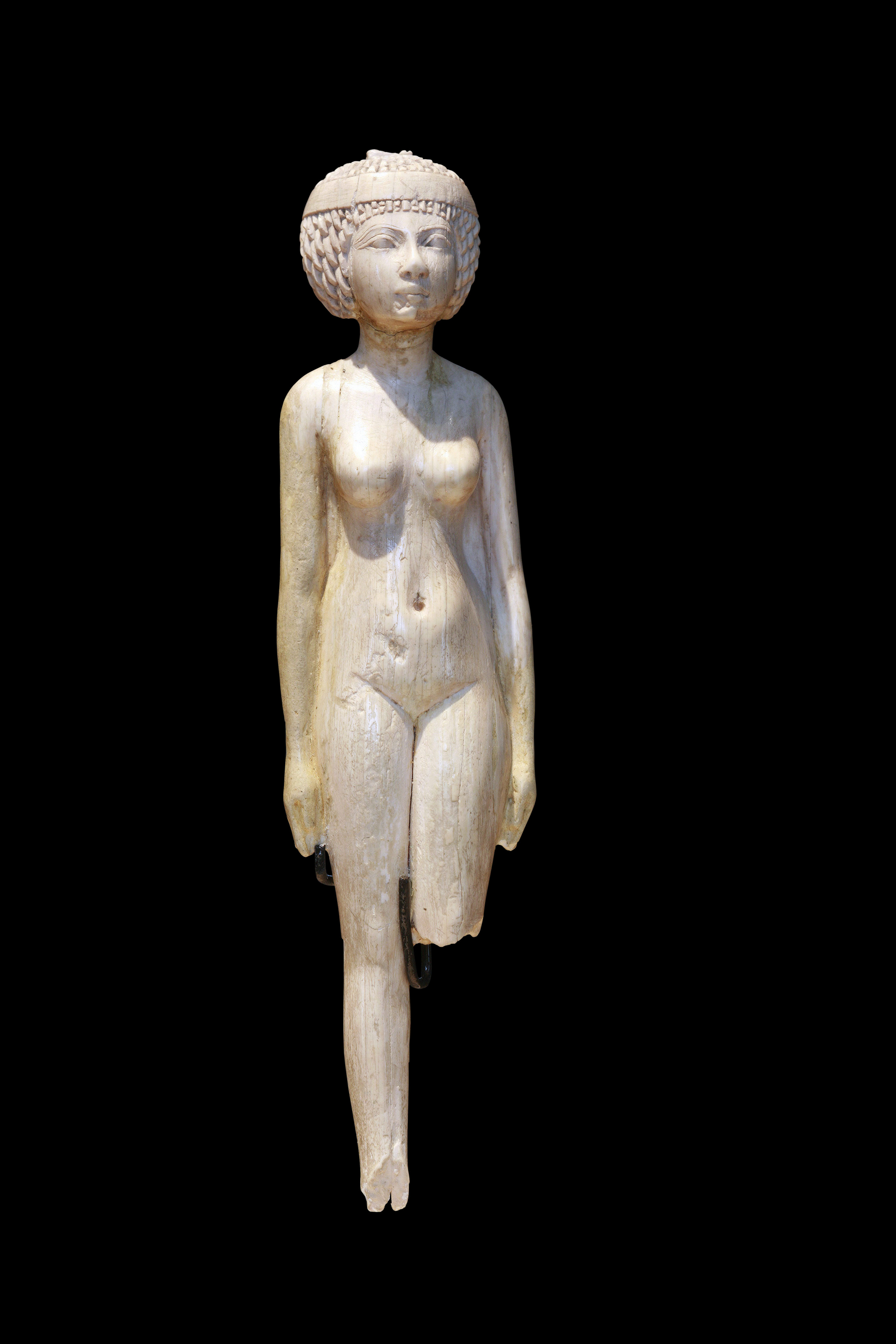
تندیس زنی برهنه، متعلق به دوران پادشاهی نوین مصر، حوالی ۱۳۰۰ پیش از میلاد.
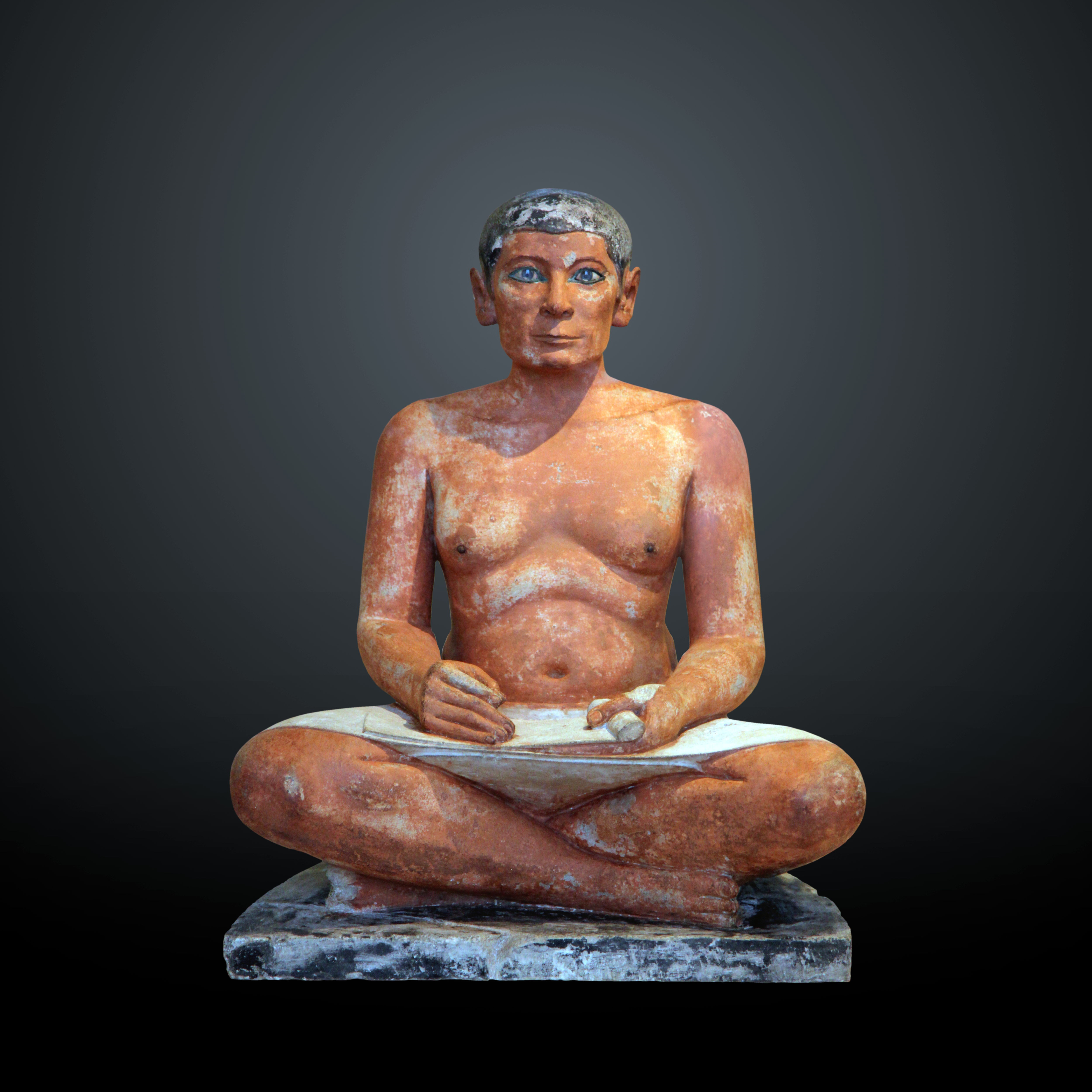
کاتب نشسته

غرفه‌های موزه چارلز دهم
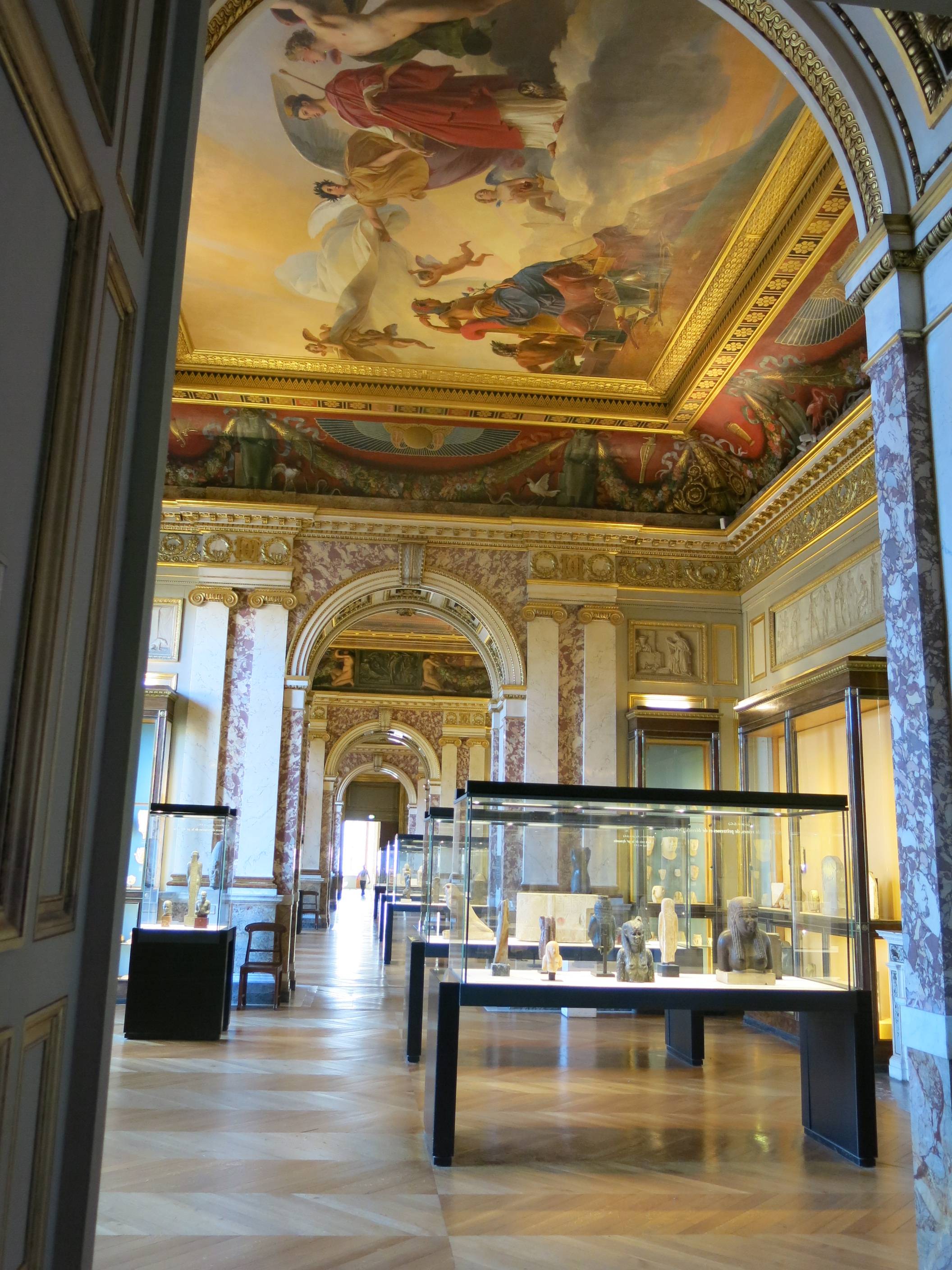
غرفه اول
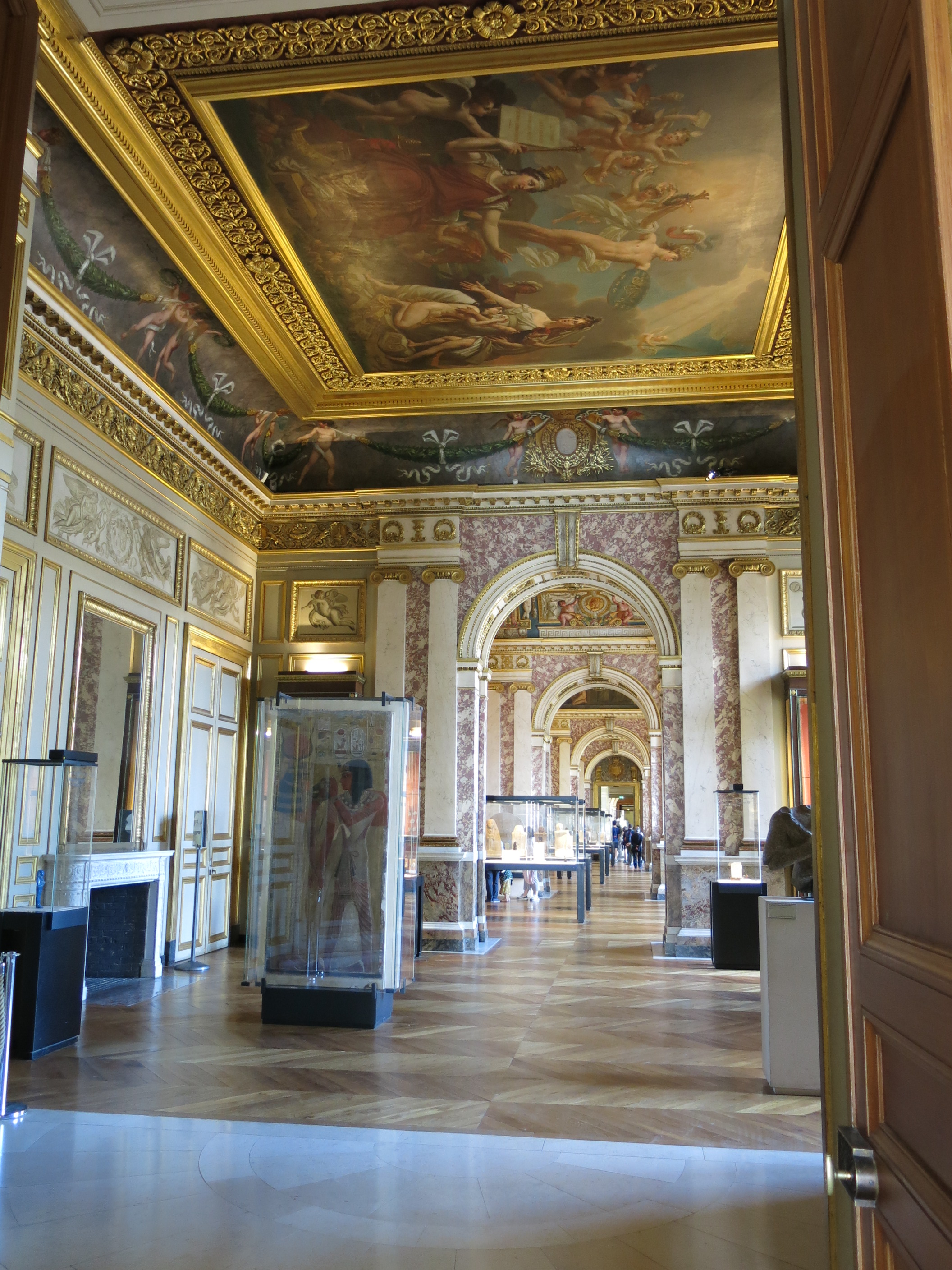
غرفه ۲۷
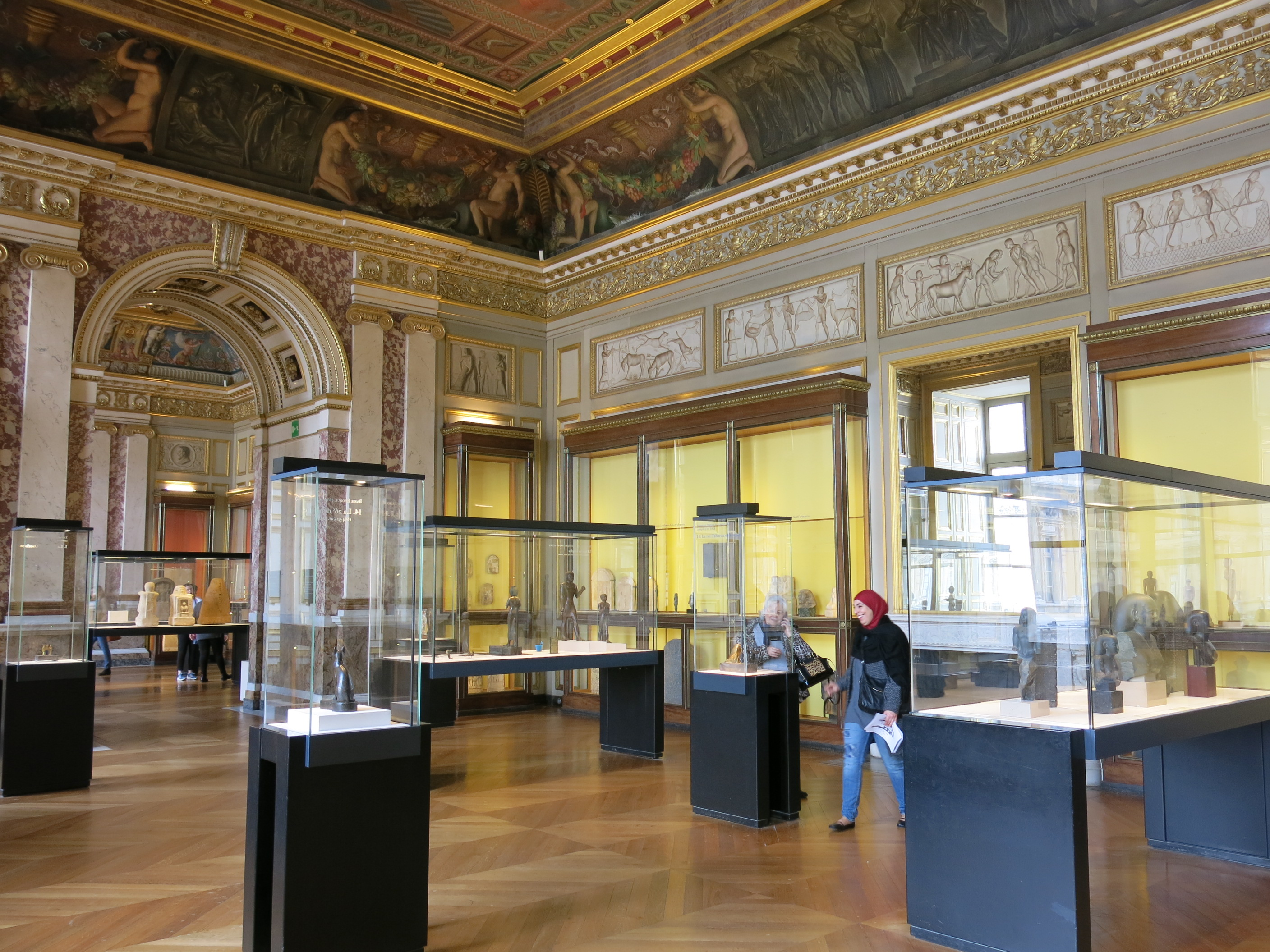
غرفه ۲۹

## زمان بازدید
موزه لوور روزهای سه شنبه تعطیل می‌باشد.